# Église Saint-Denis de Berville
L'église Saint-Denis est une église catholique paroissiale située à Berville, dans le département du Val-d'Oise, en France. Son histoire reste encore à élucider. L'édifice associe un chœur gothique du XIIIe siècle, austère et non voûté, à un transept et un clocher en bâtière de style flamboyant, et une nef Renaissance avec bas-côté. Comme l'indiquent deux clés de voûte, sa construction date du règne de Henri II (1547-1559). La construction aurait été prise en charge par le seigneur local, René de Bucy, que l'on sait proche d'Anne de Montmorency. C'est vraisemblablement sur cette base que l'on a attribué la nef et son portail occidental, qui a été plaqué devant la façade en 1552, au sculpteur Jean Goujon, architecte du roi impliqué dans le chantier du château d'Écouen. Si le transept et le clocher sont de bon niveau, c'est surtout pour ses parties Renaissance que l'église Saint-Denis est remarquable, car les nefs de style Renaissance sont peu nombreuses dans le Vexin. L'église est classée aux monuments historiques depuis 1920. Elle est aujourd'hui affiliée à la paroisse d'Avernes et Marines, et les célébrations eucharistiques s'y limitent à deux messes dominicales par an.

## Localisation

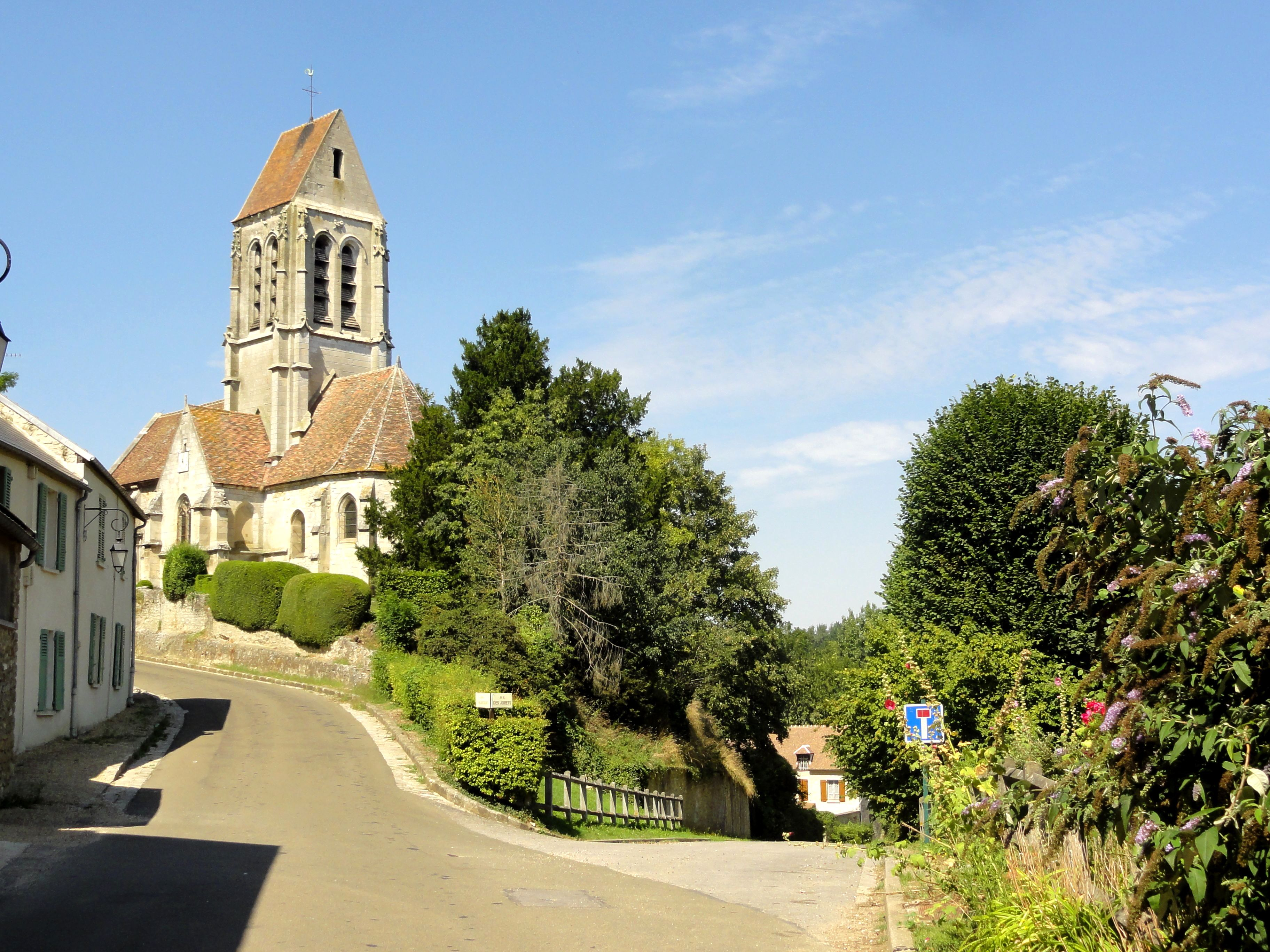
Approche depuis l'est.

L'église est située en France, dans la région Île-de-France et dans le département du Val-d'Oise, à la limite avec le département de l'Oise, dans le Parc naturel régional du Vexin français, sur la commune de Berville, au milieu du village, rue d'Heurcourt. Cette rue serpente sur le versant nord du plateau agricole qui occupe le sud du territoire communal. Avec la rue du Carrouge, qui la prolonge vers l'est, elle concentre la plupart des habitations du village, qui appartient au type du village-rue. L'église est entièrement dégagée de constructions mitoyennes, et bâtie sur un éperon rocheux, sur une petite terrasse ceinte d'un mur de soutènement. Ainsi, l'église domine légèrement la rue, sur laquelle son élévation méridionale est alignée. Ce n'est qu'à hauteur de la façade occidentale que la rue atteint le même niveau que la terrasse, qui n'est autre que l'ancien cimetière. Ainsi, l'accès peut se faire de plain-pied. Un petit parking se trouve à l'ouest de l'église.

## Historique

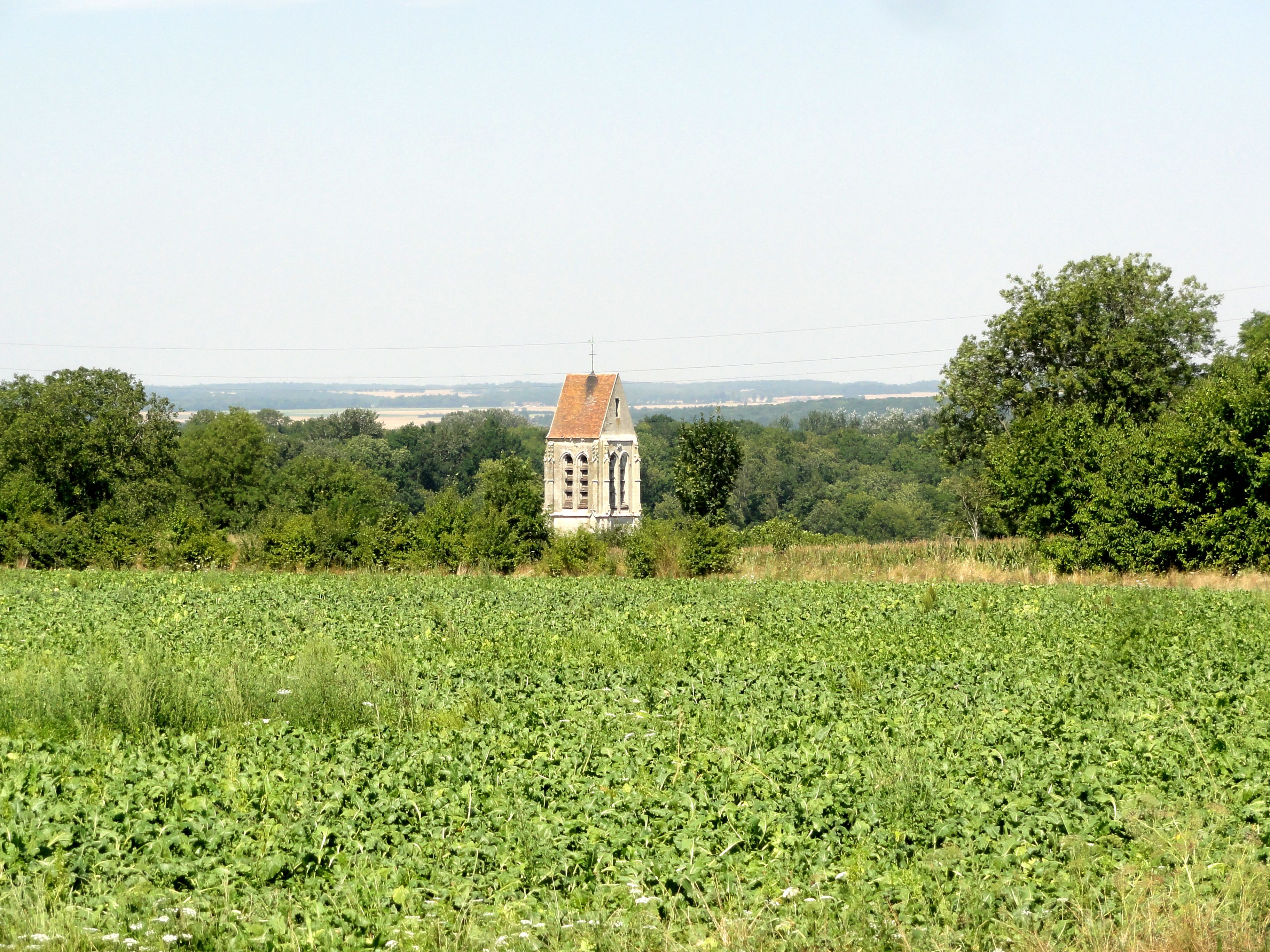
Approche depuis le plateau.

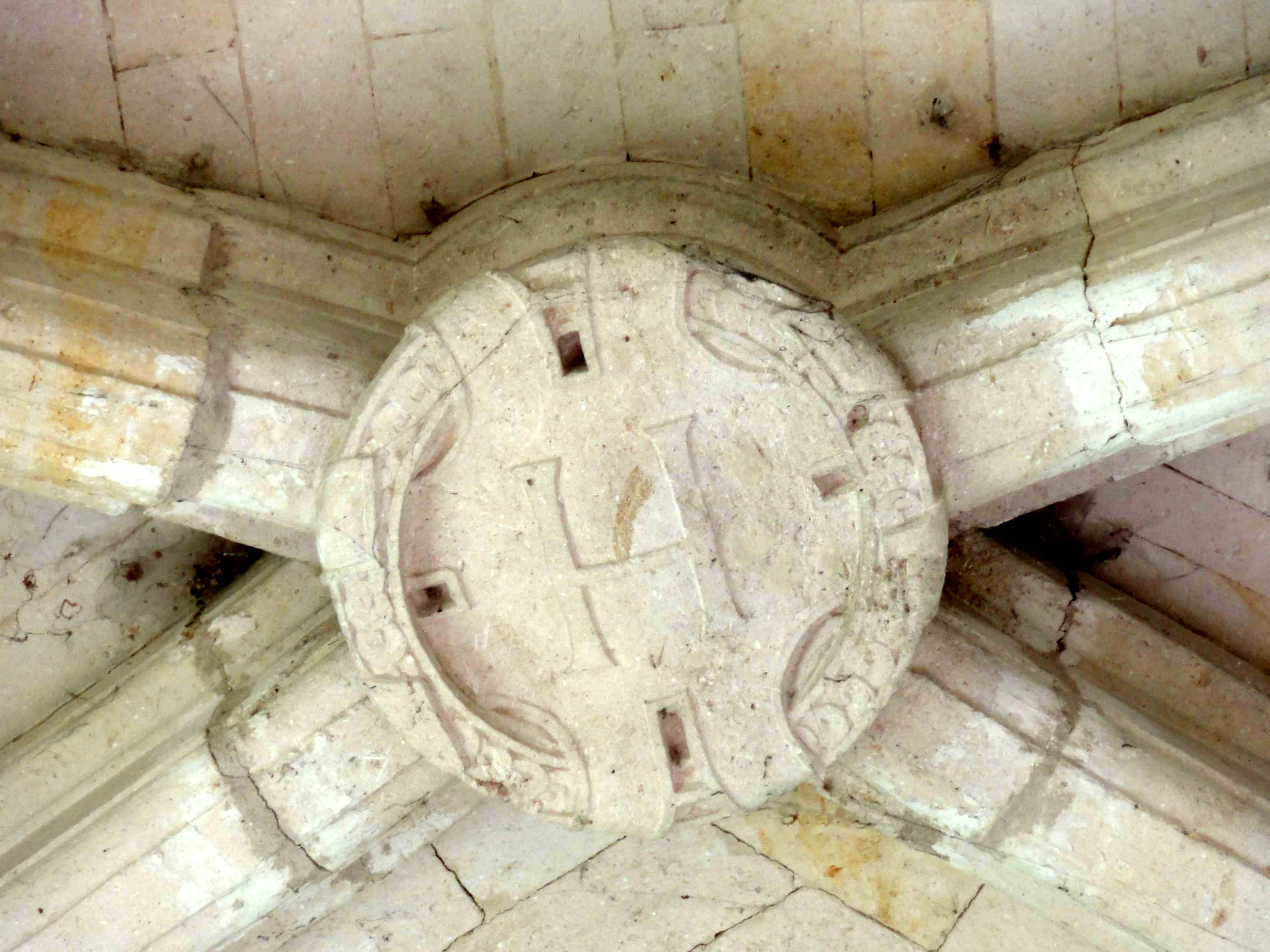
Clé de voûte de la nef - monogramme H d'Henri II.

La date de fondation de la paroisse n'est pas connue avec certitude. L'abbé Vital Jean Gautier la situe vers 1161. L'église est dédiée à saint Denis de Paris, premier évêque de Paris et fondateur de l'abbaye de Saint-Denis, martyrisé vers 250. Sous l'Ancien Régime, Berville relève du doyenné de Chaumont, de l'archidiaconé du Vexin français et de l'archidiocèse de Rouen. Le collateur de la cure est le prieur des Deux-Amants, à Amfreville-sous-les-Monts, dans l'actuel département de l'Eure. L'histoire de l'église reste encore à élucider. Les différentes étapes de sa construction ne sont pas attestées par des documents, et doivent être identifiées par l'analyse archéologique.
De toute évidence, l'église Saint-Denis a été bâtie pendant trois campagnes de construction bien distinctes, dont la première remonte au XIIIe siècle. En résulte le chœur gothique à pans coupés. D'une architecture très dépouillée, il résiste à la tentative d'une datation plus précise. Selon Bernard Duhamel, il aurait été initialement voûté d'ogives. Ses voûtes et ses supports auraient disparu, et remplacés par un plafond lambrissé au XVIe siècle. Or, en l'absence de toutes traces d'un potentiel voûtement, l'on saisit mal quel élément pourrait justifier l'hypothèse de l'existence ancienne de voûtes. Les contreforts visibles à l'extérieur sont dimensionnés pour résister à la poussée des voûtes, mais le projet de leur construction a bien pu rester sans suite. Il n'est pas sans intérêt de constater que la base du clocher, en même temps croisée du transept, a d'emblée été conçue pour se raccorder à un chœur non voûtée, alors qu'elle est postérieure à l'époque supposée de la disparition des voûtes du chœur. En effet, deux contreforts font saillie dans le chœur à l'est, sans départ d'ogives. Avec ses deux croisillons et le clocher en bâtière, la croisée du transept reflète le style gothique flamboyant, et date sans doute de la période comprise entre 1500 et 1530 environ. L'absence de toute influence de la Renaissance et le remplage des fenêtres parlent en faveur de cette période. La physionomie globale du clocher est toujours celle habituellement rencontrée dans le Vexin depuis le début de la période gothique.

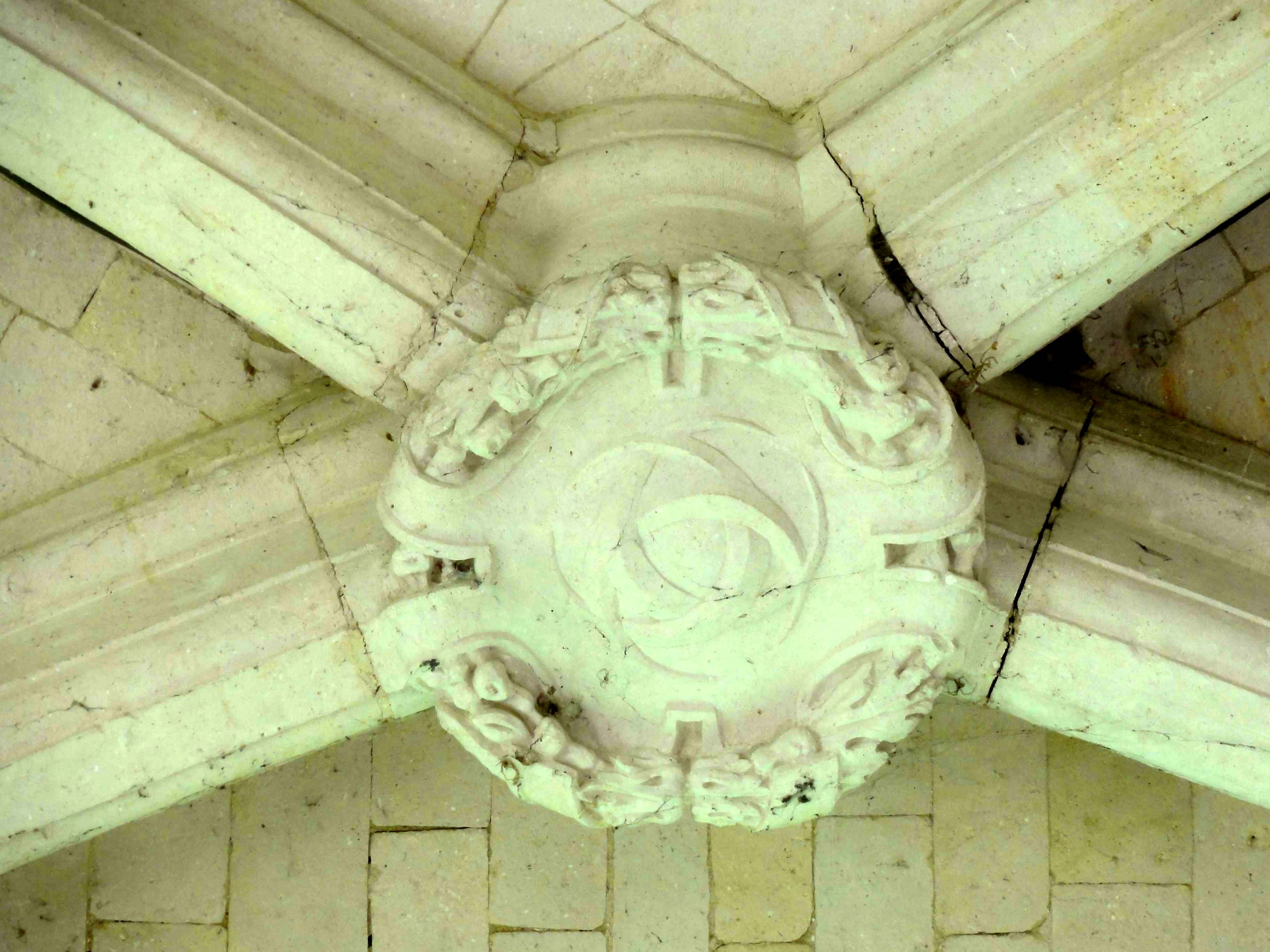
Clé de voûte de la nef - les trois croissants de lune Diane de Poitiers.

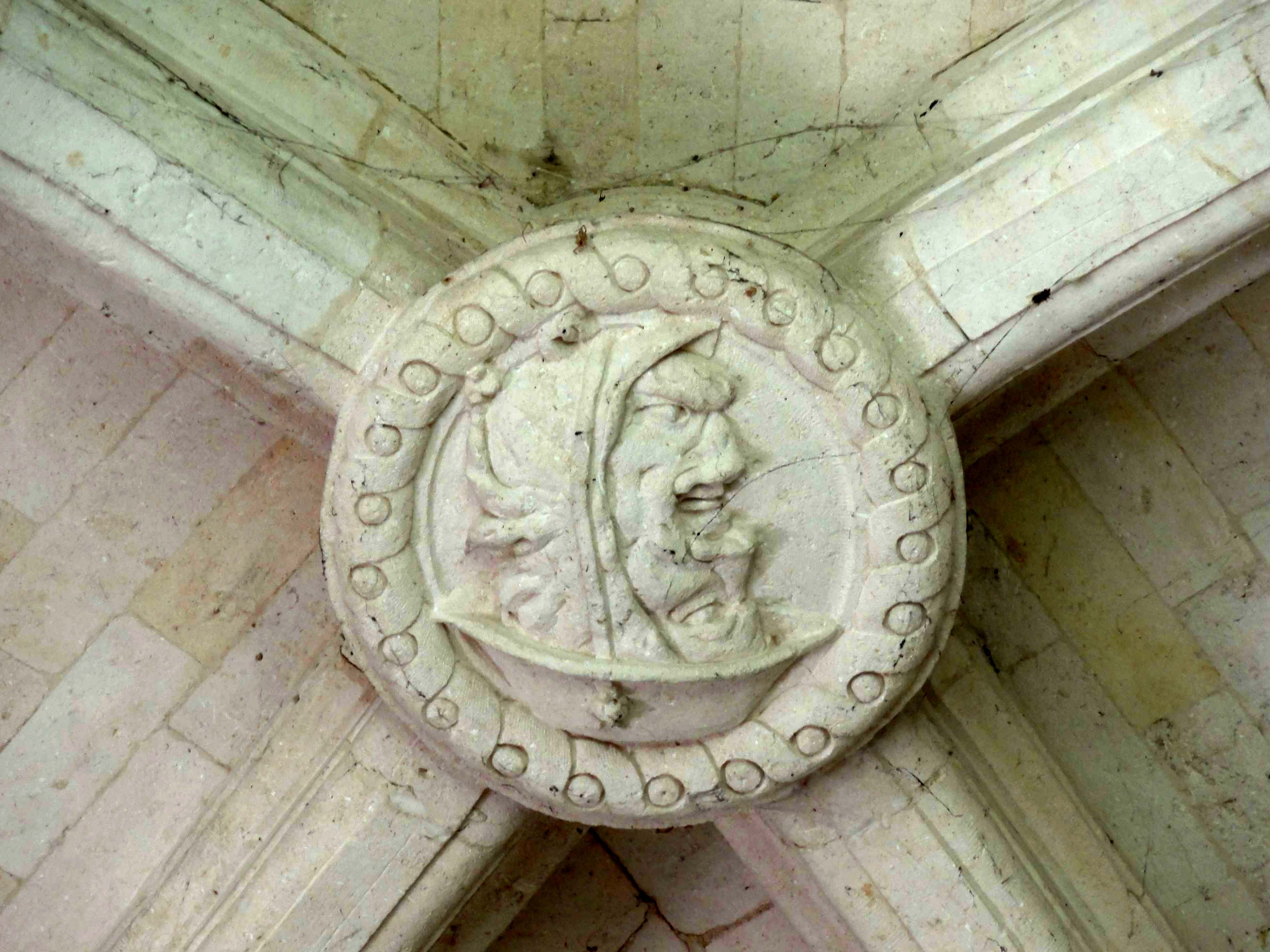
Clé de voûte de la nef (même motif sur le portail).

La nef et son unique bas-côté nord ont été édifiés en dernier lieu, un quart de siècle plus tard, en pleine Renaissance. Le projet diffère de celui envisagé au moment de la construction du transept, qui portait sur une nef unique. Des pierres de réserve et des départs de voûtes visibles dans les combles en témoignent. Deux motifs des clés de voûte de la première travée permettent d'indiquer la fourchette comprise entre 1547, année de l'avènement de Henri II, et 1559, année de sa mort : ce sont le chiffre H pour Henri II, et les trois croissants de lune pour Diane de Poitiers, son épouse. Selon Charon et al., les travaux auraient été pris en charge par le seigneur local, René de Bucy. L'on connaît ses bons rapports avec Anne de Montmorency. C'est ainsi que l'on explique que le style de la nef s'inspire du château d'Écouen, alors en construction, et plus particulièrement des apports du sculpteur Jean Goujon, architecte du roi, actif à Écouen à partir de 1541. Il ne semble toutefois pas y avoir de preuves pour l'intervention personnelle de Goujon dans le chantier de l'église de Berville. Il s'achève par l'ajout du portail occidental, qui semble plaqué devant une façade préexistante, et porte la date de 1552. Pour Bernard Duhamel, il évoque un petit arc de triomphe, et son style serait presque classique. Un porche, ajouté postérieurement mais disparu depuis longtemps, a laissé son empreinte sur la façade,.
Sous la Révolution française, la paroisse de Berville est rattachée au nouveau diocèse de Versailles, qui est érigé pour regrouper l'ensemble des paroisses du département de Seine-et-Oise. L'église est classée au titre des monuments historiques par arrêté du 5 juillet 1920. En 1966, le nouveau découpage administratif de la région parisienne apporte la création du diocèse de Pontoise, qui correspond au périmètre du nouveau département du Val-d'Oise, et Berville change de diocèse pour une seconde fois. Le village n'a depuis longtemps plus de prêtre résident, et est aujourd'hui affilié à la très grande paroisse d'Avernes et Marines, qui ne compte pas moins de trente-cinq clochers. De ce fait, les célébrations eucharistiques se font rares en l'église Saint-Denis, et il n'y a plus que deux messes dominicales par an.

## Description

### Aperçu général

Plan de l'église.

Orientée un peu irrégulièrement avec une nette déviation de l'axe vers le sud-est du côté du chevet, l'édifice répond globalement à un plan cruciforme, et se compose d'une nef de trois grandes travées barlongues, accompagnée d'un unique bas-côté au nord ; d'un clocher central en bâtière se dressant au-dessus de la croisée du transept ; d'un transept qui ne déborde qu'au sud ; et d'un chœur d'une seule travée, qui commence par une profonde partie droite, et se termine par une abside à pans coupés. Une tourelle d'escalier est logée dans l'angle entre nef et croisillon sud. Comme fréquemment, la nef ne se situe pas tout à fait dans l'axe du chœur, qui dévie légèrement vers le nord. Mais le plan de Bernard Duhamel, qui suggère un passage berrichon entre la nef et la base du clocher, est erroné. L'élévation de la nef est différente au nord et au sud. Au nord, elle est à deux niveaux, et comporte des grandes arcades et un étage de murs aveugles, sachant que le bas-côté est recouvert d'un toit en appentis en continuité avec le rampant nord de la toiture de la nef. Au sud, l'élévation de la nef ne compte qu'un seul niveau. La première travée du bas-côté est fermée par des cloisons, et accueille actuellement la sacristie. La nef, le bas-côté et le transept sont voûtés d'ogives. Le chœur est simplement plafonné, avec des poutres et solives apparentes. L'on accède à l'église par le portail occidental de la nef, ou par le petit portail latéral au sud de la troisième travée. La nef et les croisillons possèdent des pignons à l'ouest, au nord et au sud, tandis que le chœur est pourvu d'un toit à croupes.

### Intérieur

#### Nef et bas-côté

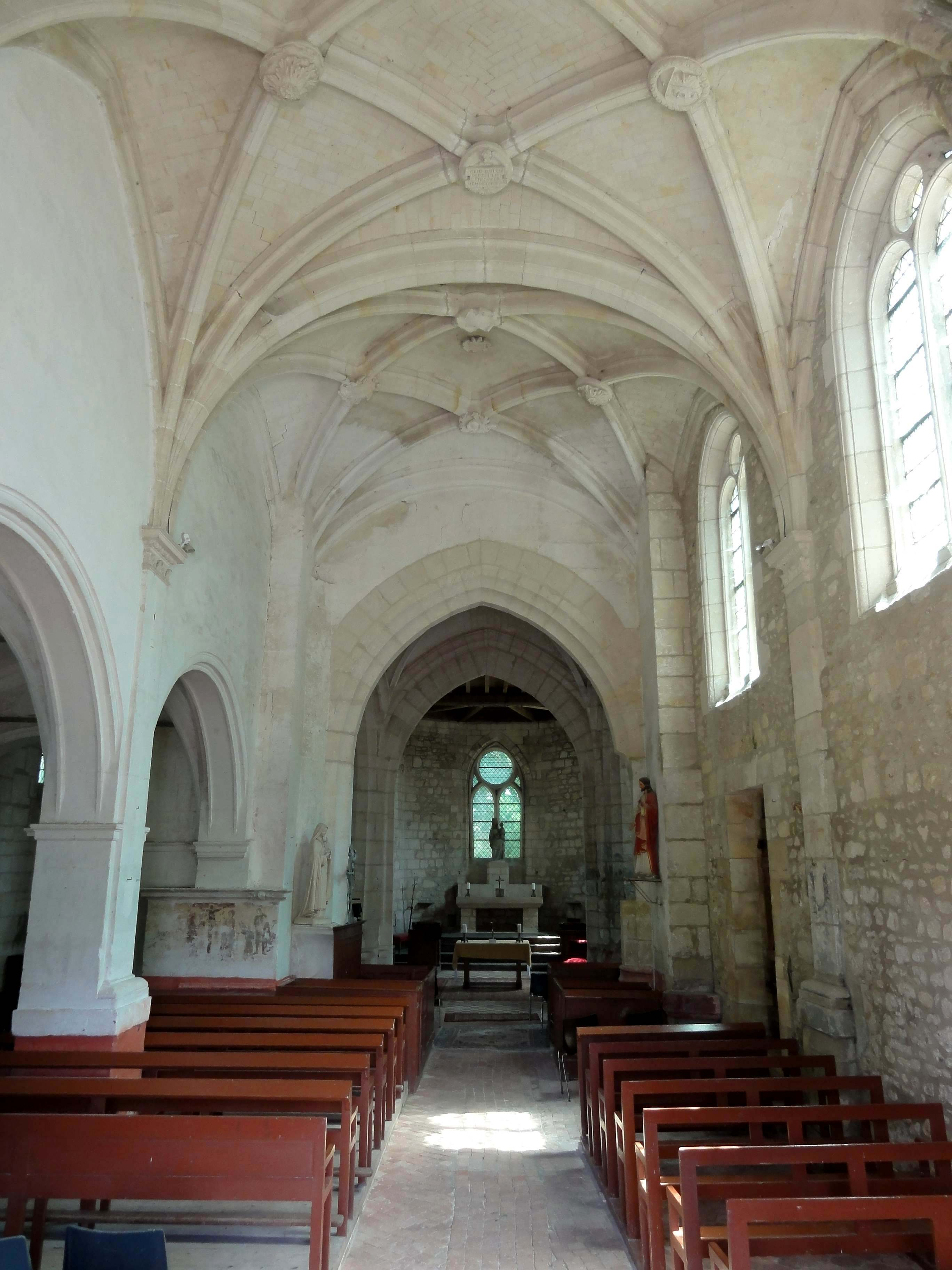
Nef, vue vers l'est.

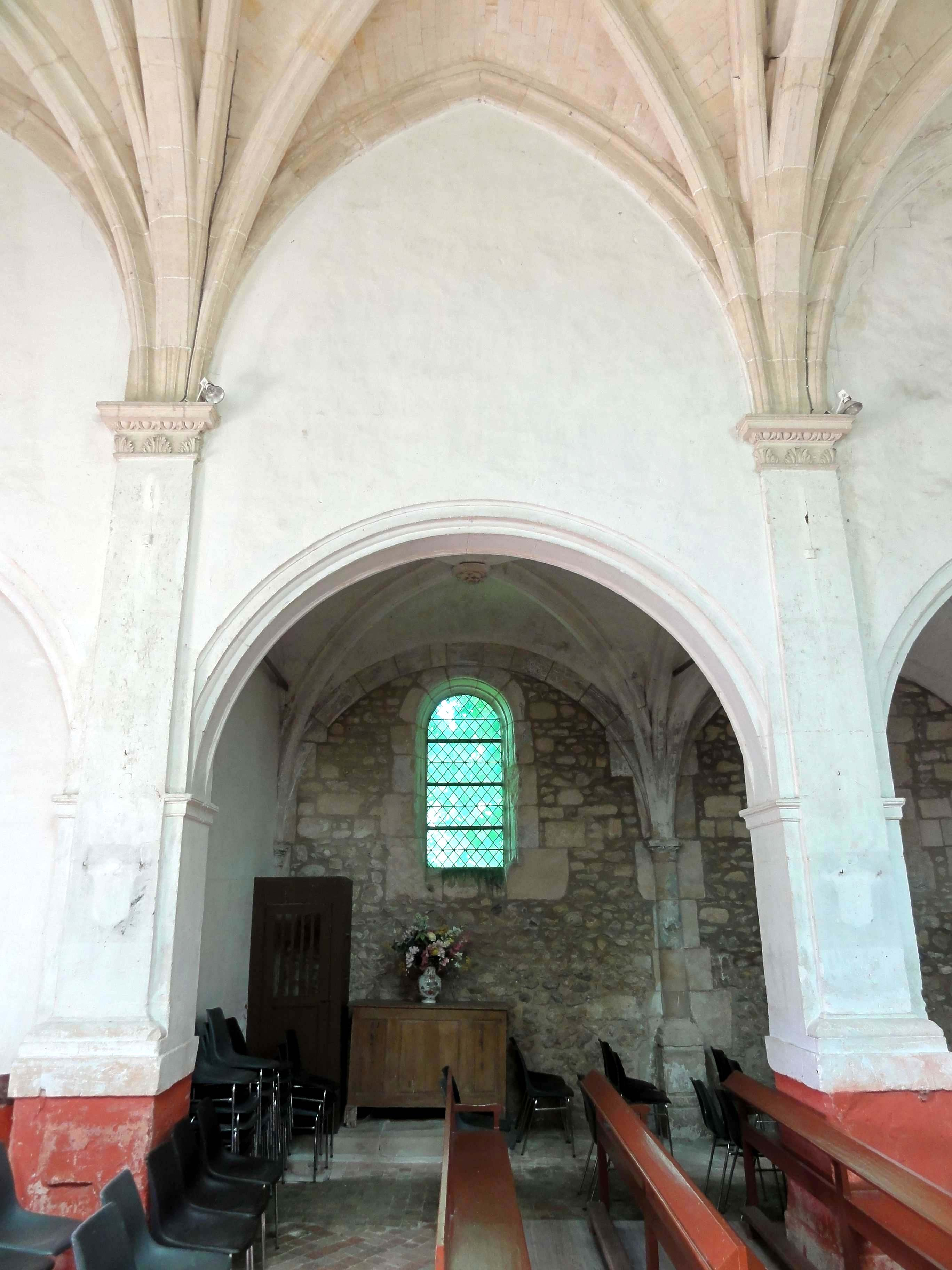
2e travée, élévation nord.

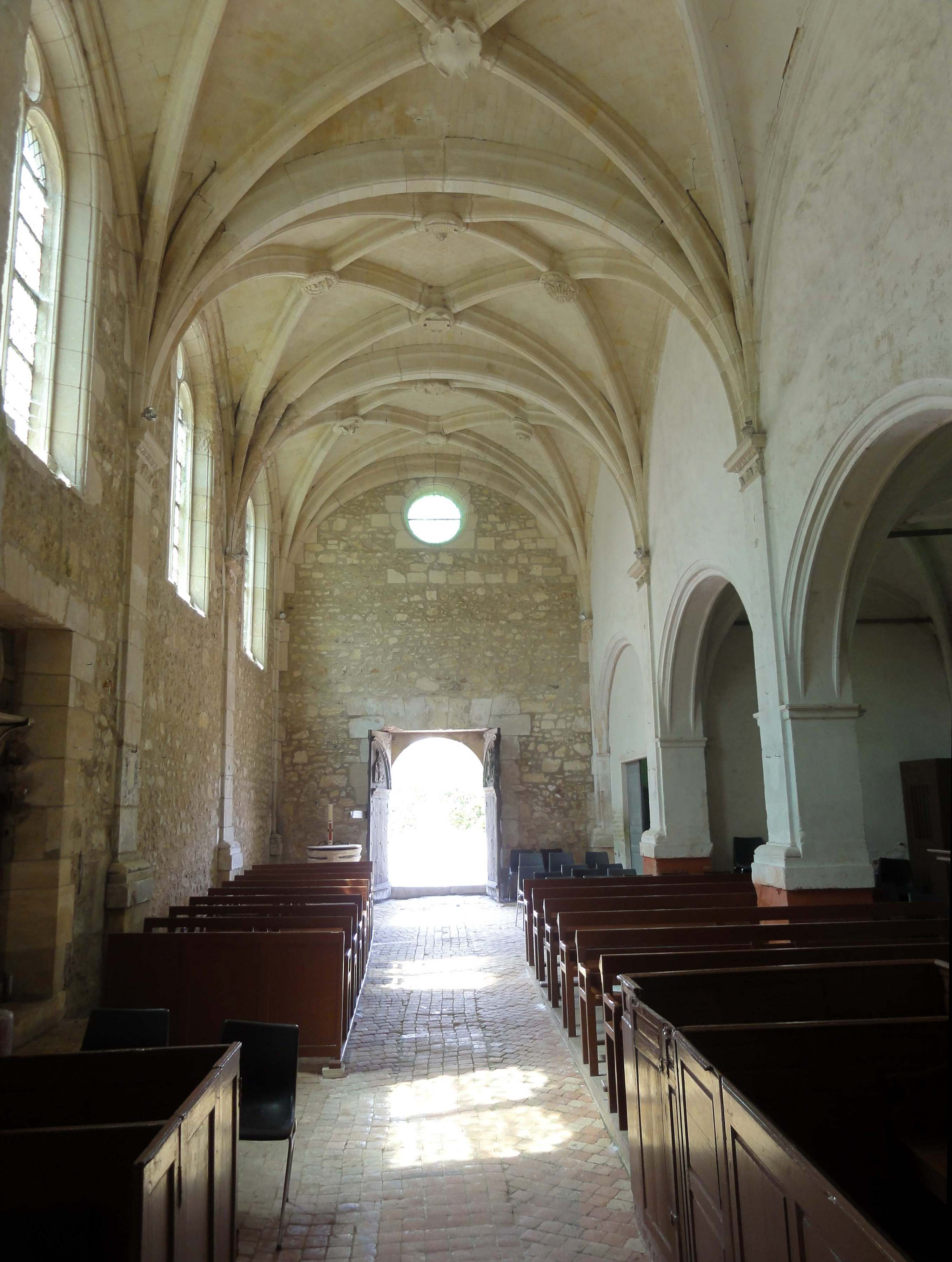
Nef, vue vers l'ouest.

Les nefs d'un style purement Renaissance ne sont pas nombreuses dans la partie valdoisienne du Vexin, où l'on ne peut citer guère qu'Épiais-Rhus, église entièrement Renaissance, et Saint-Gervais. À Magny-en-Vexin et Vétheuil, le gothique flamboyant domine encore à l'intérieur ; Marines est restée inachevée ; et Commeny et Théméricourt ont seulement été voûtées ou revoûtées à la Renaissance. Plus rares encore sont des nefs Renaissance aussi petites que Saint-Denis de Berville, ce qui fait en partie son intérêt. L'absence de bas-côté n'est pas une exception à la période flamboyante et à la Renaissance. Elle peut s'expliquer autant par le manque de place, que par les limitations du budget, ou par la volonté d'améliorer l'éclairage par la lumière naturelle. En l'occurrence, la nef est bien lumineuse, et d'une facture assez élégante grâce à son architecture soignée, mais de proportions trapues. Les chapiteaux des voûtes se situent à une hauteur équivalente à la largeur du vaisseau. Les grandes arcades n'atteignent pas cette hauteur, et sont donc très basses, de même que le bas-côté. L'influence flamboyante persiste, puisque les formerets longitudinaux sont toujours en arc brisé. Sachant que la profondeur des travées est inférieure à la largeur du vaisseau, cette astuce permet d'éviter de donner aux formerets un tracé en cintre surhaussé, avec des ogives comportant une section verticale au-dessus des chapiteaux. Selon les préceptes de la Renaissance, l'arc en plein cintre est appliqué à toutes les autres nervures, y compris dans les bas-côtés, ainsi qu'aux fenêtres et aux grandes arcades. Les élévations latérales en tiennent un manque de cohérence, qui s'aperçoit notamment en les regardant de face. Les grandes arcades et les fenêtres latérales ne s'accordent pas aux formerets. Dans les angles près de la base du clocher, les contreforts de ce dernier font saillie dans la nef, comme ils le font dans le chœur, du côté opposé. Le maître d'œuvre de la Renaissance les a laissés en l'état.
Entre les travées, les nervures des voûtes retombent sur les tailloirs ou impostes moulurés de chapiteaux fantaisistes, qui présentent des feuilles d'acanthe stylisées, et un rang d'oves et de dards dans l'échine. Ils sont portés par des pilastres nus. Au nord, ceux-ci s'appliquent contre les piliers carrés des grandes arcades. Un peu plus larges que les pilastres, ils possèdent des impostes à l'ouest et à l'est. Cependant, les nervures prismatiques des grandes arcades se fondent dans les piliers un peu au-dessus des impostes. L'on n'a pas oublié de donner aux pilastres des bases moulurées, qui reposent sur de hauts socles. Dans les angles du mur occidental, la disposition est analogue, et n'a donc pas été adaptée aux spécificités de l'emplacement. Ainsi, les chapiteaux, les pilastres et les bases sont plus qu'à moitié noyés dans le mur, ce qui apparaît comme une maladresse. Le petit oculus en haut du mur occidental est entouré d'un boudin. L'on peut s'interroger sur les motifs de l'absence d'une baie plus grande. Les trois fenêtres au sud sont décorées de la même façon, et pourvues d'un remplage composée de deux formes en plein cintre, surmontées d'un oculus entre deux écoinçons ajourés. On observe la même tendance à restreindre l'ampleur des ouvertures qu'en façade : le très haut soubassement représente la moitié de la hauteur de la nef sous le sommet des voûtes.
Les trois voûtes de la nef sont séparées par de larges doubleaux. À l'instar des liernes, ils se caractérisent par une modénature méplate, au profil relativement complexe. Il n'y a pas d'ogives à proprement parler. Chaque voûte présente au centre un losange, dont chacune des extrémités est reliée aux deux angles les plus proches de la travée par des liernes, ce qui donne huit liernes au total. Les clés de voûte se situent aux points de rencontre des nervures, et sont donc au nombre de quatre par travée. Comme particularité, il n'y a donc pas de clé au milieu de la voûte, abstraction faite d'un petit cartouche dans la troisième travée. En somme, le dessin de ces voûtes est très inhabituel en dépit de sa simplicité. Selon Bernard Duhamel, on ne le retrouve qu'au croisillon sud d'Hénonville, village voisin. Des carrés aux sommets des voûtes s'observent à Cléry-en-Vexin, Genainville et Théméricourt. Par leur décor, les clés de voûte peuvent être classées en deux groupes : des clés pendantes sculptées de feuillages, dont l'on trouve un exemplaire de chaque travée ; et des clés plates ornées de cuirs découpés ou d'une autre forme d'encadrement, qui arborent des symboles, des inscriptions, ou, dans un cas, une double tête. Cette clé remarquable se situe dans la deuxième travée. Les deux têtes se partagent une même bouche. Selon la position du spectateur, le couvre-chef est un casque ou un bonnet de saltimbanque. Une clé de la première travée n'appartient à aucun des deux groupes. Sans grand intérêt, elle est pendante, et décorée de quatre consoles, qui supportent une fleurette. Dans la première travée, les cuirs découpés sont entourées d'une guirlande, et mettent en exergue le H d'Henri II, et les croissant de lune de Diane de Poitiers. Dans la seconde travée, on trouve les inscriptions, difficilement déchiffrables en raison de l'orthographe aléatoire et des nombreuses omissions de lettres, et dans la troisième travée, les cartouches sont vides. Deux sont flanqués de têtes humaines, dont l'une exprime une atroce souffrance, et semble représenter le Christ portant la couronne d'Épines.
Le bas-côté ne reprend pas les dispositions de la nef, sauf l'arcade vers le croisillon nord, qui est analogue aux grandes arcades. Les fenêtres sont plus petites, et dépourvues de remplage. Les voûtes sont entièrement en plein cintre, et établies sur des croisées d'ogives ordinaires, avec une seule clé au centre. Cette clé affiche un disque sculpté de feuillages, sans particularités. La retombée s'effectue sur les tailloirs carrés de colonnettes à chapiteaux à l'intersection des travées, et sur des culs-de-lampe dans les angles. Les motifs sont cependant les mêmes que sur les chapiteaux du second ordre de la nef, mais ils sont moins stylisés, et les culs-de-lampe comportent en bas un rang de feuillages supplémentaire.

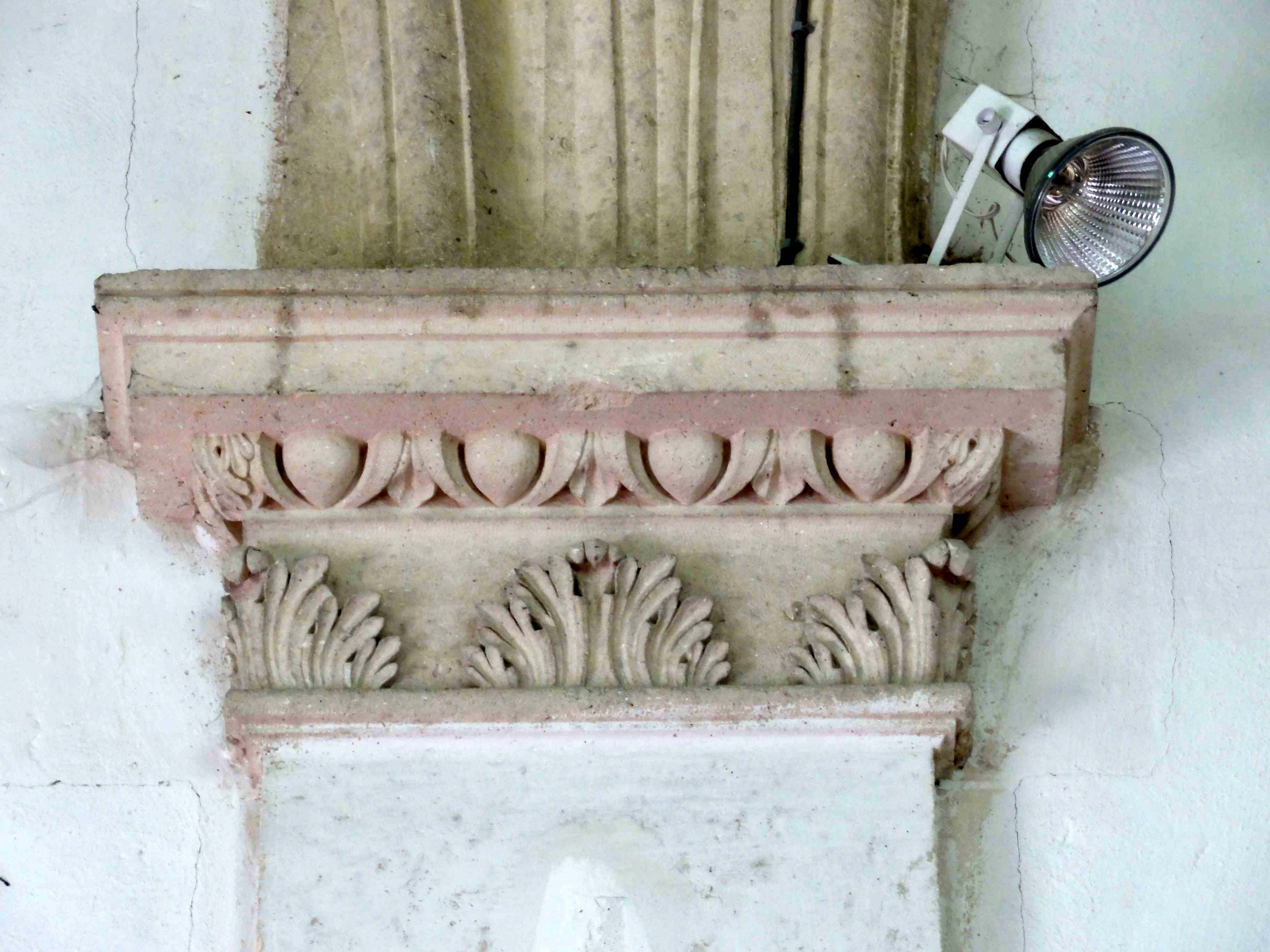
Nef, chapiteau de la voûte.
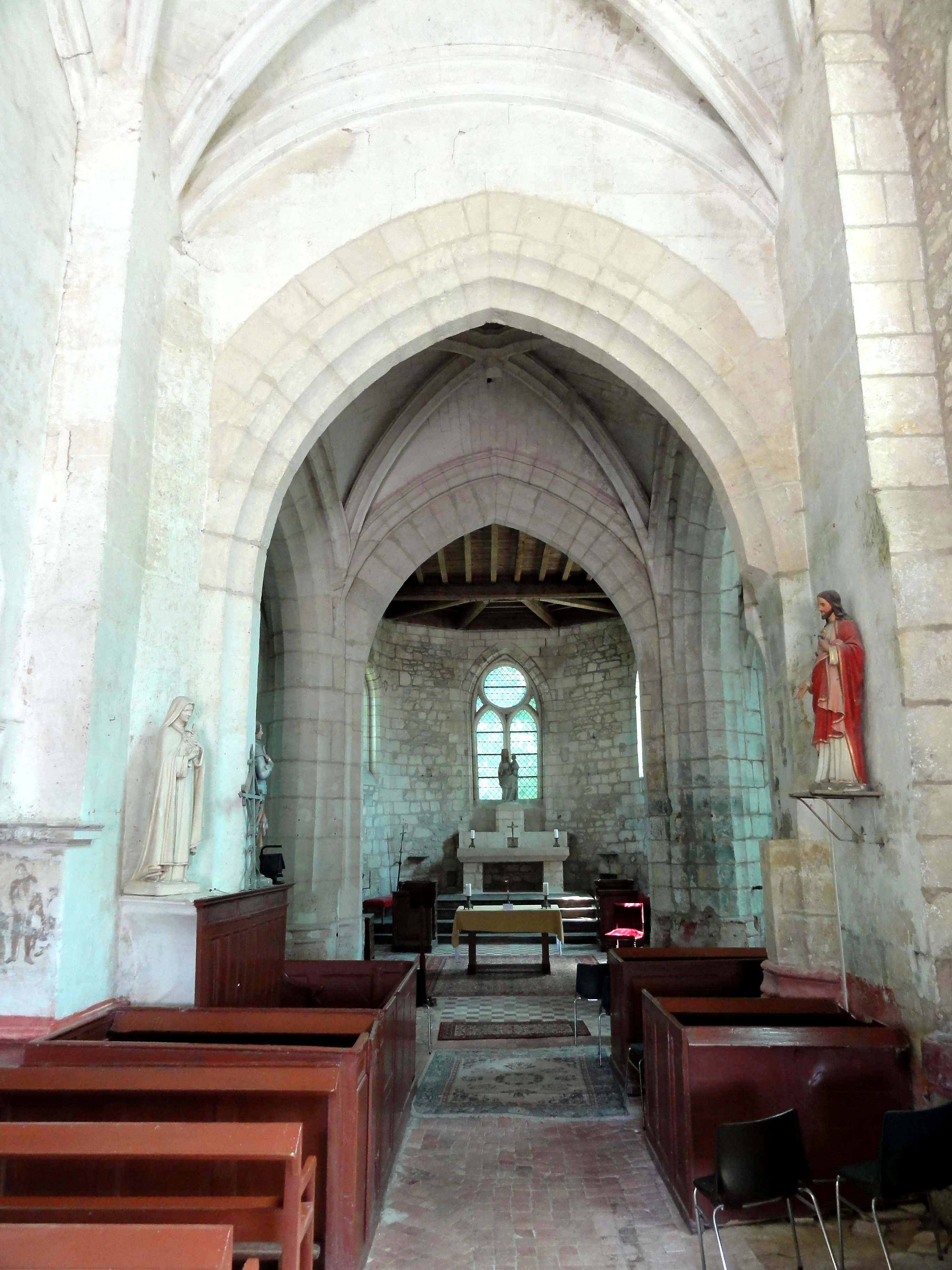
Nef, vue vers l'est.
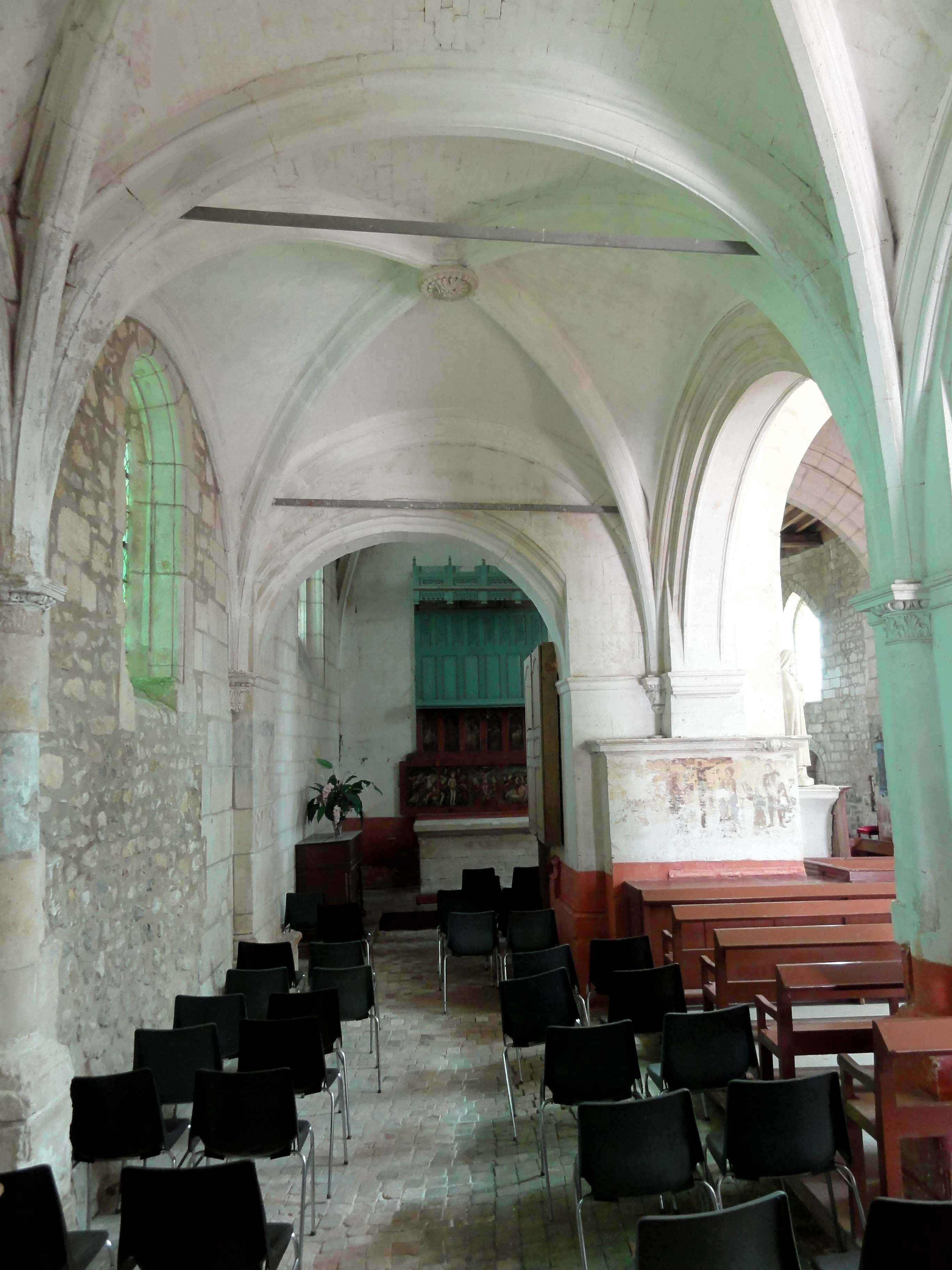
Bas-côté, vue vers l'est.
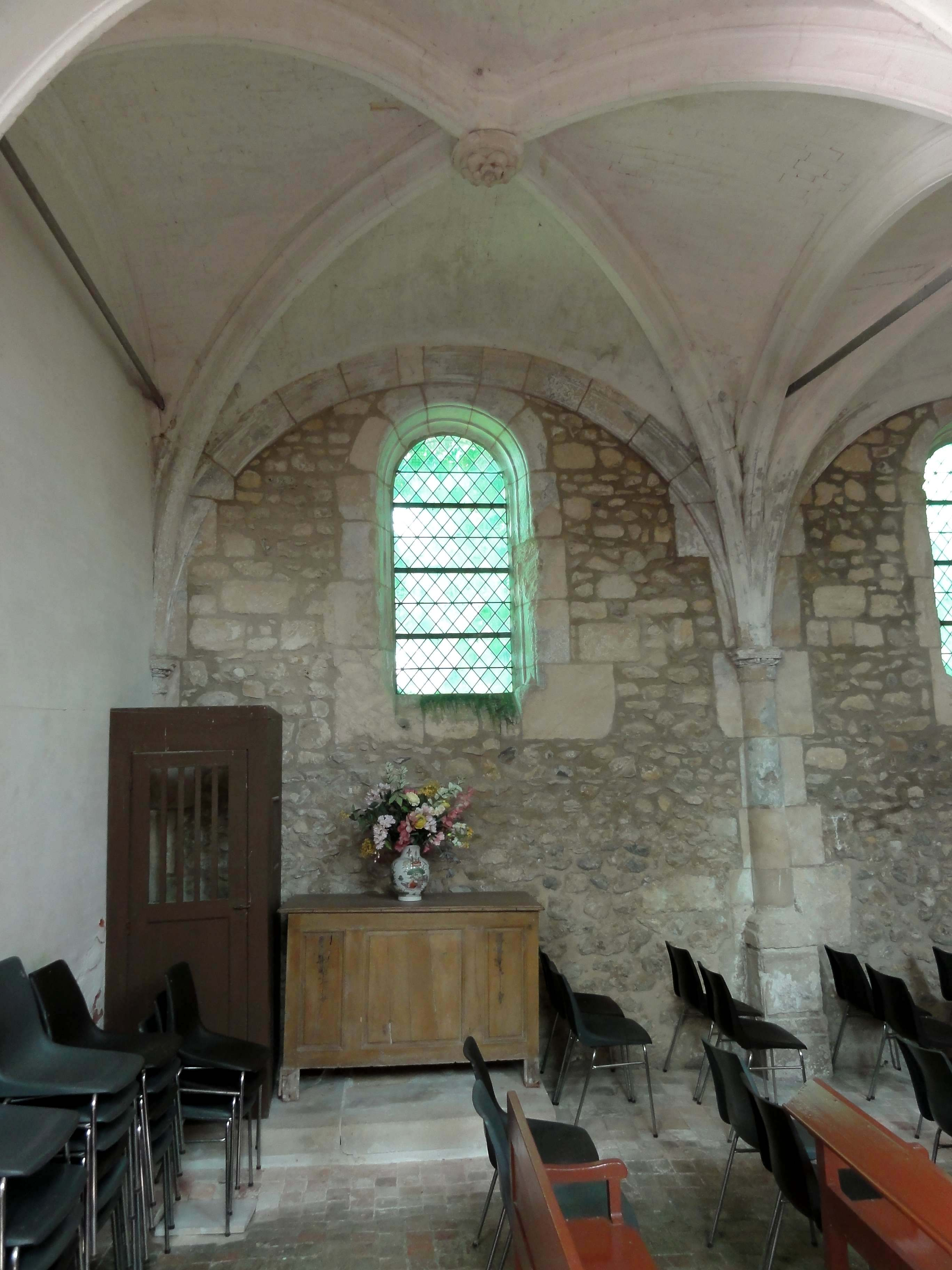
Bas-côté, vue vers le nord.
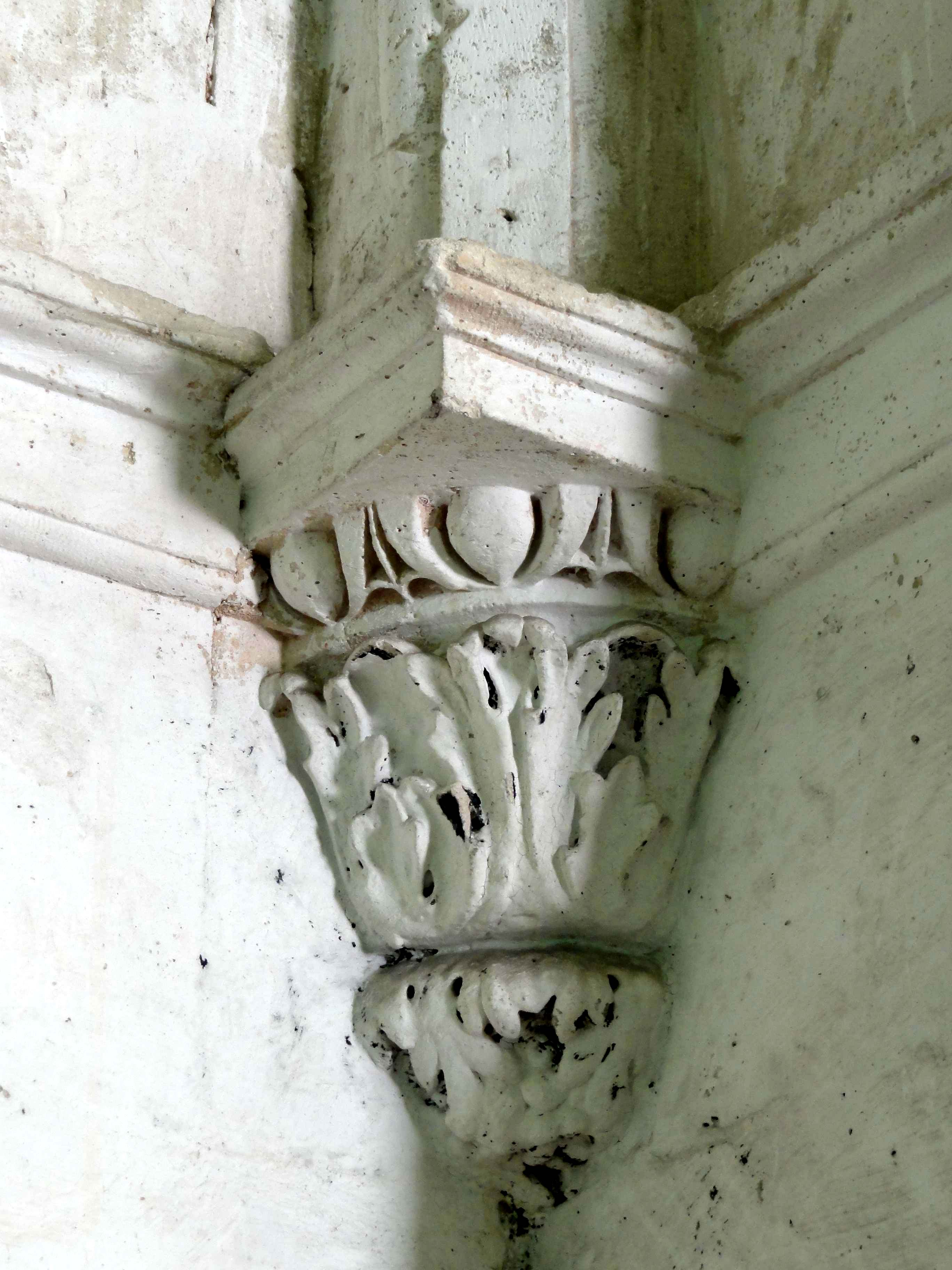
Bas-côté, cul-de-lampe.
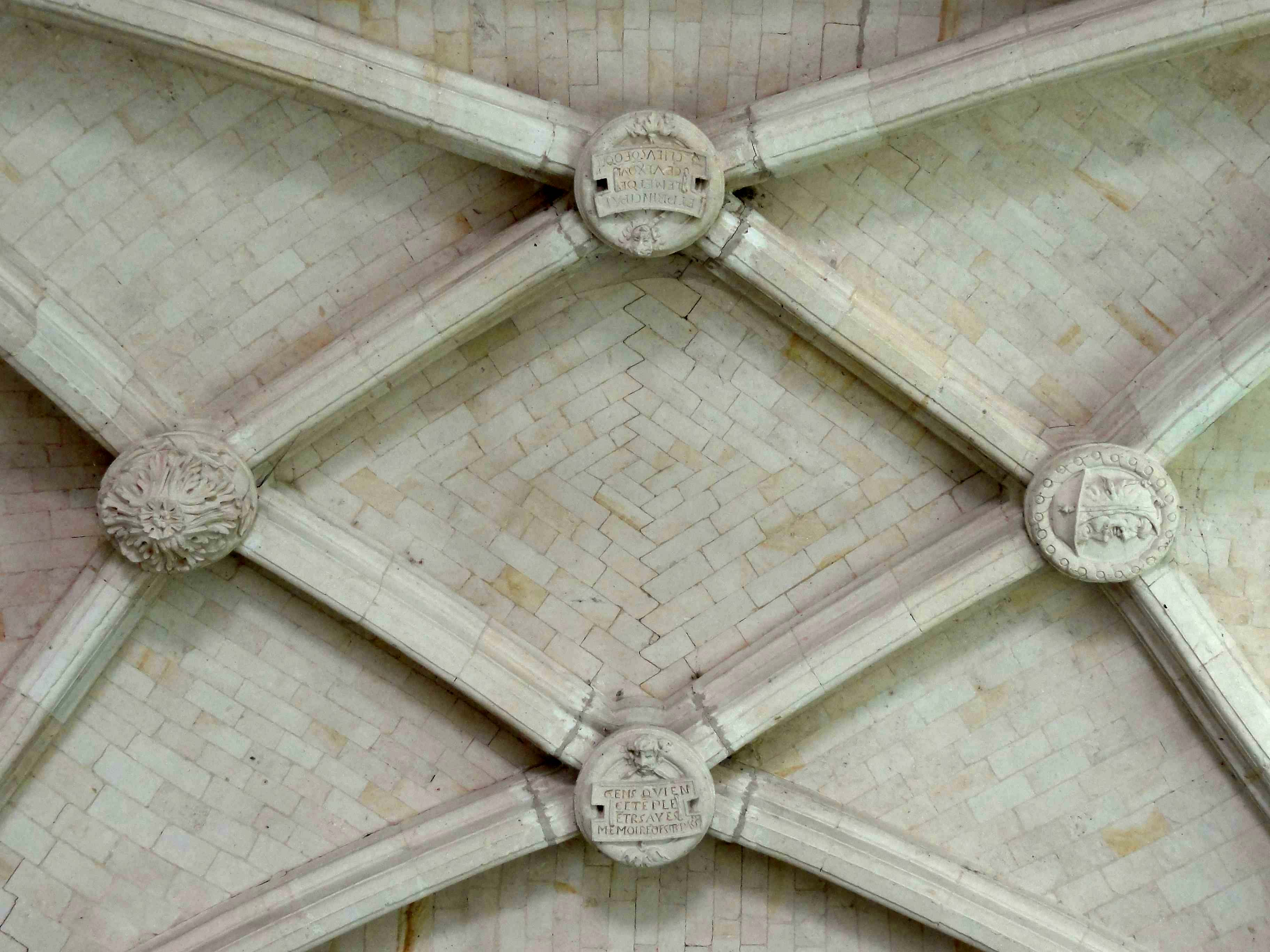
Nef, voûte de la 2e travée.

#### Transept

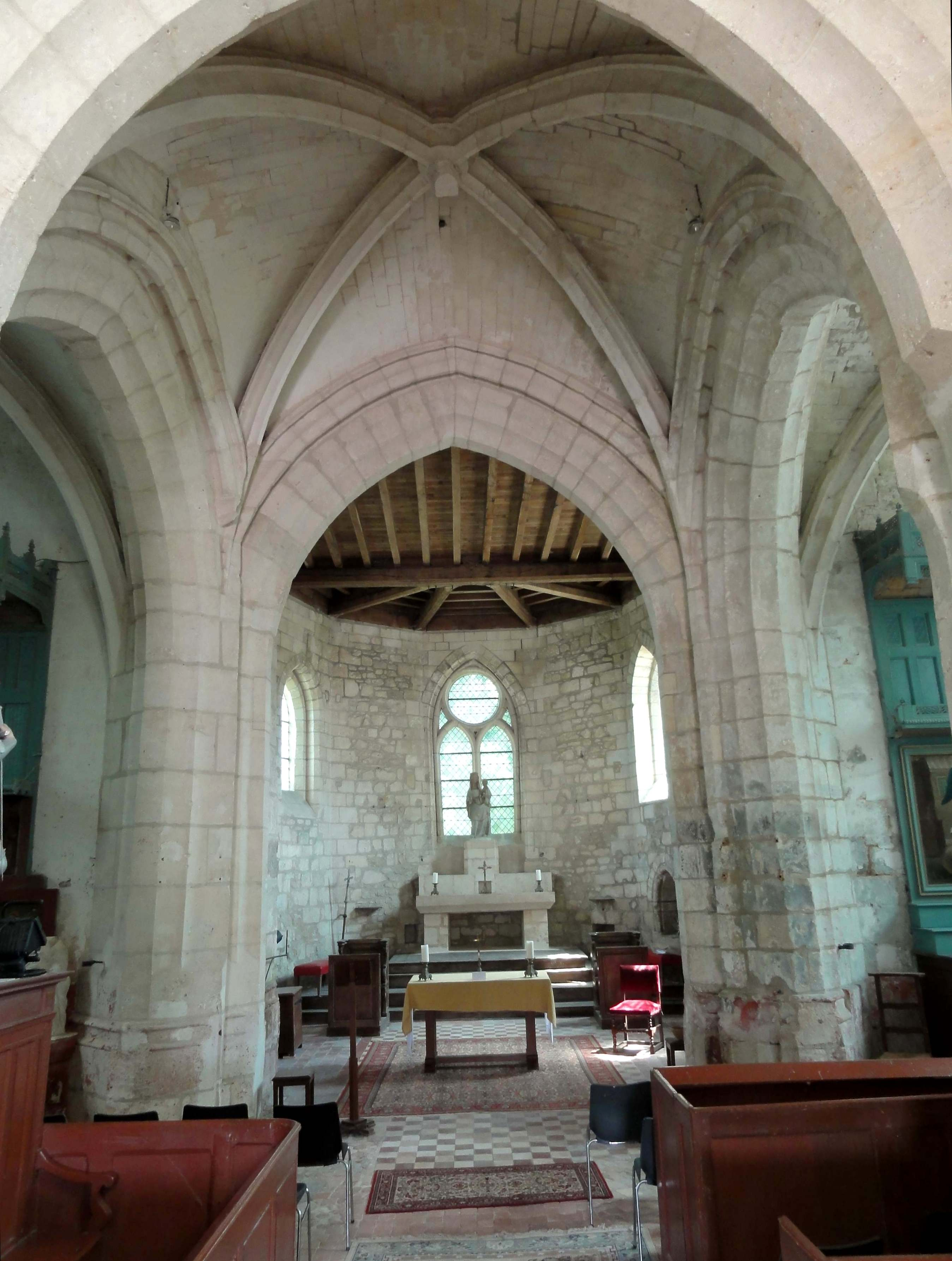
Croisée, vue vers l'est.

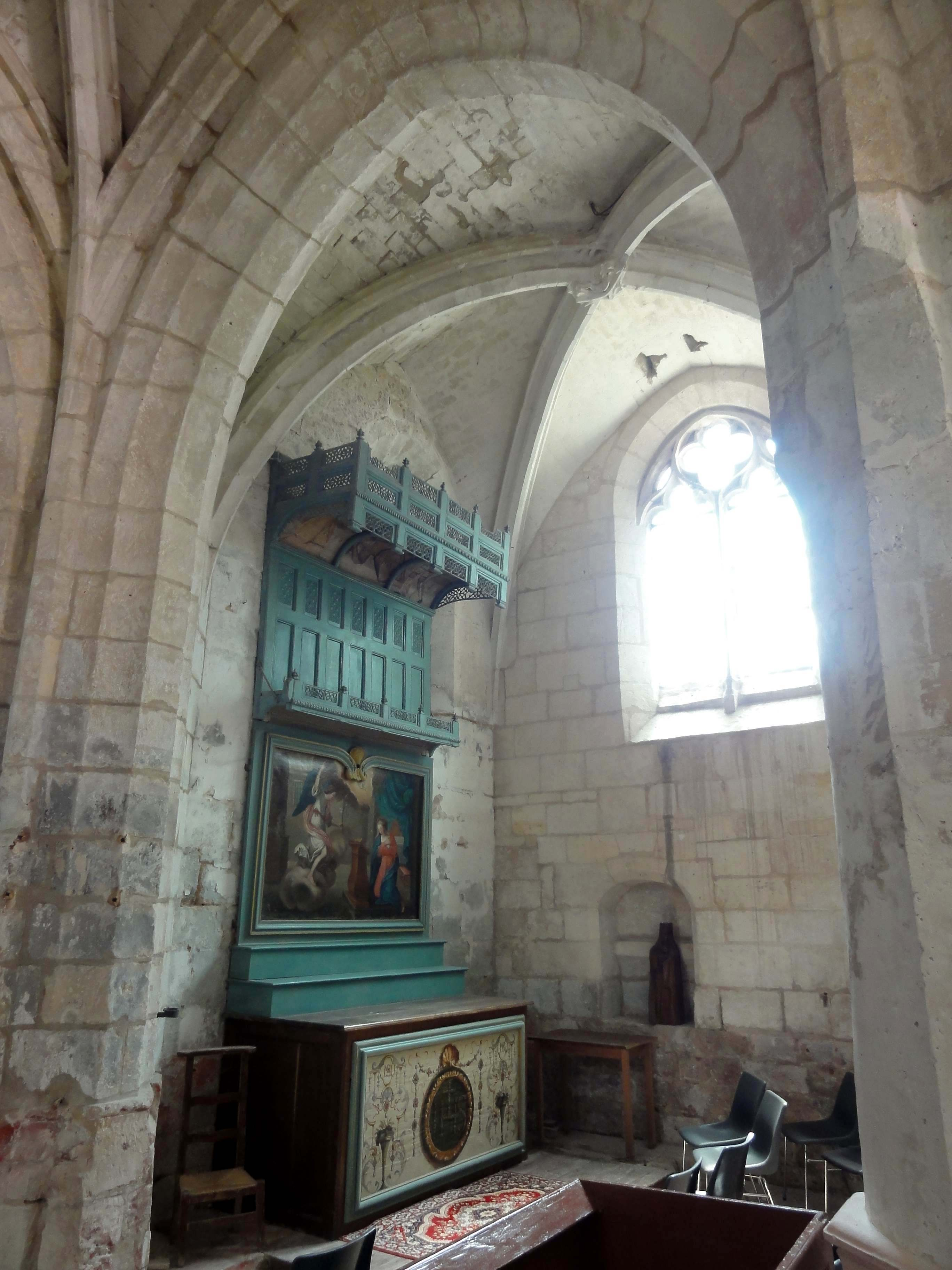
Croisée, vue vers le sud-est.

La croisée du transept, qui supporte le clocher, est moins élevée et moins large que la nef. Elle est délimitée par quatre larges arcades en tiers-point, dont la plupart des moulures descendent jusqu'au sol, sans interposition de chapiteaux. Dans la nef et dans le chœur, la moulure supérieure se fond dans les piles, ou autrement dit, bute contre les contreforts du clocher. Le profil est d'une grande simplicité, et se compose seulement d'un méplat entre deux larges gorges faiblement prononcées. L'architecture flamboyante montre généralement une prédilection pour les profils complexes, et l'emploi d'un tel profil, que l'on peut presque qualifier de rudimentaire, reste limitée à une partie des arcades et nervures dans les autres églises de la région : croisée du transept d'Avrechy ; ogives et doubleaux de Blaincourt-lès-Précy ; grandes arcades retaillées au nord de la nef de Clermont ; doubleaux également retaillés de la nef et de la base du clocher de Cauvigny ; nef de Jonquières ; chœur de Magny-en-Vexin ; arcades sous le clocher de Précy-sur-Oise ; une arcade du collatéral de Presles ; grandes arcades de La Roche-Guyon ; grandes arcades du sud de Saint-Clair-sur-Epte, taillées dans un mur préexistant ; croisée du transept de Vétheuil ; etc. (le nombre des moulures peut varier). Ce n'est qu'à La Chapelle-en-Serval qu'un tel profil a été appliqué sur la totalité de l'église. Peut-être la base du clocher de Berville fournit aussi un exemple d'arcades et nervures retaillées, et est en réalité beaucoup plus ancienne. Trois indices parlent en faveur de cette hypothèse. Dans les quatre angles de la base du clocher, les ogives retombent jusqu'au sol, au lieu de se fondre dans les piles conformément aux préceptes de l'architecture flamboyante. En même temps, il y a des formerets se fondant dans les fûts des ogives à l'emplacement habituel des chapiteaux. Tout ceci évoque des colonnettes et nervures retaillées. Au nord et au sud, la lunette de la voûte est plus aigüe que les arcades, et une portion de mur est visible au-dessus des arcades. Mais avant et surtout, la voûte est bombée, c'est-à-dire, ses lignes de faîte sont incurvées, et le sommet de la voûte se situe au-dessus des sommets des arcs d'inscription. C'est une caractéristique des voûtes d'ogives les plus anciennes. Toutes les nervures sont bien prismatiques, et la clé de voûte arbore un écusson garni de trois fleurs de lys, mais dans l'église Saint-Martin de Cauvigny, trois voûtes d'ogives romanes ont bien des supports flamboyants.
Peu profonds, les deux croisillons ne sont pas de largeur égale. L'arcade qui fait communiquer le croisillon nord avec le bas-côté se situe plus à l'ouest que l'arcade occidentale de la base du clocher. Ainsi, la face nord de la pile nord-est du clocher est comprise dans le croisillon sur toute sa largeur. Cette particularité montre bien que la construction d'un bas-côté n'était pas encore prévue au moment de la reconstruction du transept. À l'est de cette même pile, l'on trouve une curieuse colonnette polygonale. Il devrait s'agir d'une colonnette retaillée subsistante de la précédente église. Sinon, les croisillons sont stylistiquement cohérents avec le carré du transept, mais plus simples. Les ogives se fondent dans les angles, au lieu de pénétrer dans des piliers ondulés engagés dans les angles, ou de retomber sur des culs-de-lampe. Des formerets n'existent que vers la croisée du transept. Le jour n'entre plus que par les deux fenêtres d'extrémité, au nord et au sud. Elles sont pourvues d'un remplage flamboyant composée de deux lancettes aux têtes tréflées, qui sont surmontées d'un quadrilobe entre deux mouchettes au sud, et de deux soufflets accolés entre deux mouchettes au nord. Les deux soufflets sont dissymétriques, et l'un est inversé. Derrière le retable au chevet du croisillon sud, l'on observe une baie bouchée, qui est plus étroite, et ne devait pas posséder de remplage. Si la fenêtre du croisillon nord est entourée de moulures, les deux baies du croisillon nord sont seulement ébrasées. Dans le croisillon nord, le retable cache une éventuelle baie analogue. Restent à signaler les clés de voûte. Celle du croisillon nord est circulaire, et inscrit une étoile ajourée à cinq branches. Au sud, la clé est cassée. Elle était apparemment décorée de découpages flamboyants.

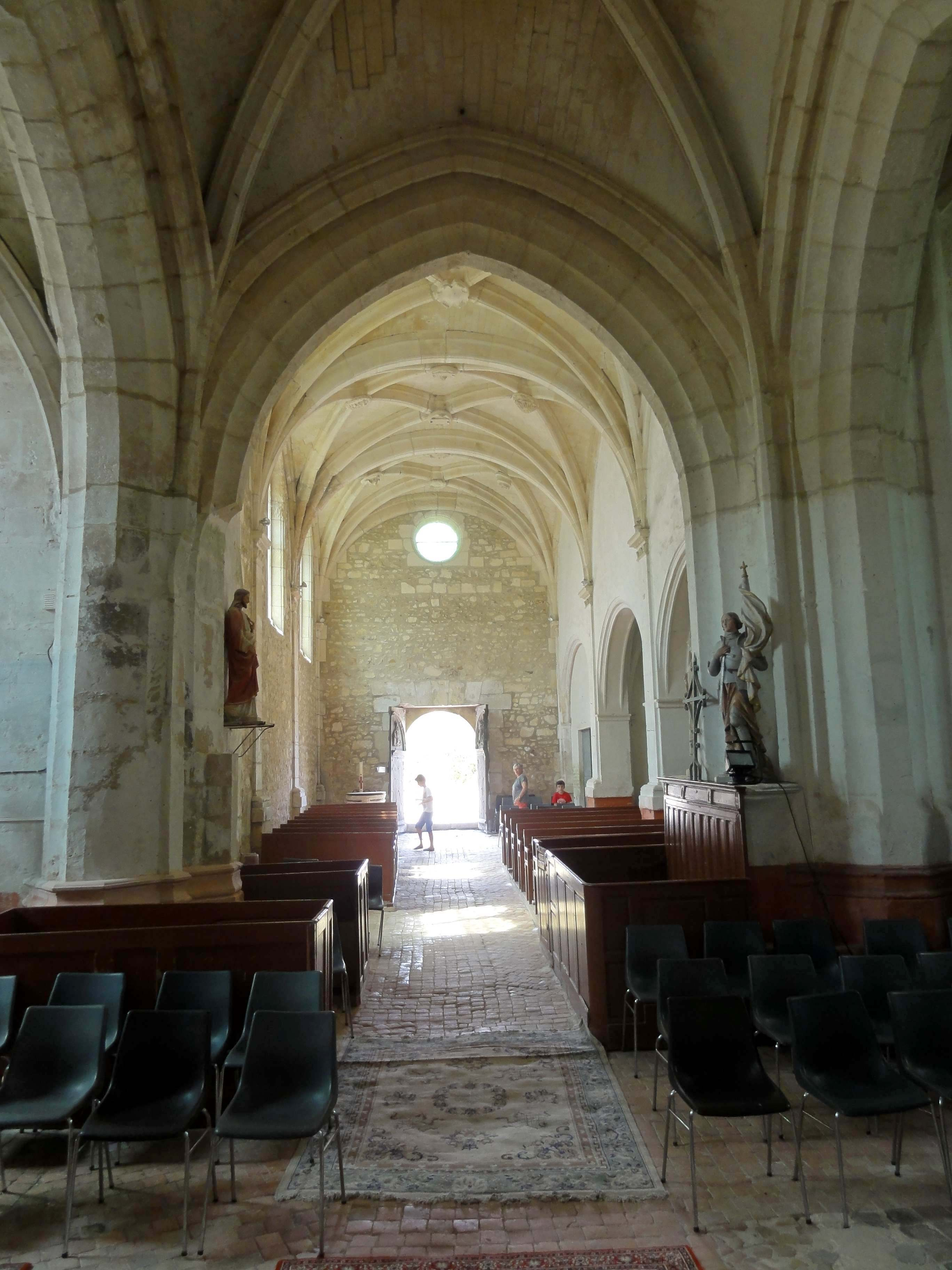
Croisée du transept, vue vers l'ouest.
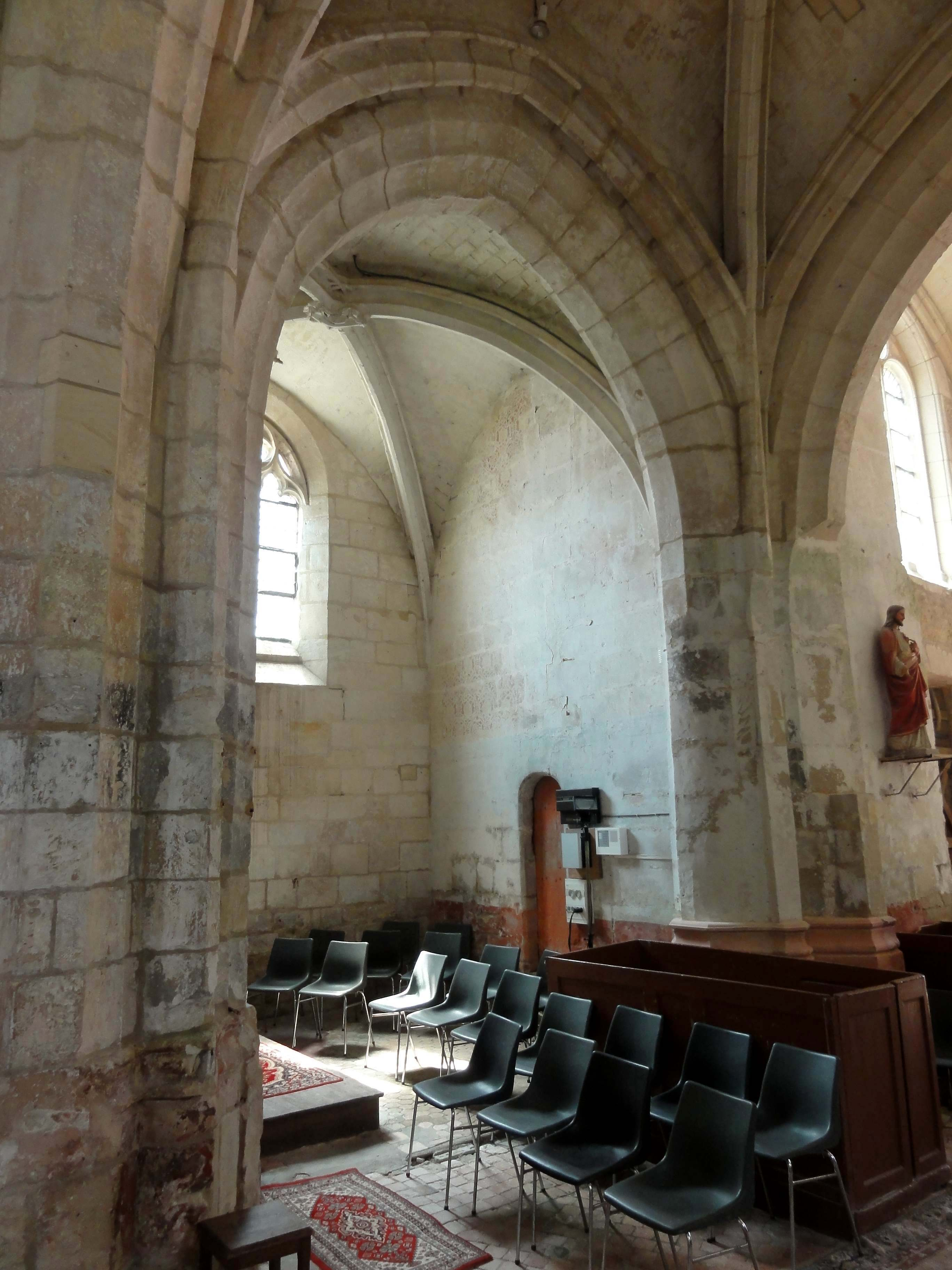
Croisée, vue vers le sud-ouest.
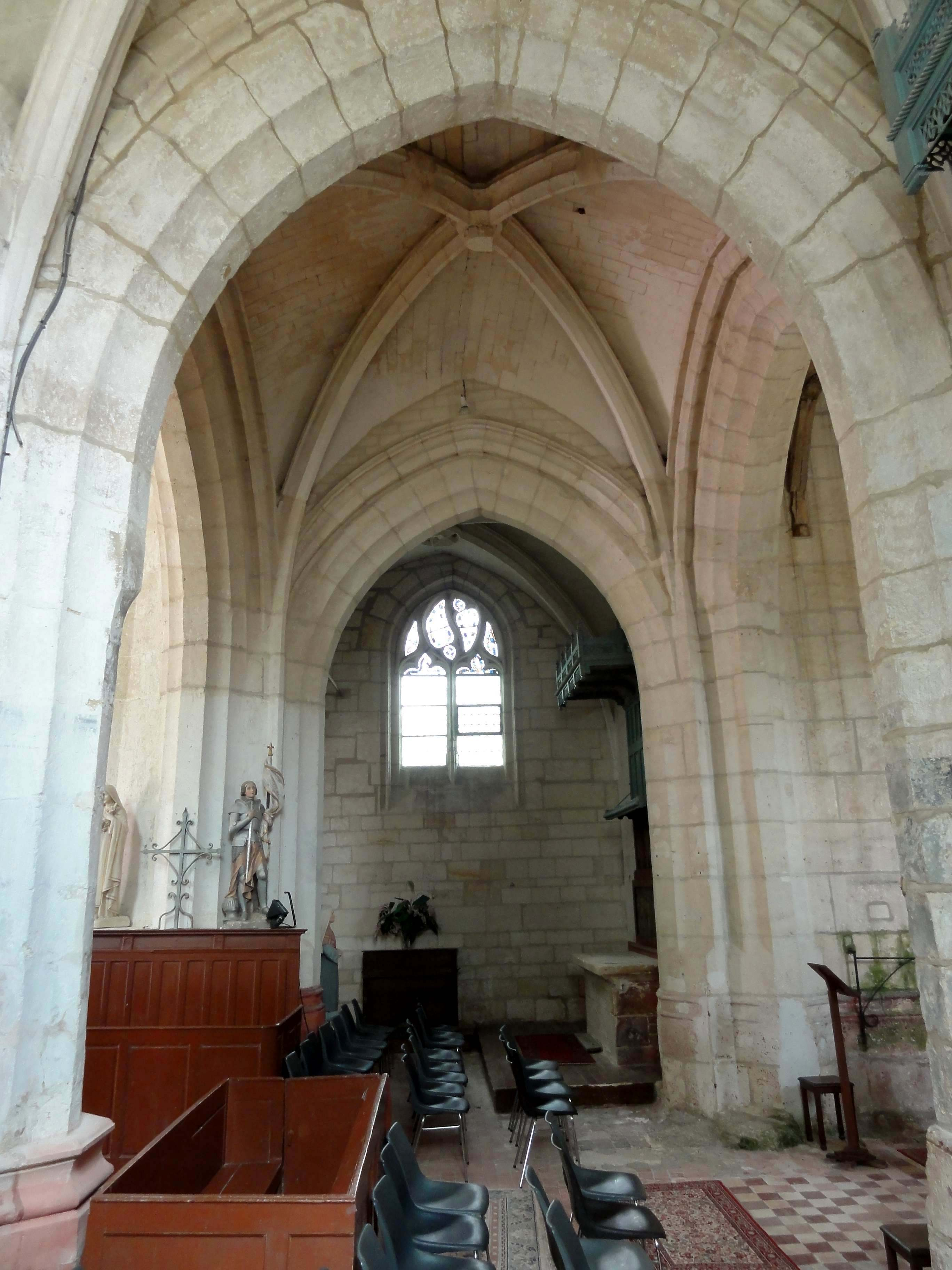
Croisillon sud, vue vers le nord.
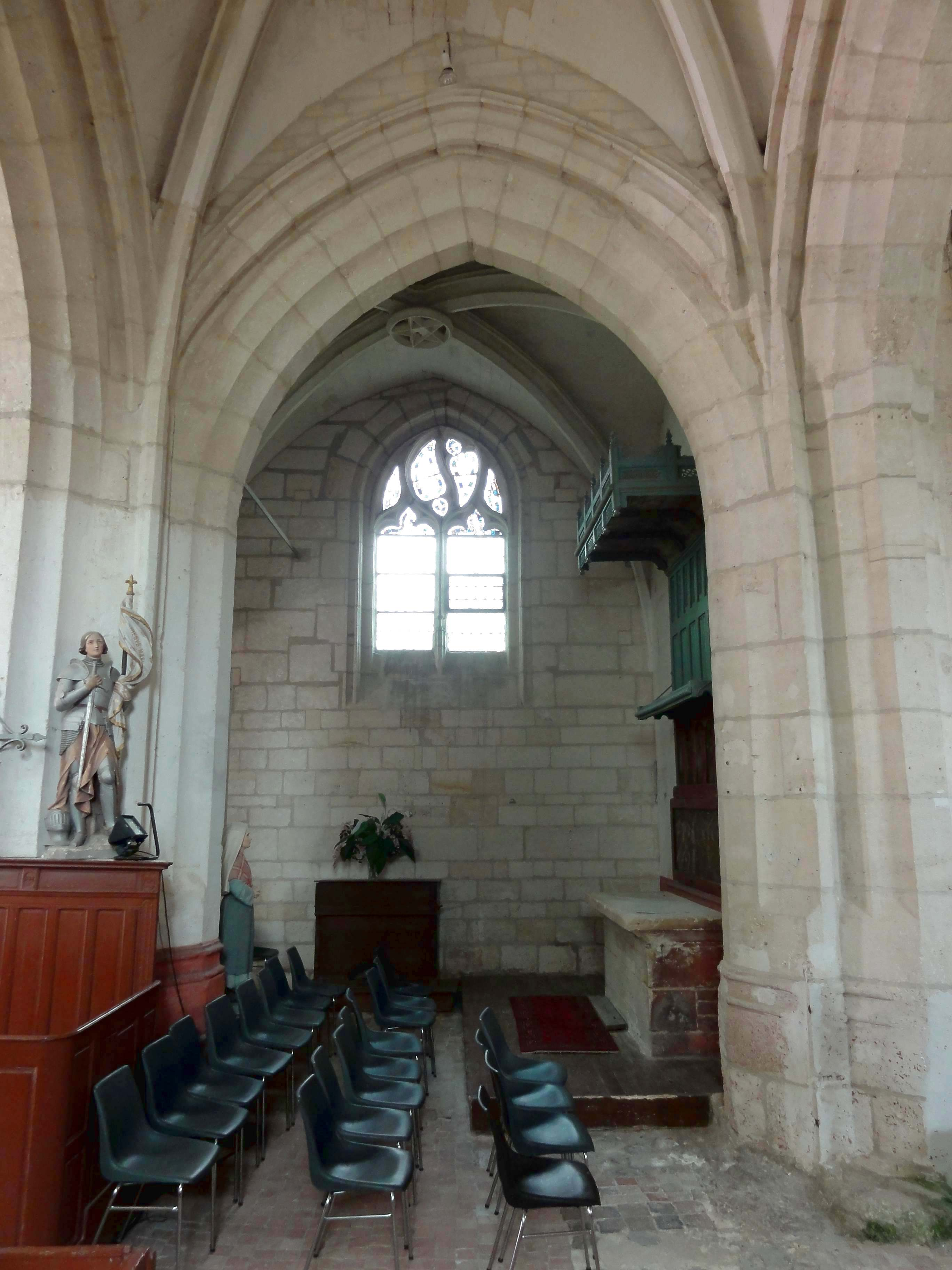
Croisée, vue vers le nord.
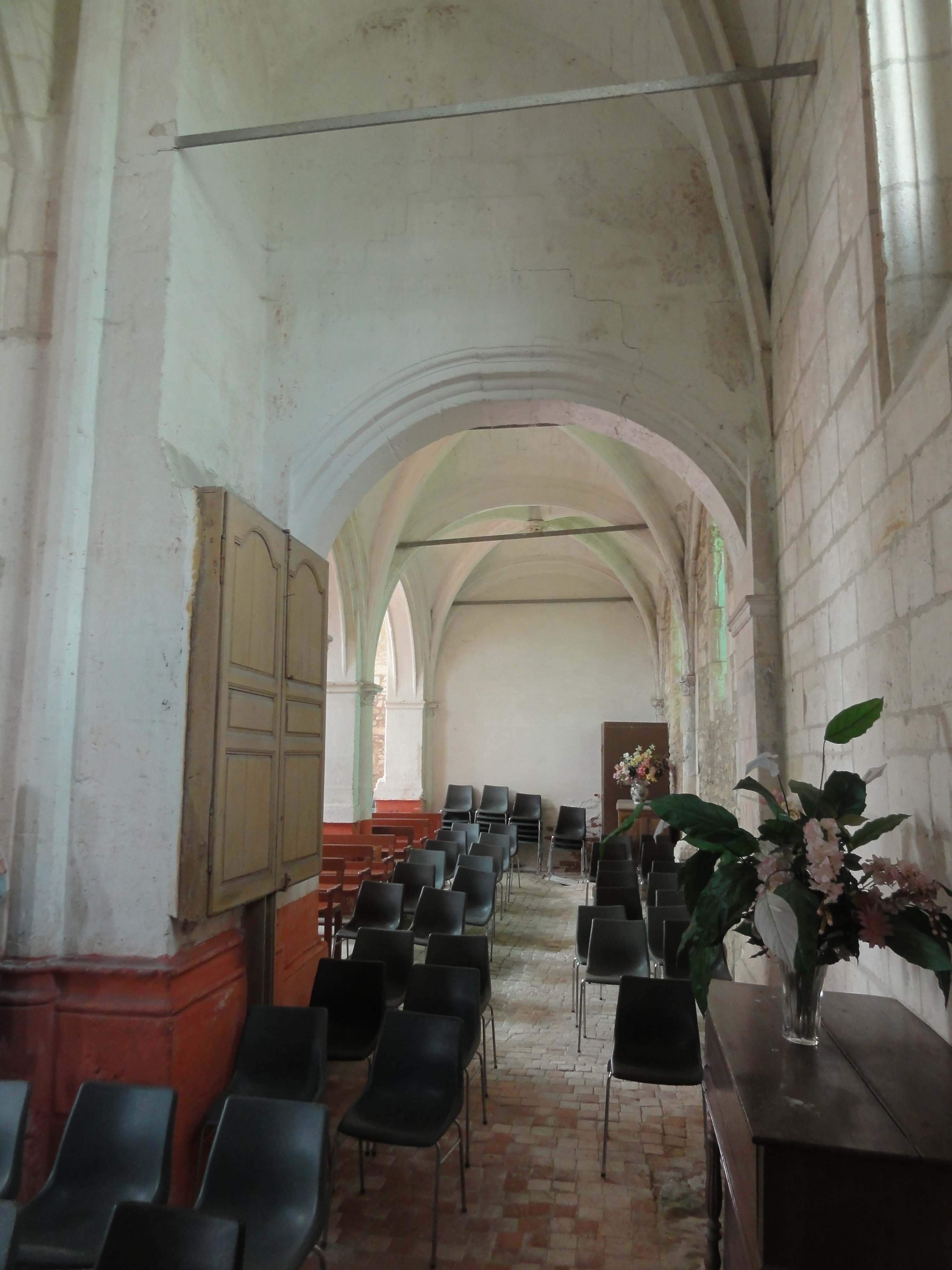
Croisillon nord, vue vers l'ouest.
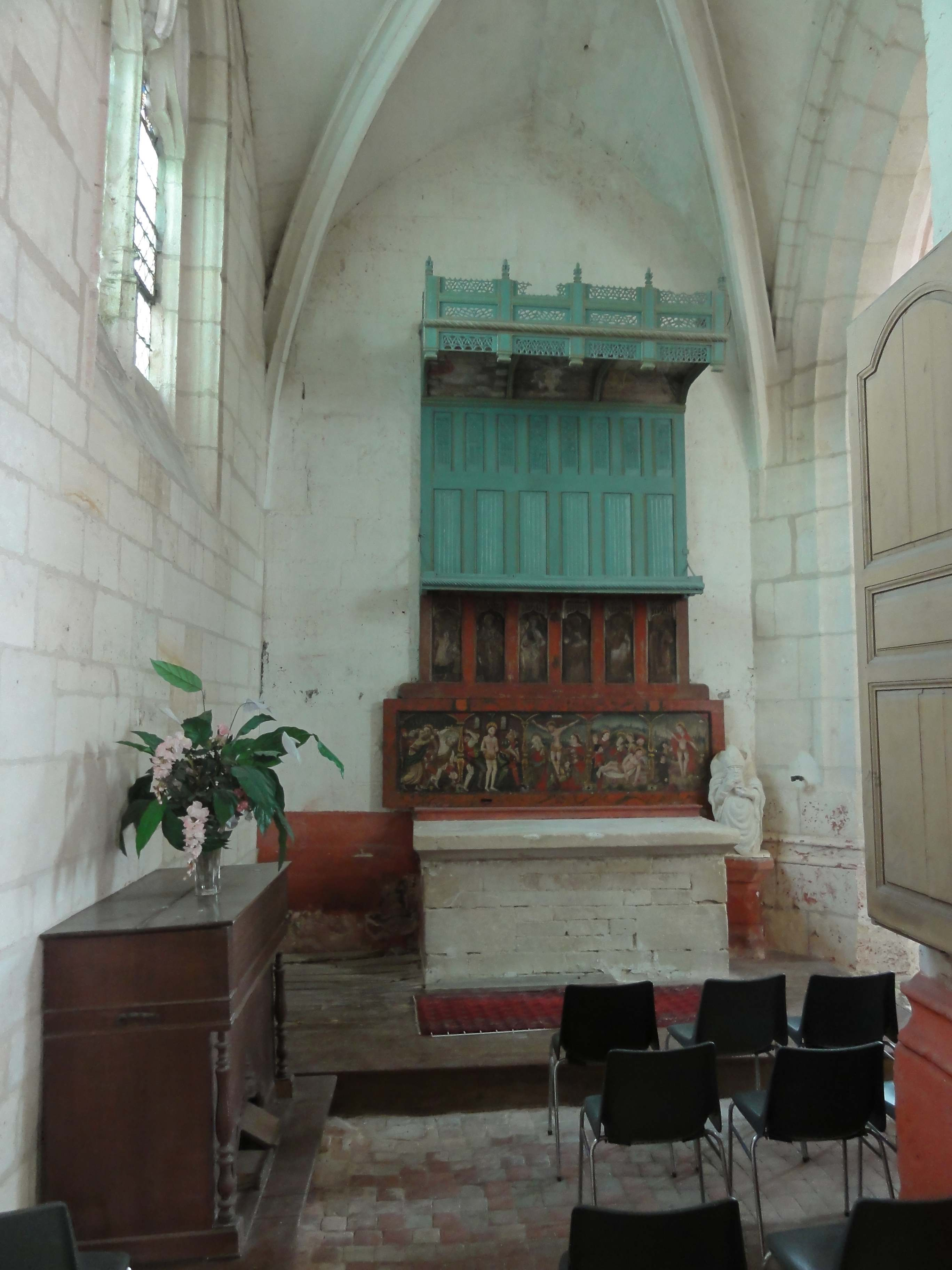
Croisillon nord, vue vers l'est.

#### Chœur

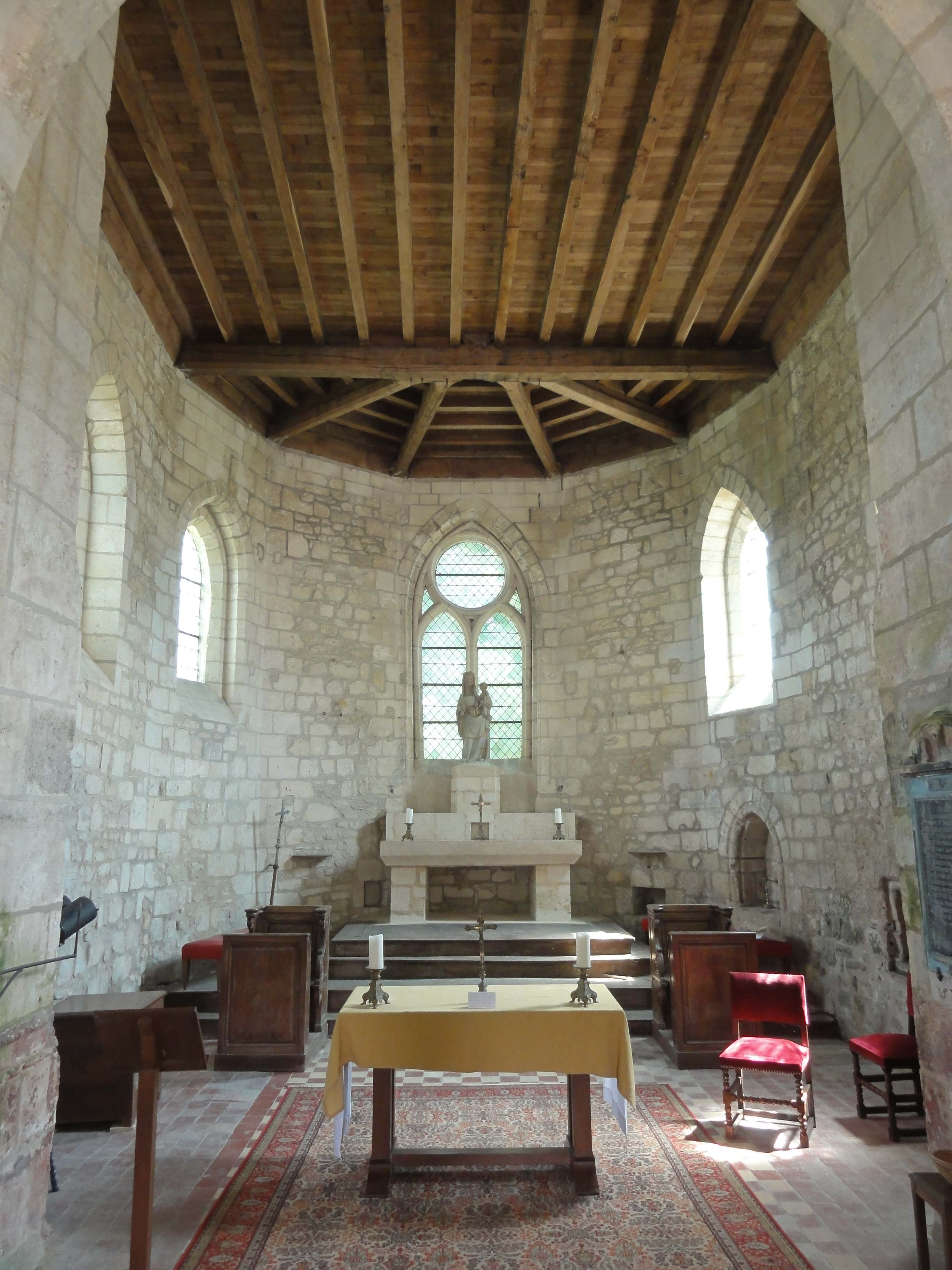
Chœur, vue vers l'est.

L'espace liturgique surprend par son austérité, notamment en comparaison avec les autres parties de l'église. Habituellement, le sanctuaire bénéficie de l'architecture la plus soignée. Les murs, non enduits, sont bâtis en pierres de moyen appareil, pour les chaînages d'angle, les pourtours des fenêtres et une partie des surfaces murales. Elles alternent ici avec de petits moellons. Comme déjà signalé, le chœur est simplement plafonné de bois, et aucune trace ne subsiste d'un éventuel voûtement. La partie droite et l'abside forment une entité homogène, sans aucune articulation. Les pans nord et sud de l'abside sont déjà légèrement obliques, à l'instar d'Avernes, Gouzangrez et Us. Assez curieusement, les pans à gauche et à droite du pan d'axe sont aveugles. À l'ouest, les contreforts orientaux du clocher débordent largement dans le sanctuaire. Ils se retraitent une fois grâce à un fruit. Concernant les élévations, les fenêtres sont à peu près les seuls éléments que l'on peut relever. La baie d'axe du chevet est entourée d'une gorge entre deux baguettes, et munie d'un remplage de type gothique rayonnant. Il se limite à deux lancettes surmontées d'un oculus circulaires, les écoinçons étant ajourés. Les meneaux sont au profil d'un tore en forme d'amande, et fusionnent aux points de rencontre des trois formes. Il n'y a ni chapiteaux, ni bases, ce qui indique plutôt la fin du XIIIe siècle. Une piscine liturgique est ménagée dans l'épaisseur du mur du pan sud de l'abside. Elle est entourée d'un tore du même diamètre que ceux des meneaux de la fenêtre décrite. Les quatre autres fenêtres sont plus petites, et s'ouvrent au-dessus de hauts soubassements. Ces baies sont entourées d'un double ressaut chanfreiné, ce qui évoque le style gothique primitif, et donc une période antérieure à celle de la baie d'axe.

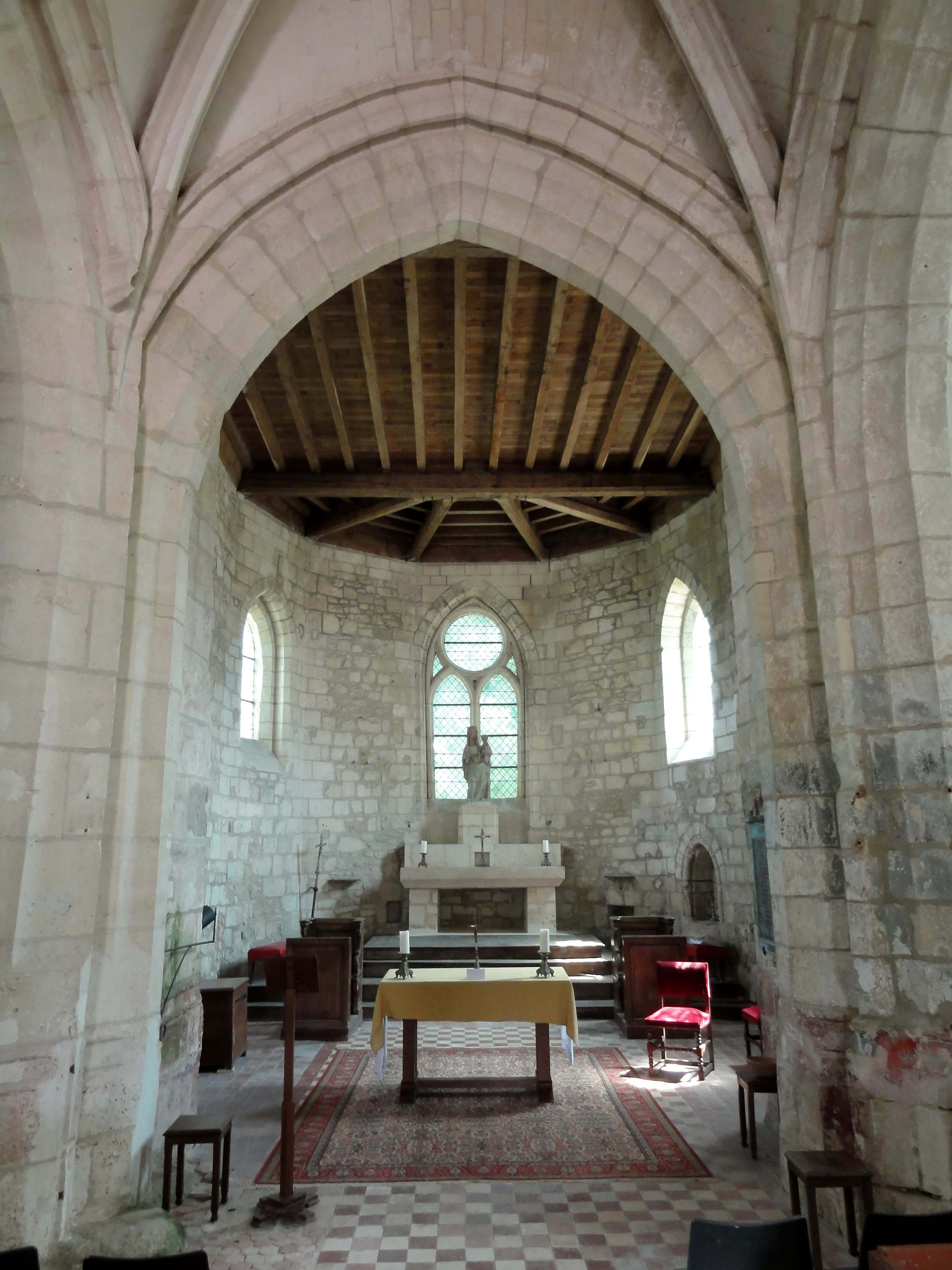
Croisée, vers l'est.
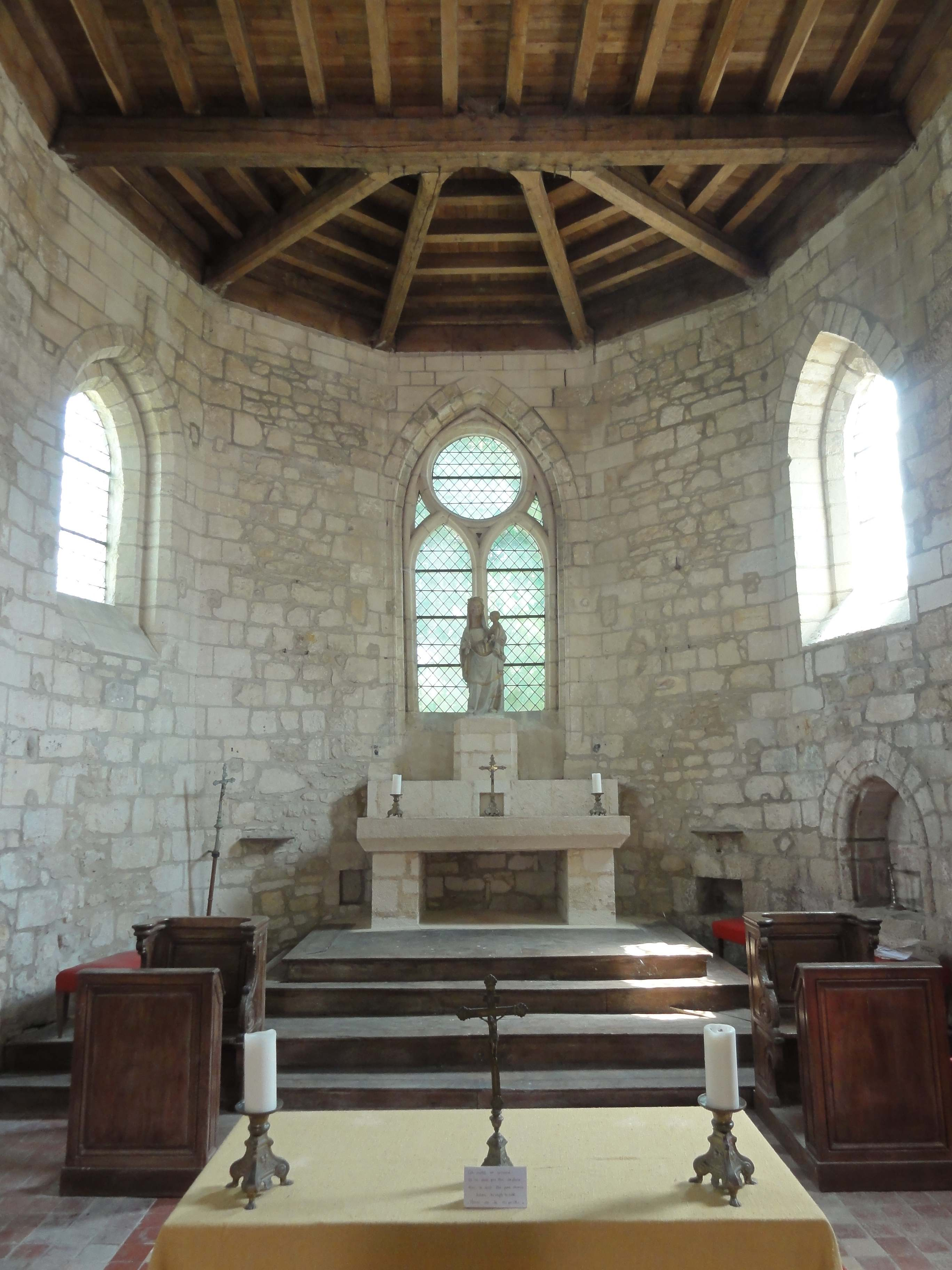
Chœur, vue vers l'est.
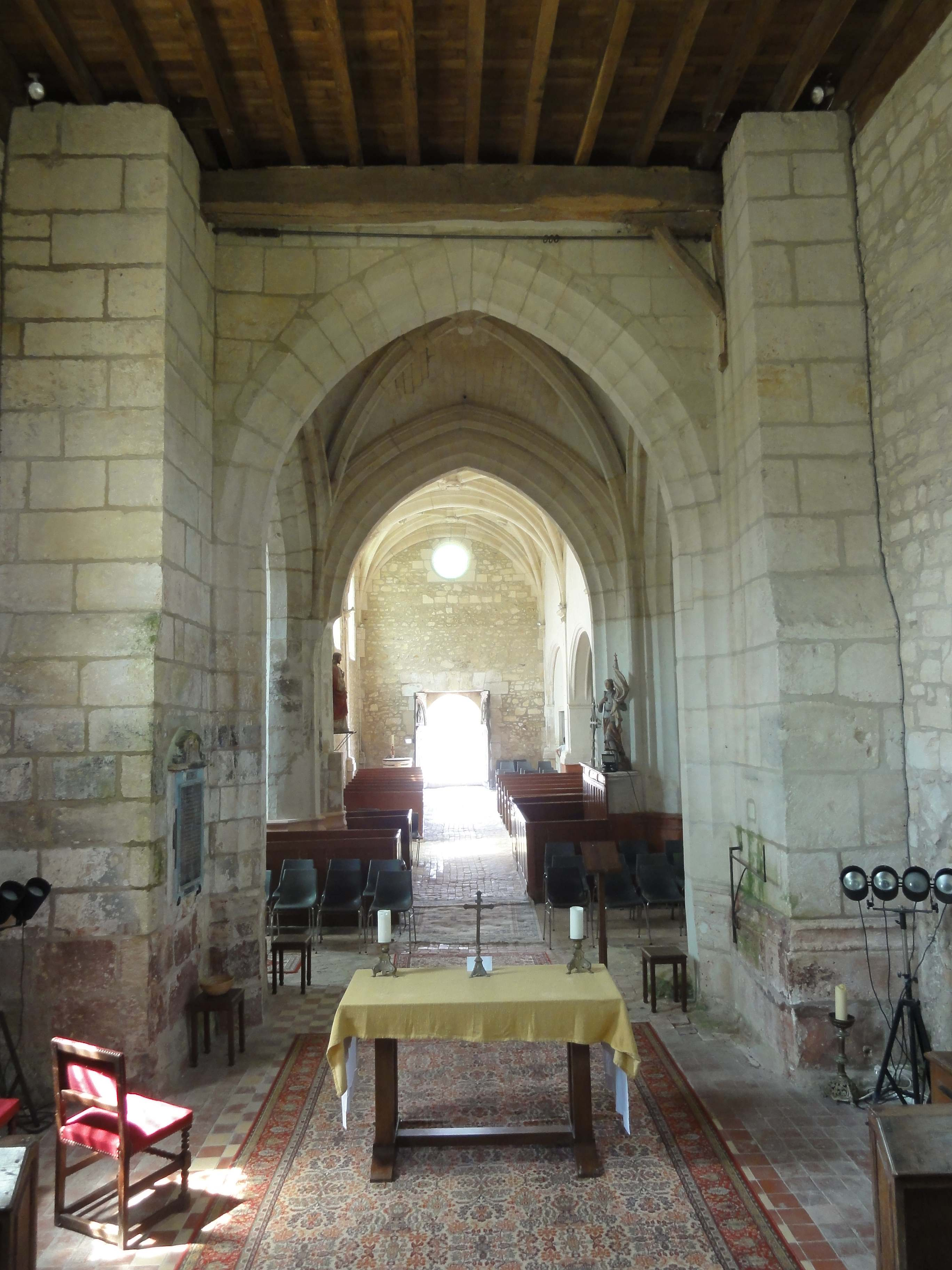
Chœur, vue vers l'ouest.
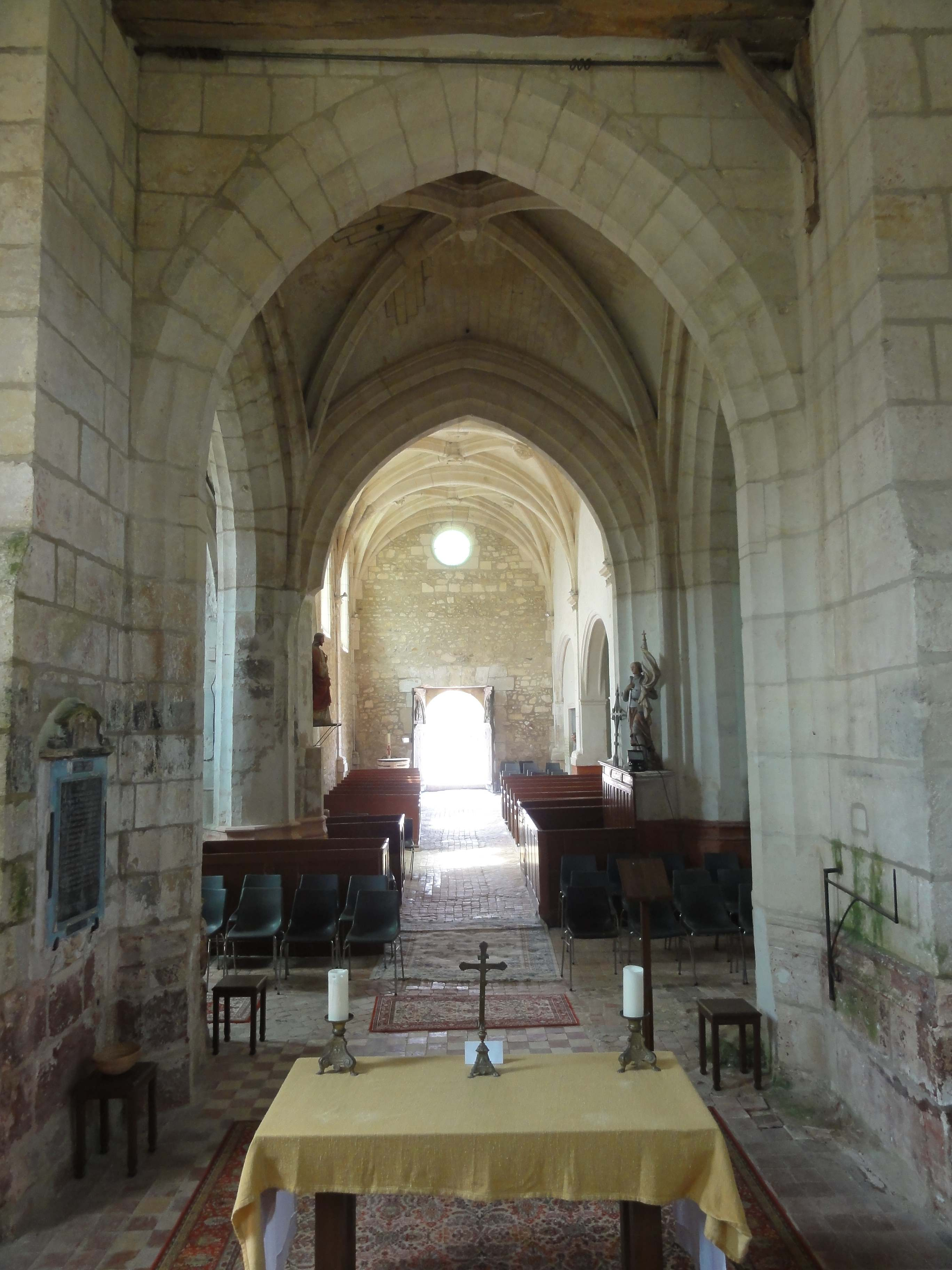
Chœur, vue vers l'ouest.
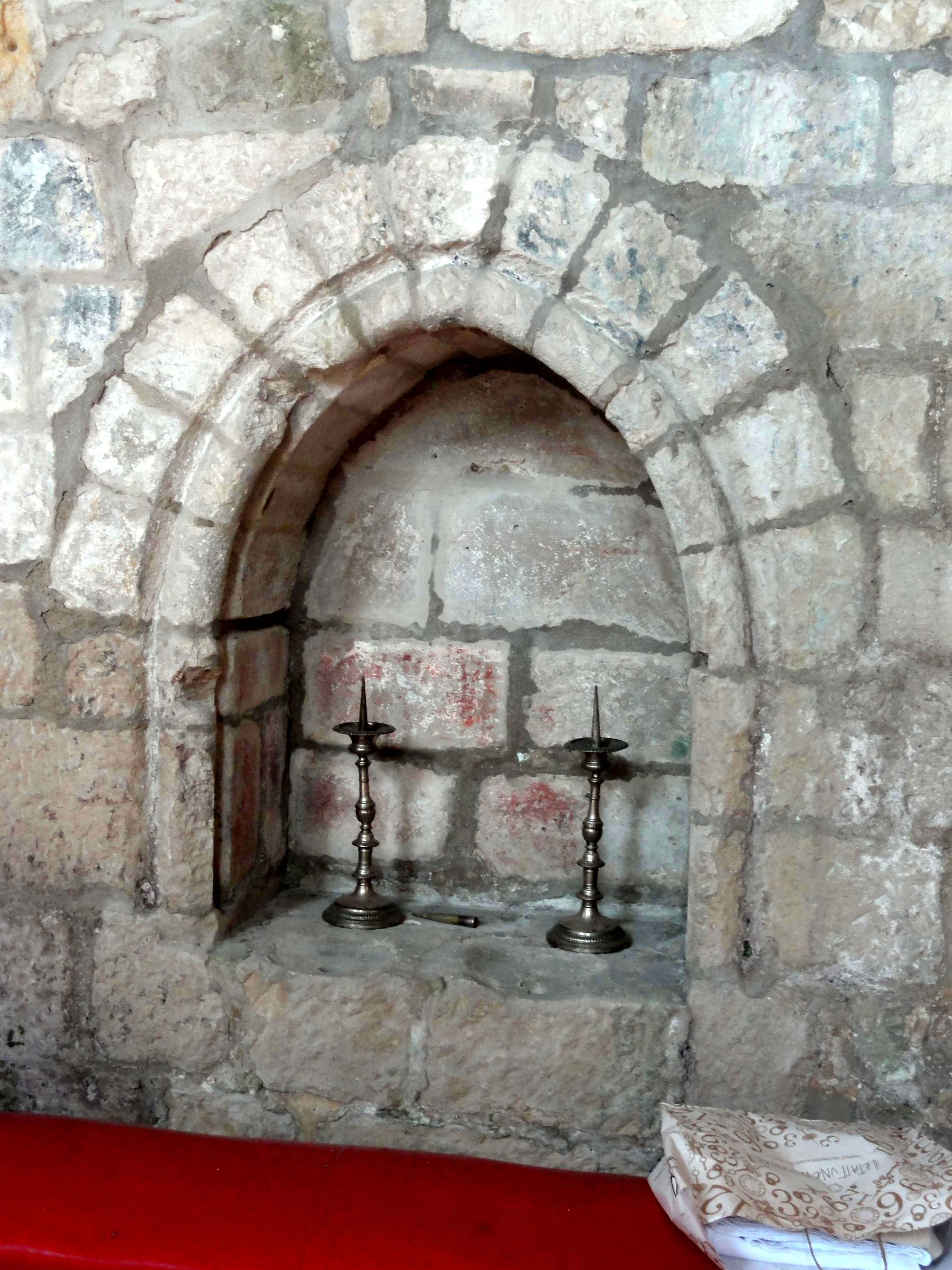
Piscine liturgique.
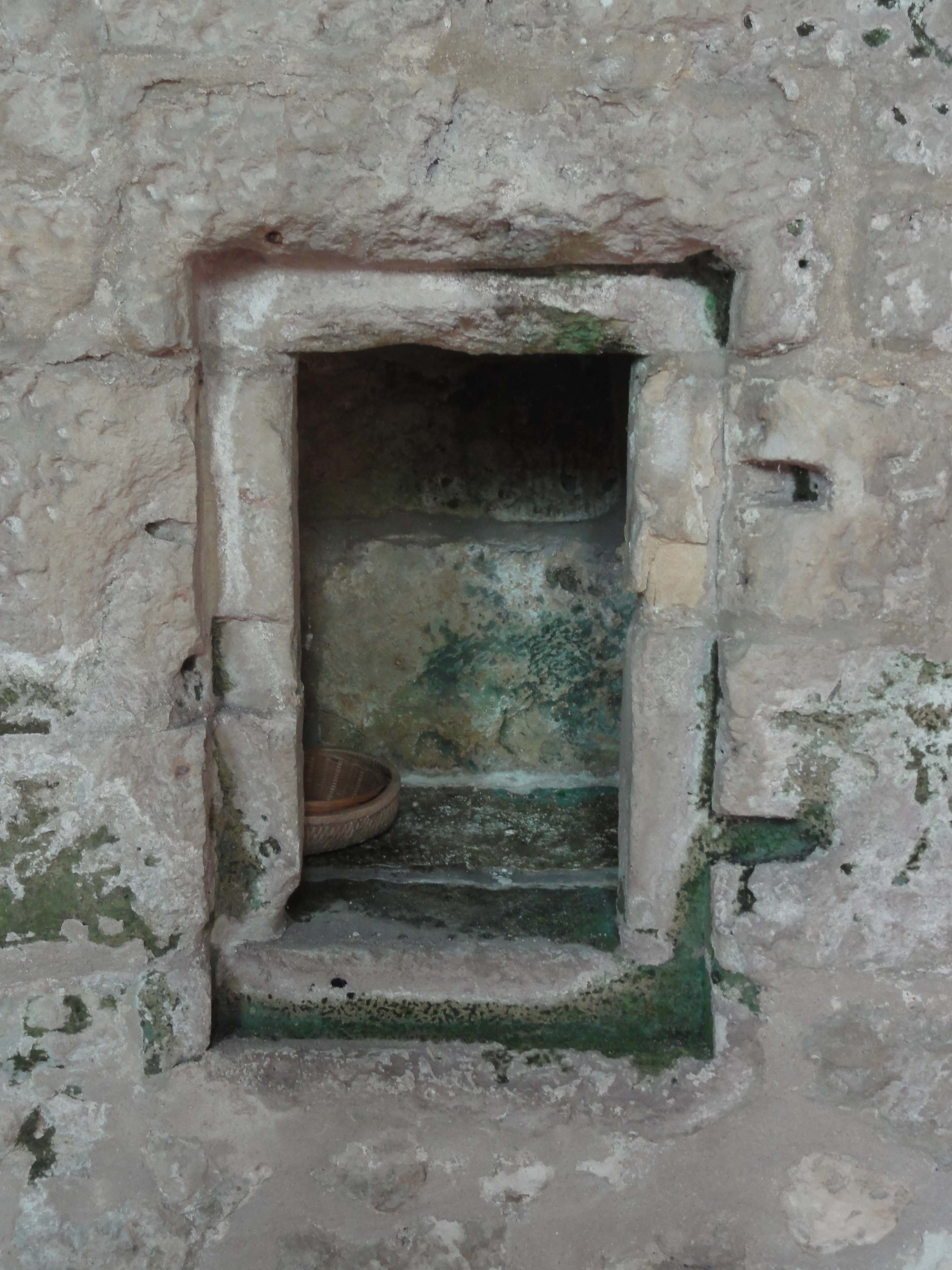
Niche côté sud.

### Extérieur

#### Façade occidentale

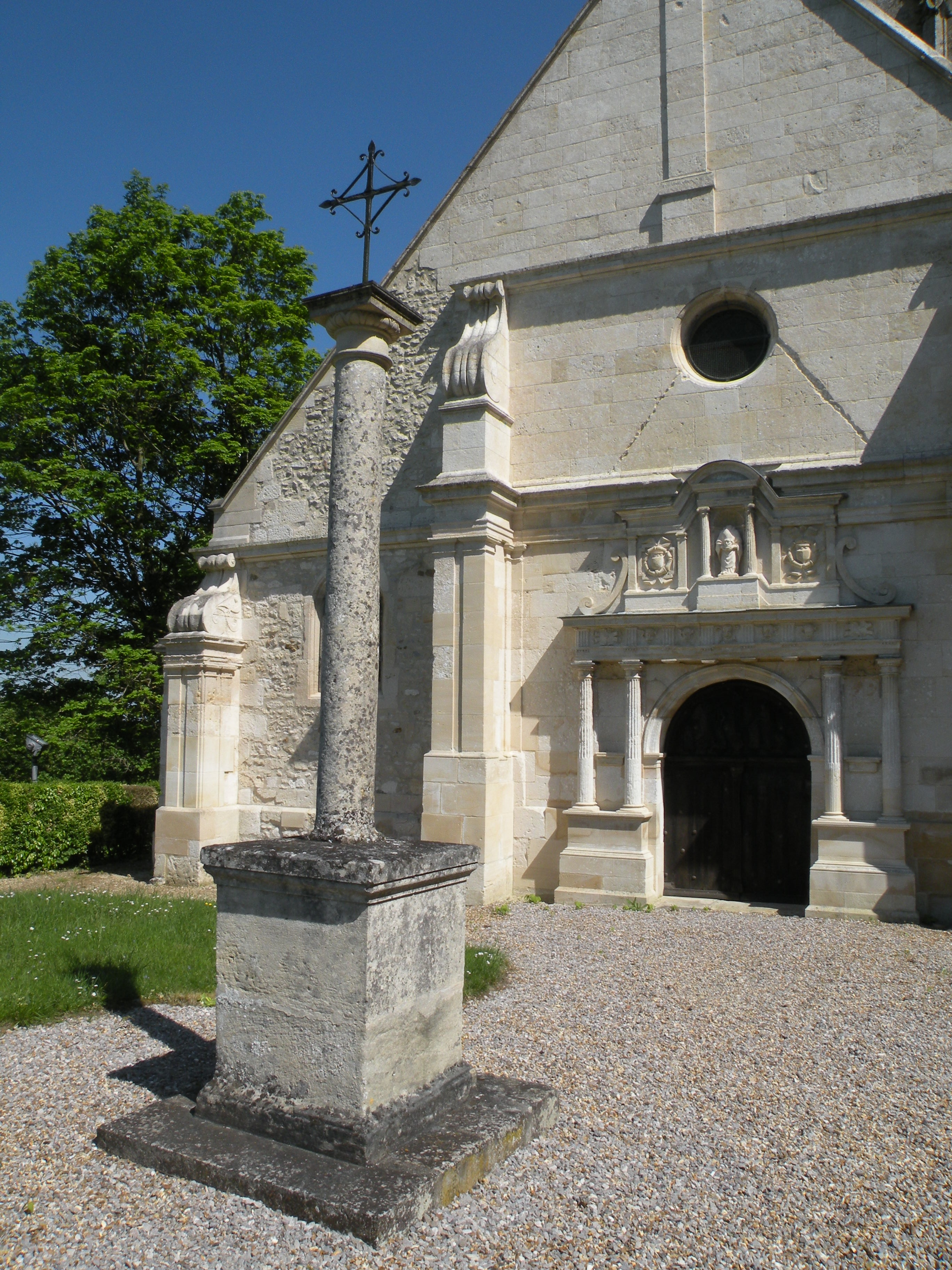
Ancienne croix de cimetière et façade.

Seulement le mur occidental de la nef, le transept et le clocher sont appareillés en pierre de taille. Sur le bas-côté, l'élévation méridional de la nef et le chœur, la pierre de taille est réservée aux contreforts et aux éléments moulurés. La façade occidentale, dissymétrique en raison de l'absence d'un bas-côté au sud, est rythmée par trois contreforts de plan carré, dont chacune des faces est ornée de deux pilastres doriques, avec chapiteaux mais sans bases. Sur les deux contreforts de la nef, les pilastres supportent un entablement, qui apporte une scansion horizontale qui manque à l'intérieur. Au-delà, les contreforts se continuent pour une courte section, puis s'amortissent par deux ailerons accouplés. Immédiatement au-dessus, un bandeau mouluré saillant marque la naissance du pignon. Dépourvu d'ouvertures, celui-ci est subdivisé verticalement par un pilastre central. En application de la règle de la succession des ordres, celui-ci est d'ordre ionique. Ni le pilastre, ni le sommet du pignon sont situés dans l'axe de symétrie de la partie basse de la façade, mais déportés vers la gauche. C'est mis en exergue par le décalage par rapport à l'oculus situé un peu en dessous du bandeau. Le contrefort et le mur du bas-côté sont un peu différents. En lieu et place de l'entablement, l'on trouve le même bandeau qu'en haut du mur de la nef. Les pilastres du contrefort sont plus courts, et l'entablement est situé plus bas, de sorte que le contrefort s'amortit par les deux ailerons en dessous du bandeau.
Le portail occidental, assez bas, est en plein cintre. Sa voussure est agrémentée de moulures, et retombe sur des impostes également moulurées. Pour la construction du péristyle avec fronton ajouté en 1552, les impostes ont été supprimées derrière les deux colonnettes les plus proches de la porte, de même que l'entablement derrière le fronton. Le péristyle, d'ordre dorique, est composé de deux paires de colonnettes cannelées et rudentées, qui sont placées sur un haut stylobate, et supportent un entablement à triglyphes, puis un fronton assez particulier. Chaque paire de colonnettes cantonne une discrète niche à statue, vide, qui se termine par une coquille Saint-Jacques. Le dessous de l'architrave est décoré de feuillages, en dessous des triglyphes, qui alternent avec de divers motifs, dont des losanges, un labyrinthe, et notamment la tête double qui se trouve aussi sur la clé de voûte au sud de la deuxième travée de la nef. Sur la métope, les intervalles entre les triglyphes arborent des têtes de chérubin à l'expression triste, ainsi qu'au centre, une tête de femme voilée, tout aussi triste, et vraisemblablement en deuil : ces détails donnent à penser que le maître d'ouvrage venait de perdre un proche au moment de la construction du portique. Quant au fronton, il est plus étroit que le péristyle, et flanqué de deux volutes. L'ordonnancement est tripartite. Au centre, deux colonnettes ioniques cannelées délimitent une niche semblable aux précédentes, et supportent un entablement. Un second entablement, qui constitue le fronton proprement dit, s'infléchit au-dessus, et se poursuit à gauche et à droite. Ici, deux pilastres ioniques non cannelés encadrent un cartouche, qui est décoré de cuirs découpés et affiche une urne. Dans la niche, trône une statue de saint Denis céphalophore. La statue d'origine s'est perdue. À une époque indéterminée, elle a été remplacée par une statue rapportée, un peu plus grande. Au début du XXIe siècle, on l'a substituée à une statue neuve, mieux en rapport avec les dimensions de la niche. L'ancienne statue du portail est maintenant exposée à l'intérieur de l'église. La menuiserie de la porte est encore d'origine, et le tympan arbore un bas-relief représentant l'Annonciation.

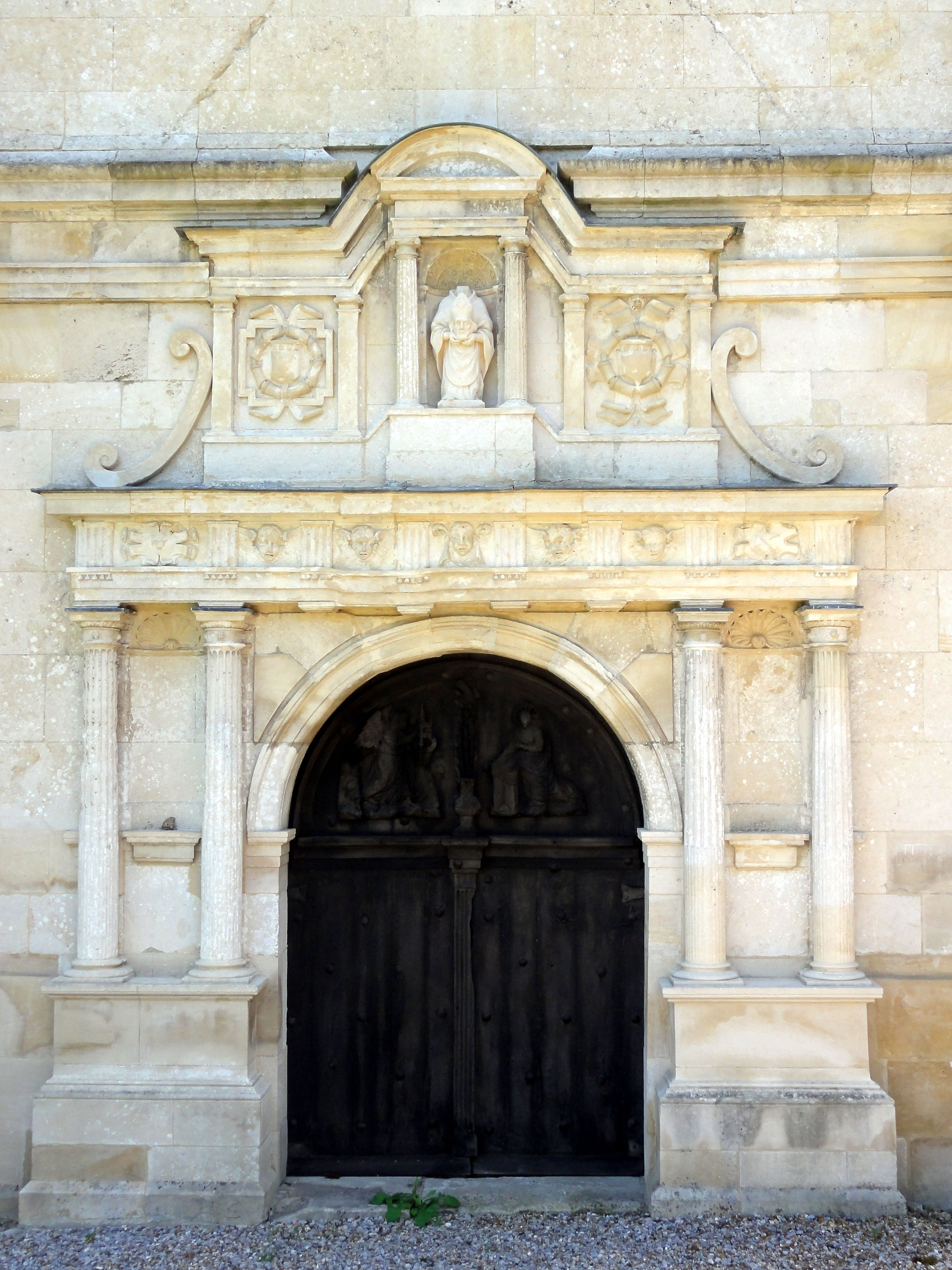
Portail occidental de 1552.
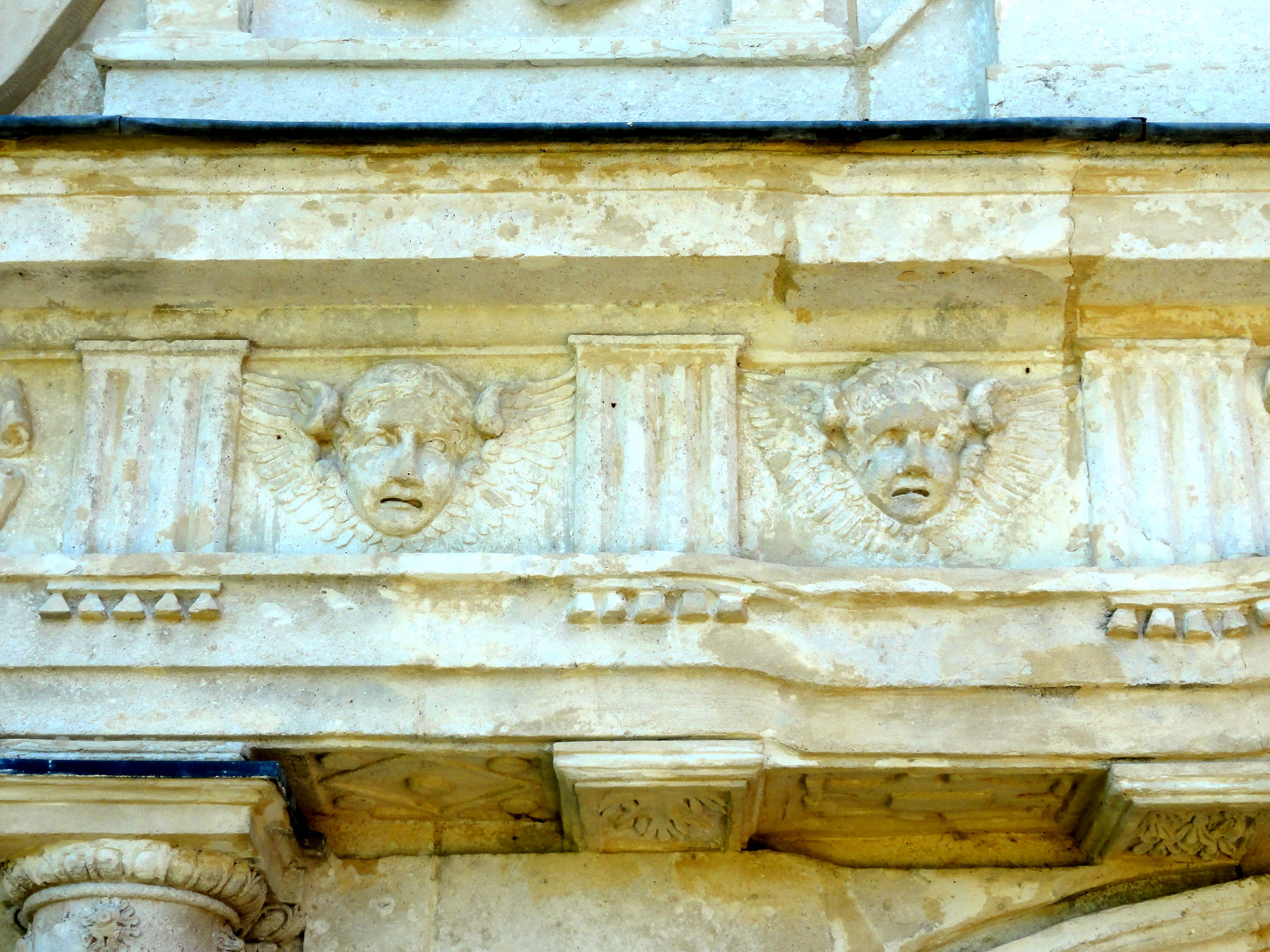
Entablement du portail, détail.
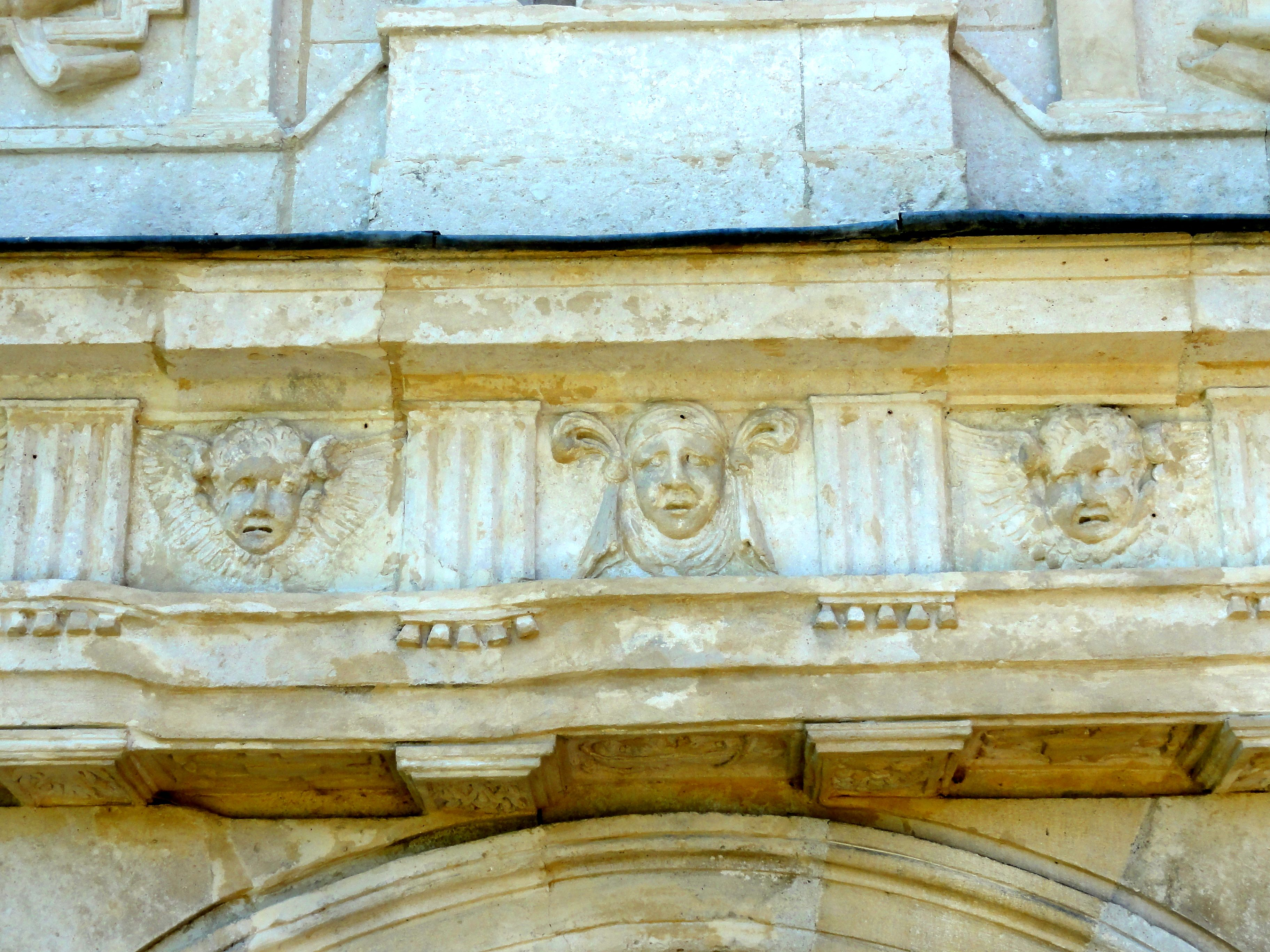
Entablement du portail, détail.
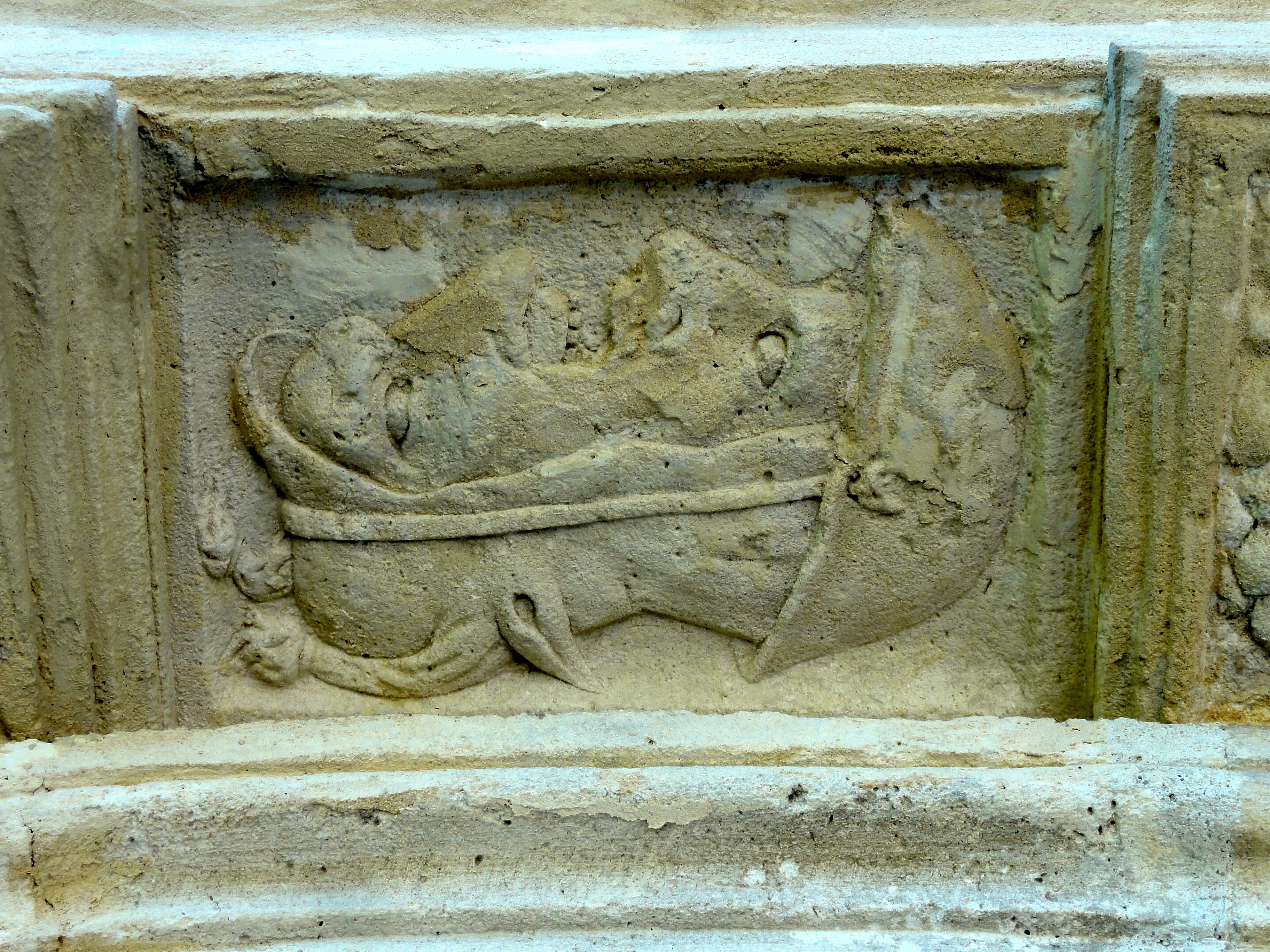
Bas-relief sous l'architrave.
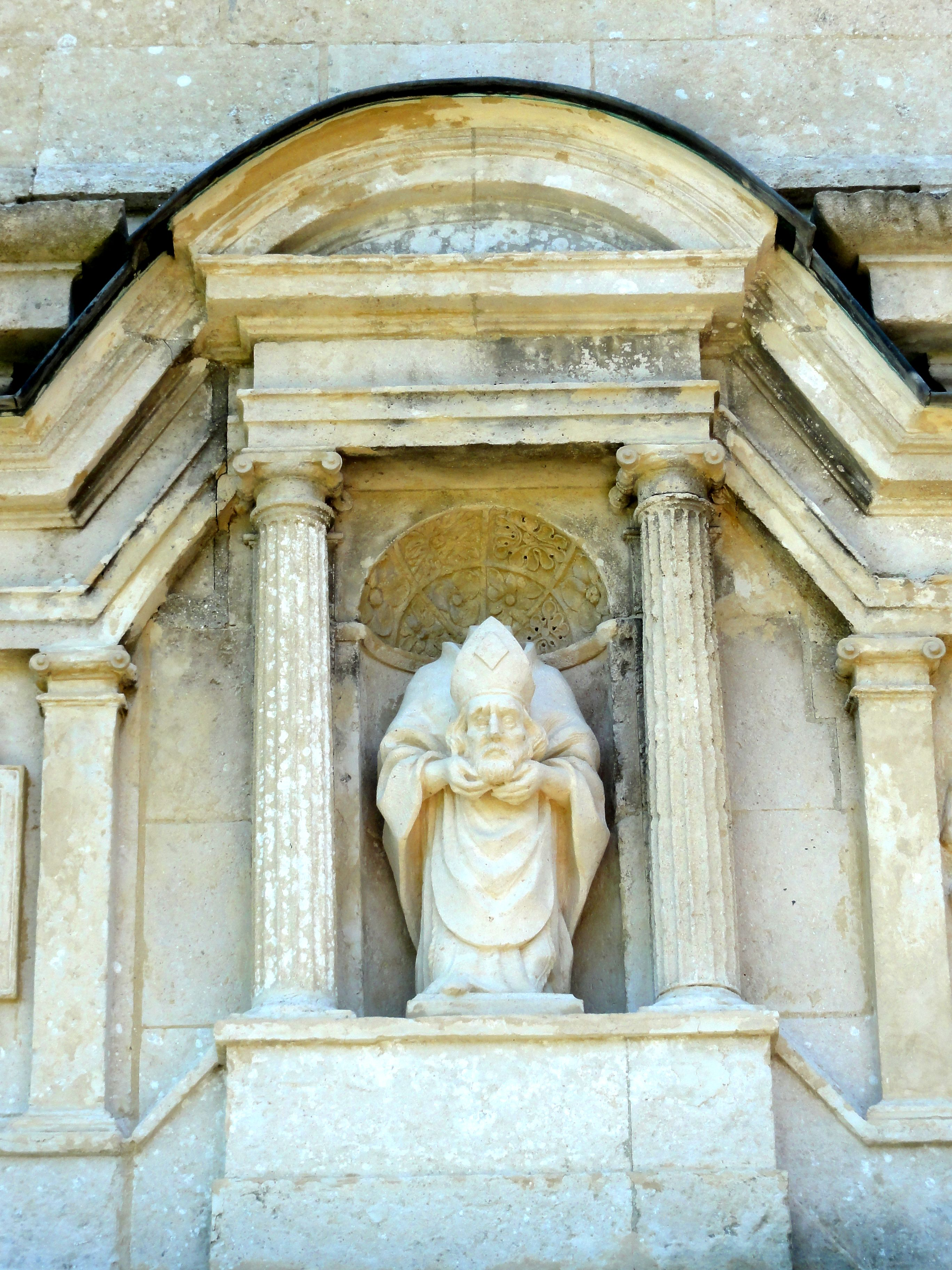
Statue de saint Denis céphalophore.
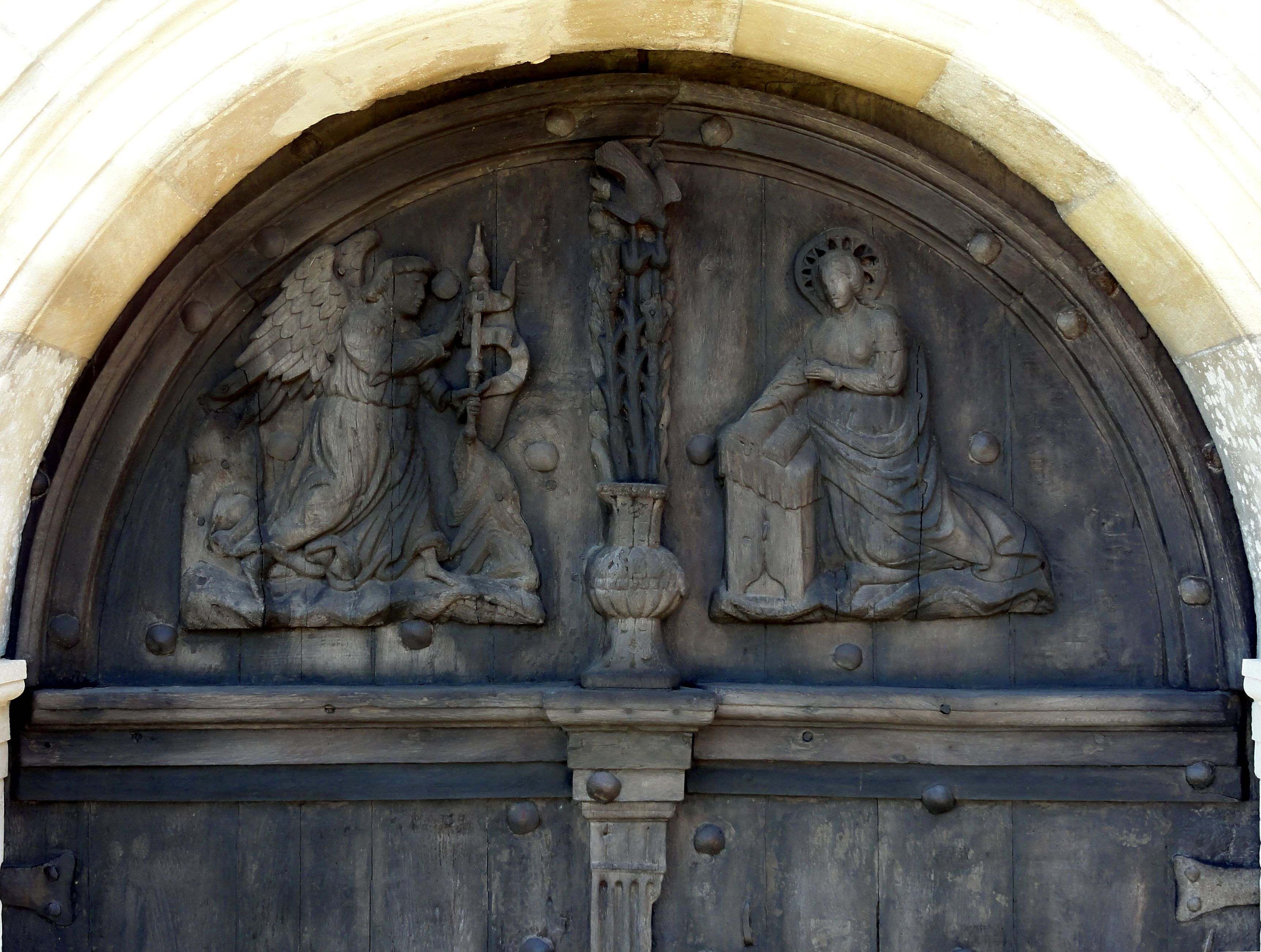
Tympan de la porte - Annonciation.

#### Élévations latérales et chevet

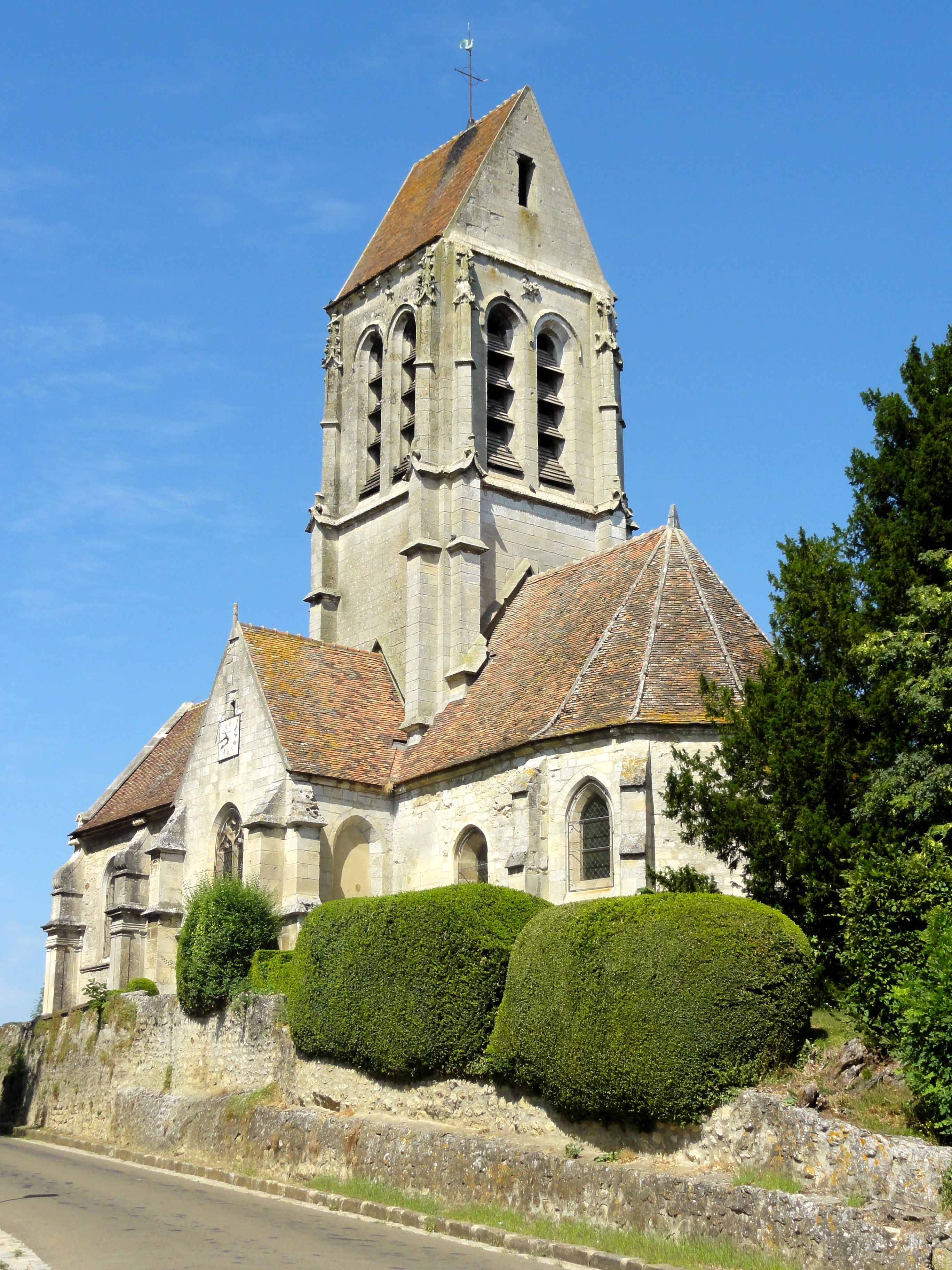
Vue depuis l'est.

L'élévation méridionale de la nef est doté des mêmes contreforts que la façade. La limite des allèges est soulignée par un larmier mouluré. Les fenêtres affichent le remplage standard en usage à la Renaissance. L'on note la minceur des meneaux, et leur profil complexe, ce qui démontre le grand soin apporté à la construction. Le petit portail latéral se situe en dessous de la troisième fenêtre. L'étroite porte en plein cintre est surmontée d'un entablement avec fronton triangulaire, qui ne subsistent qu'à l'état de vestiges. L'architrave repose sur deux consoles revêtues de feuilles d'acanthe. Tous les autres motifs sculptés sont devenus méconnaissables.
Les croisillons du transept sont épaulés, à chaque angle, par deux volumineux contreforts orthogonaux. Ils sont scandés par un larmier présent sur les trois faces, qui se poursuit sur les murs à la limite des allèges. Sur les contreforts de l'angle sud-ouest, les larmiers sont situés trop haut. Les contreforts s'amortissent par un glacis formant larmier. Les fenêtres ont déjà été signalées. En outre, les pignons sont percés d'une ouverture rectangulaire pour l'aération des combles. Les murs latéraux se terminent par une corniche moulurée, qui existe également sur le chœur. Sans intérêt architectural, il se distingue du transept par ses fenêtres, déjà décrites, et par les contreforts. Chacun est scandé par deux larmiers, et s'achève par un glacis formant larmier. Comme à l'accoutumée pendant une grande partie du XIIIe siècle, les larmiers ne sont présents que sur la face frontale.

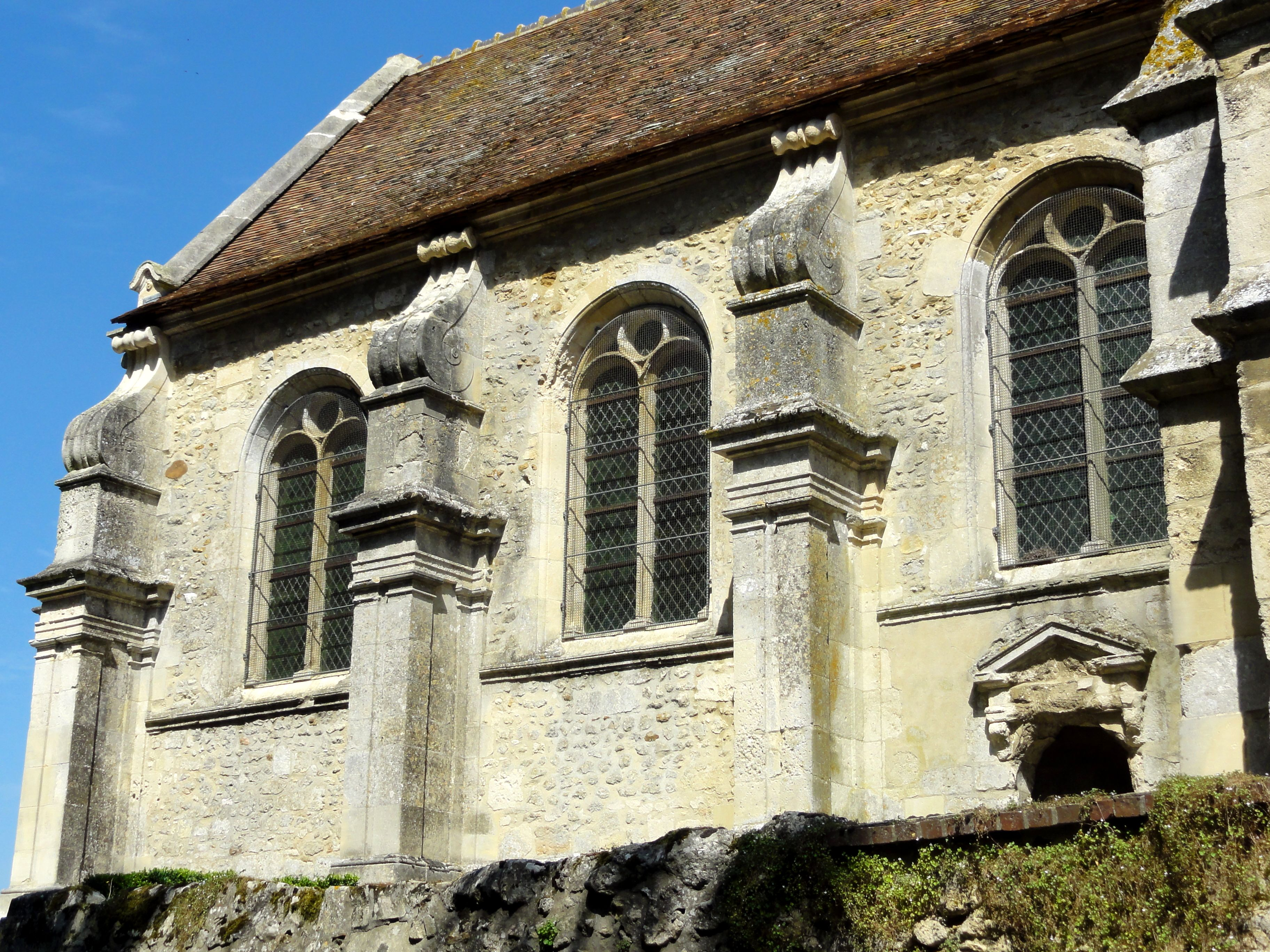
Nef, côté sud.
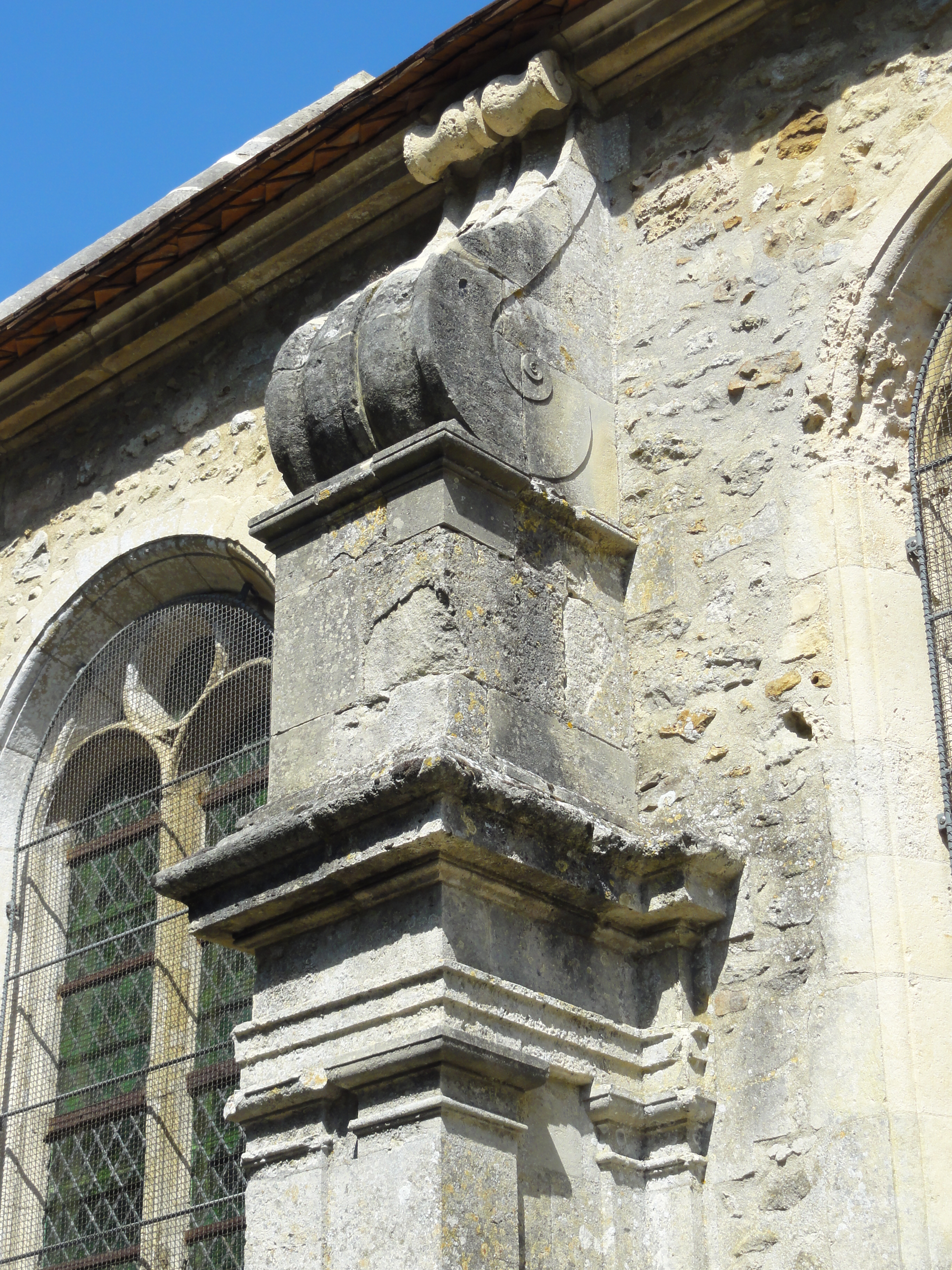
Contrefort de la nef.
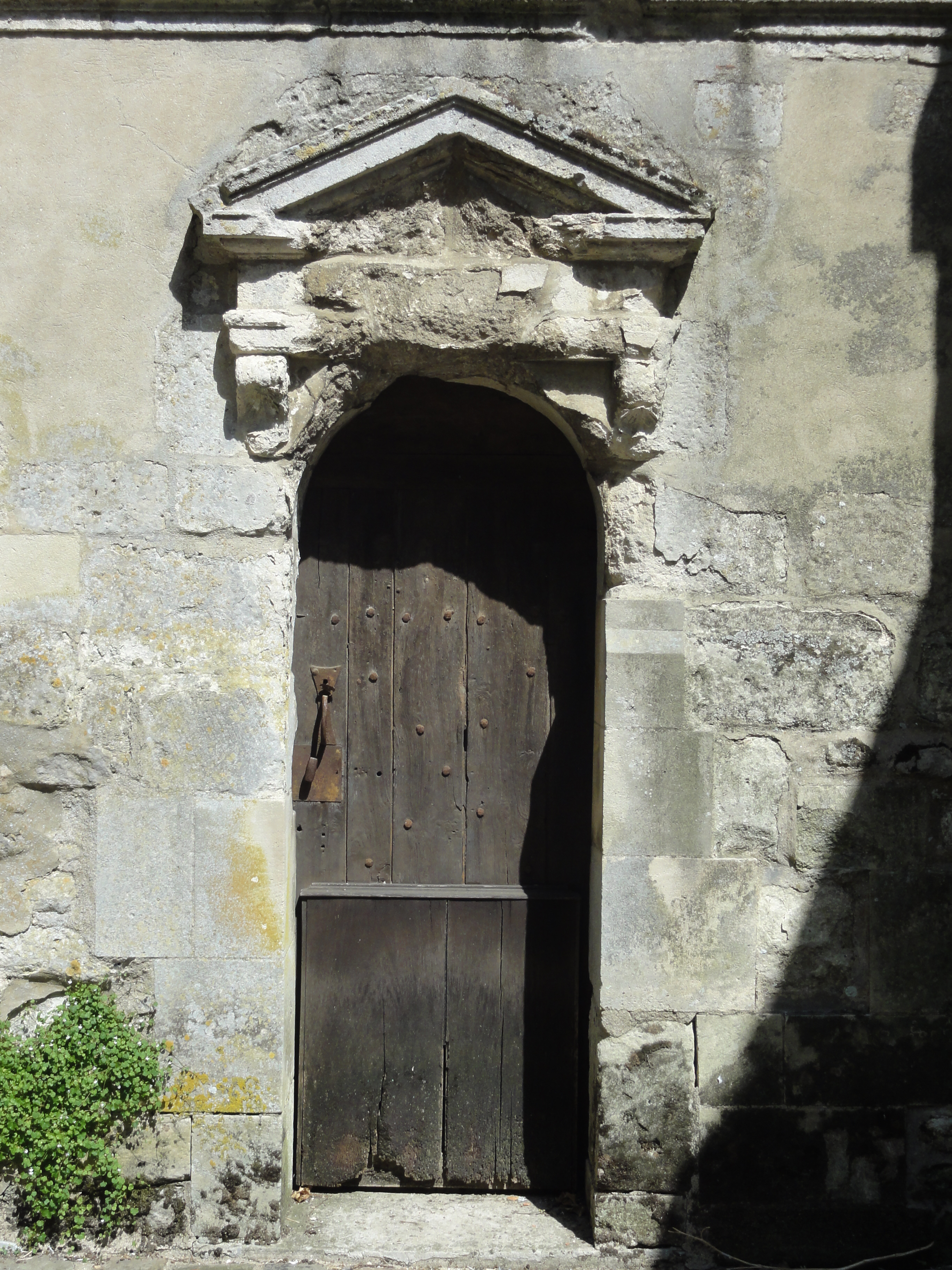
Portail latéral sud.
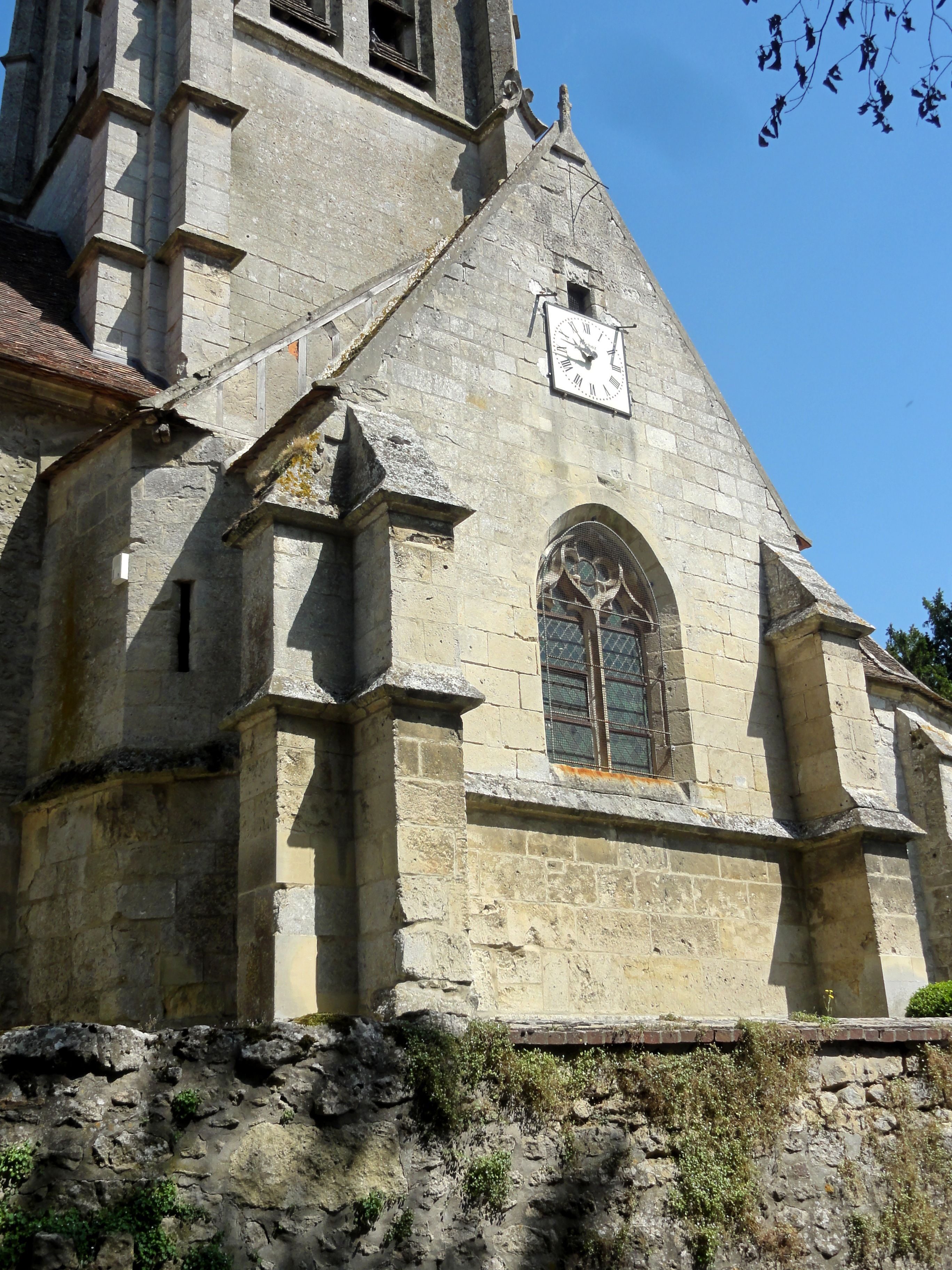
Croisillon sud.
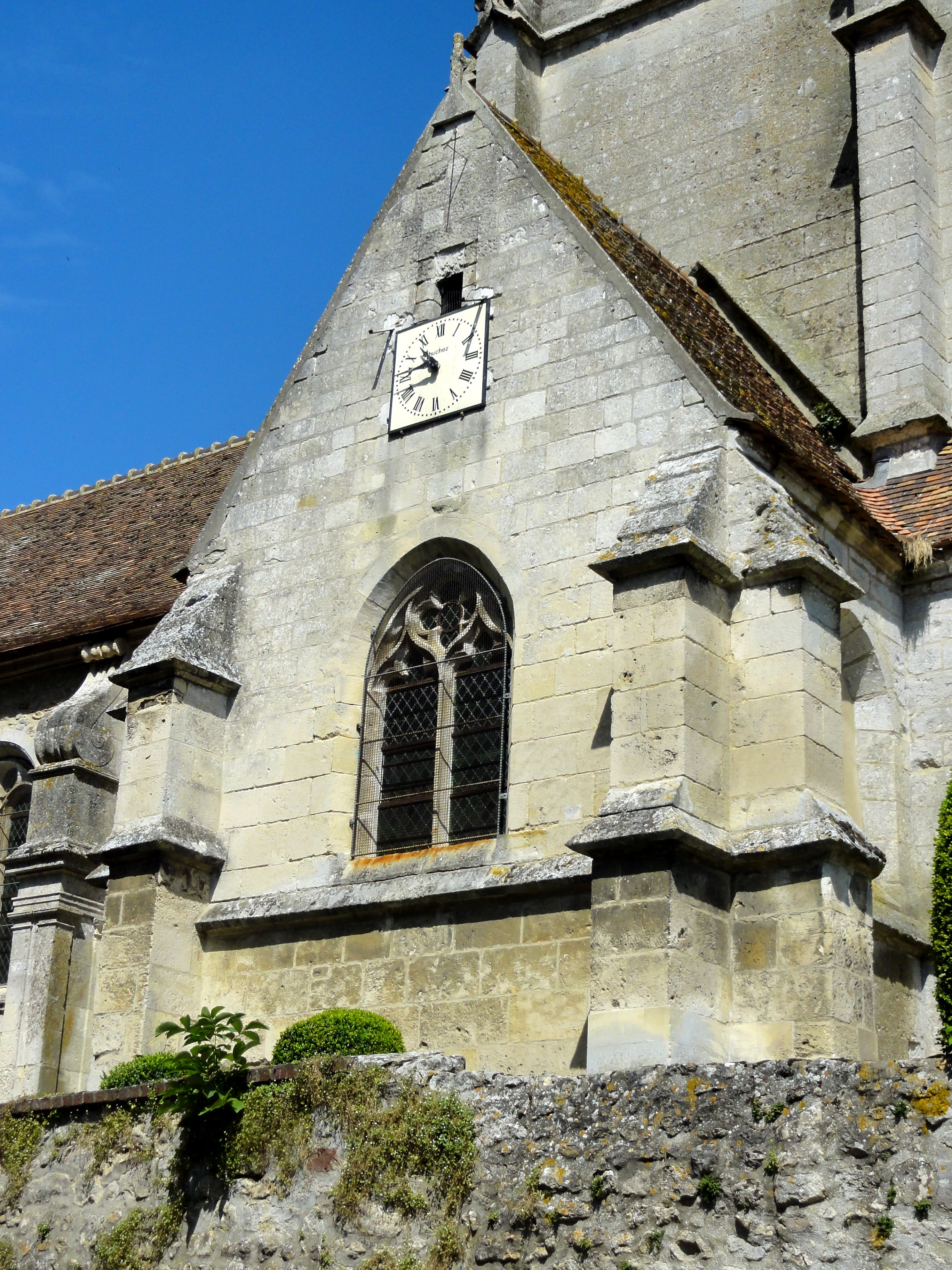
Croisillon sud.
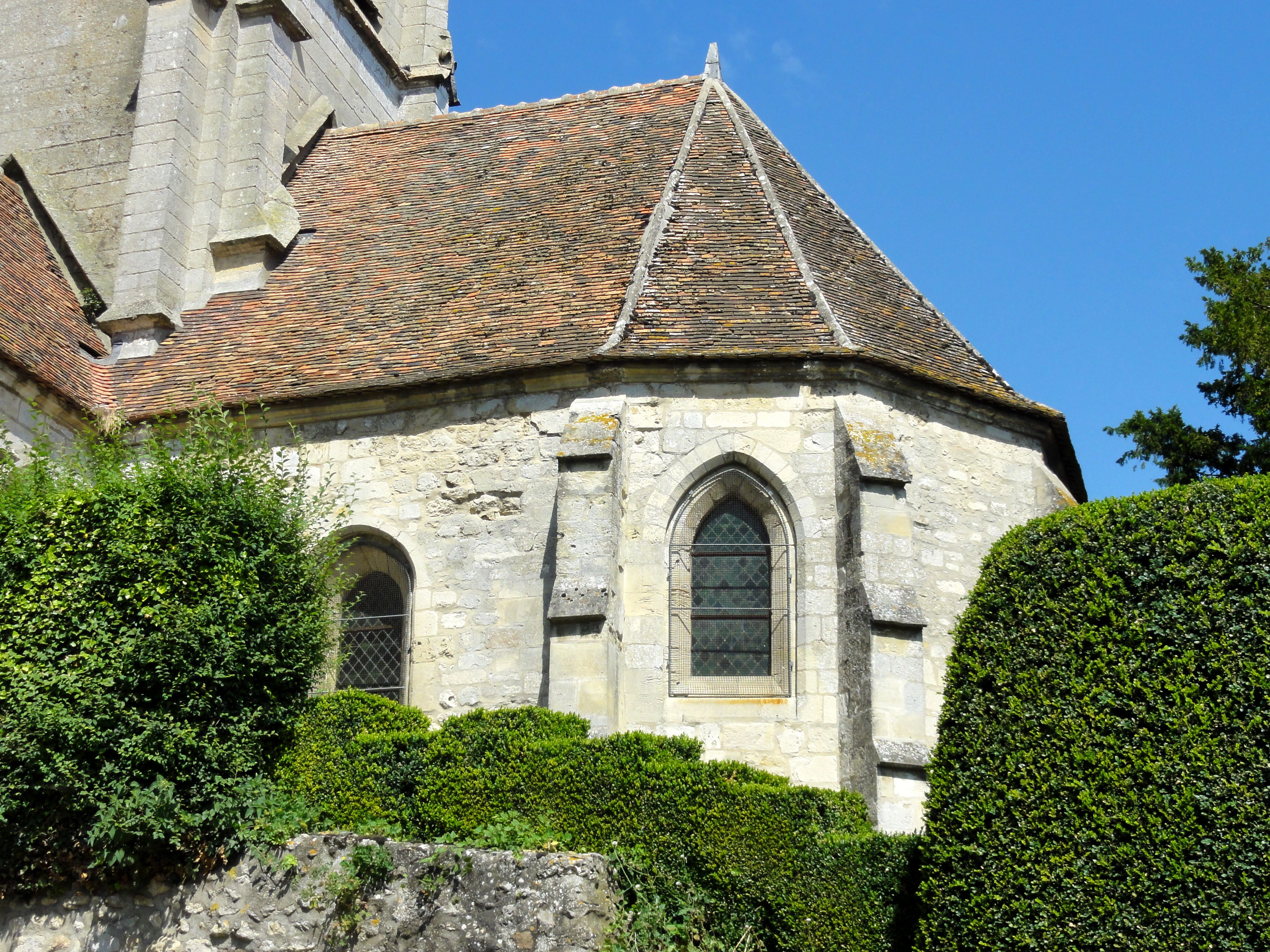
Chœur.

#### Clocher

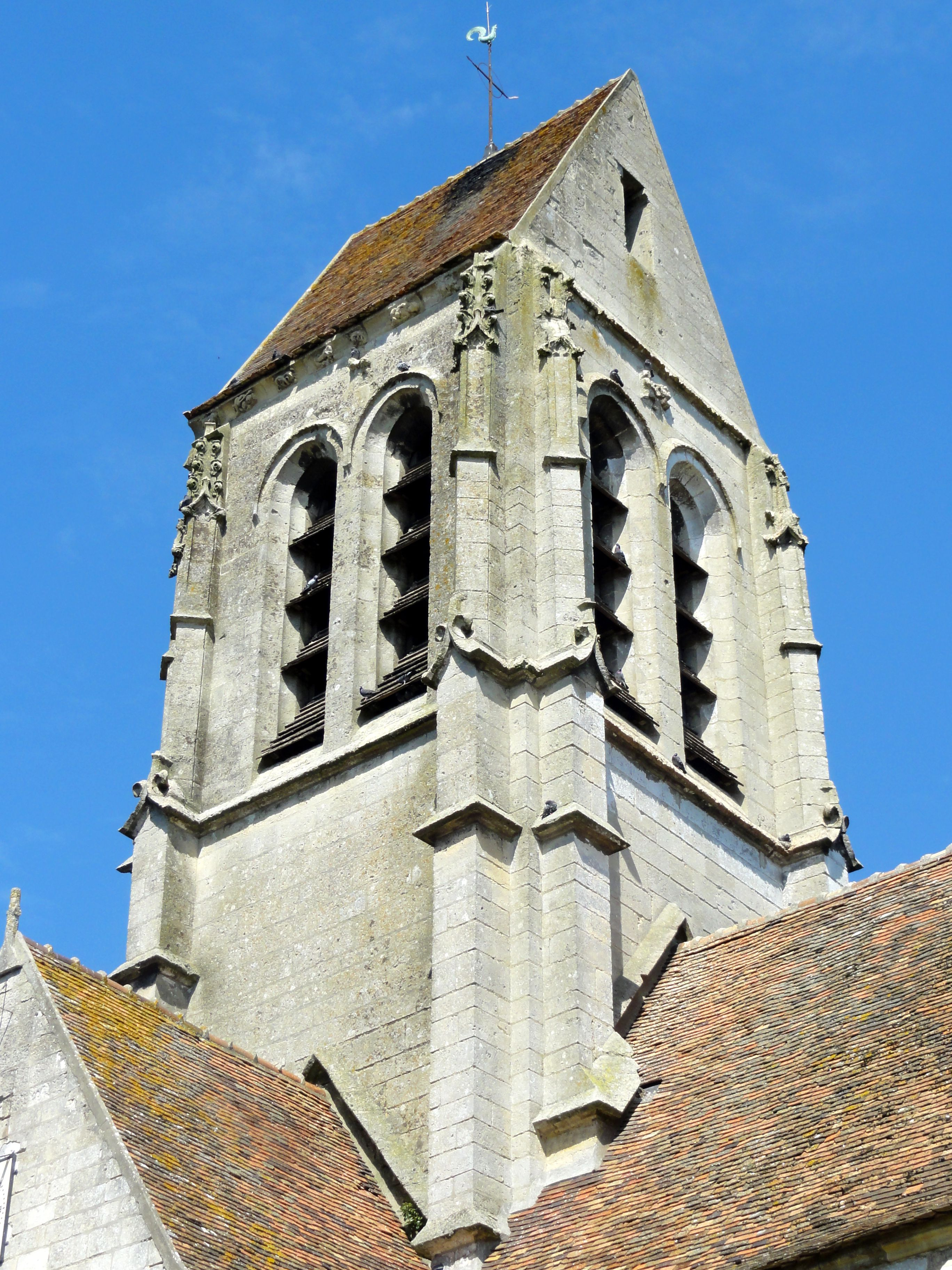
Clocher, côté sud-est.

Le clocher en bâtière compte deux étages, à savoir un étage intermédiaire aveugle, destiné à faire émerger l'étage de beffroi des toitures, et l'étage de beffroi. Au niveau du premier étage, les deux contreforts orthogonaux par angle épousent la même forme que leurs homologues des croisillons. En haut de l'étage, ils sont scandés par un larmier présent sur les trois faces. Un autre larmier fait le tour du clocher à la limite des deux étages. Sur les faces frontales des contreforts, il décrit des accolades, dont chacun des rampants est garni d'un seul crochet. L'effet est celui de petits clochetons plaqués. Au-delà, les contreforts se présentent par un angle saillant. Près du sommet, un larmier marque le début du couronnement. Les deux faces obliques sont décorées d'une arcature trilobée plaquée, et portent un pinacle garni de trois crochets bien fouillés sur chacune des trois arêtes. En revanche, les deux baies abat-son géminées par face n'ont pas bénéficié de la moindre ornementation. Leur ébrasement est simplement mouluré d'une gorge, et leur voussure est surmontée d'un bandeau. Les murs gouttereaux sont terminées par une corniche, qui se compose d'un cavet peuplé de chimères et créatures fantastiques caractéristiques de la période flamboyante, à raison de sept par face. Sur les deux autres faces, la naissance du pignon est marquée par un larmier, et chacun des pignons est ajouré d'une ouverture rectangulaire. La couverture est réalisée en tuiles plates du pays, comme pour l'ensemble de l'église. Dans son ensemble, le clocher ressemble assez à celui de Marquemont.

## Mobilier

### Statues

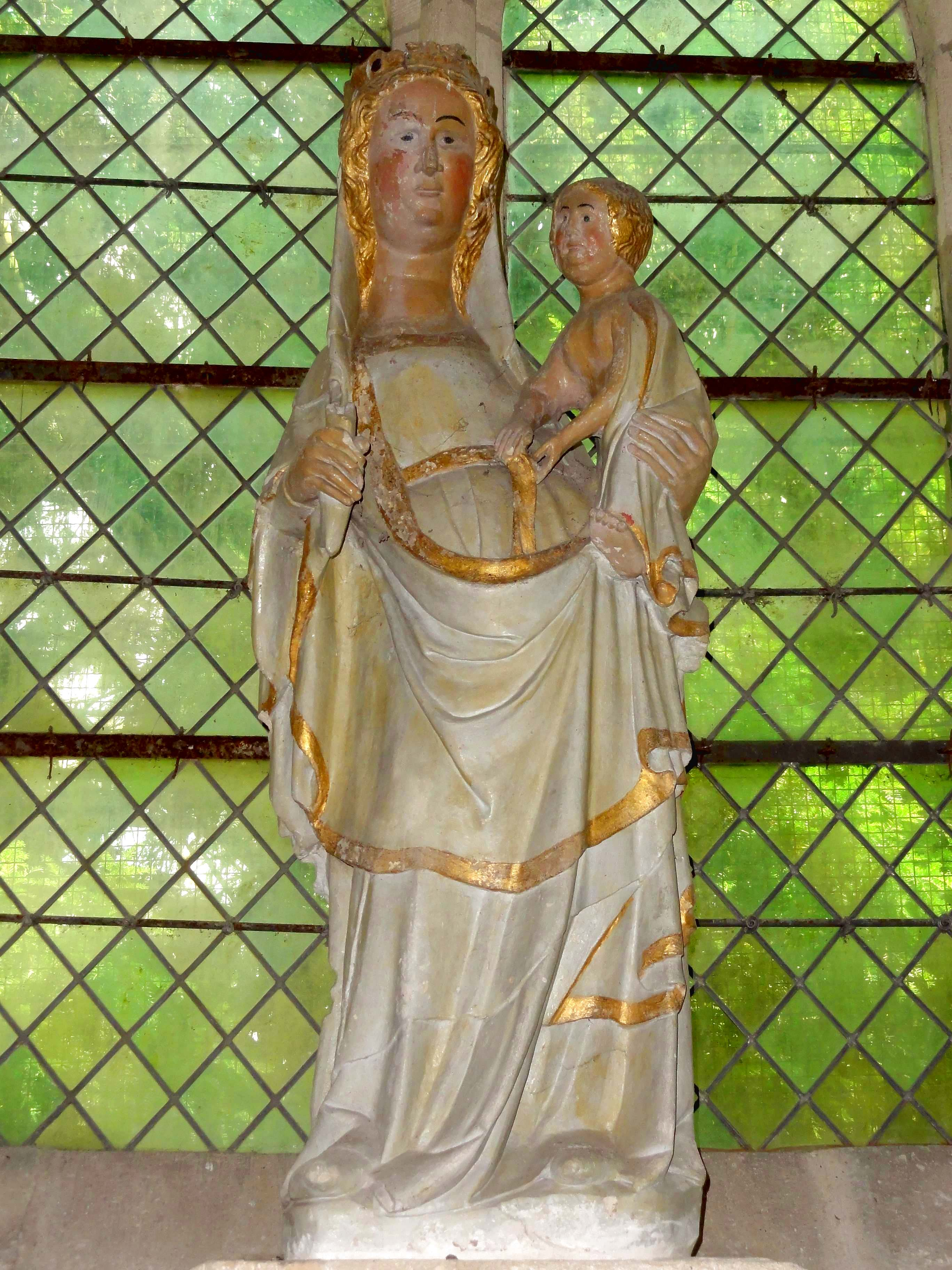
Vierge à l'Enfant.

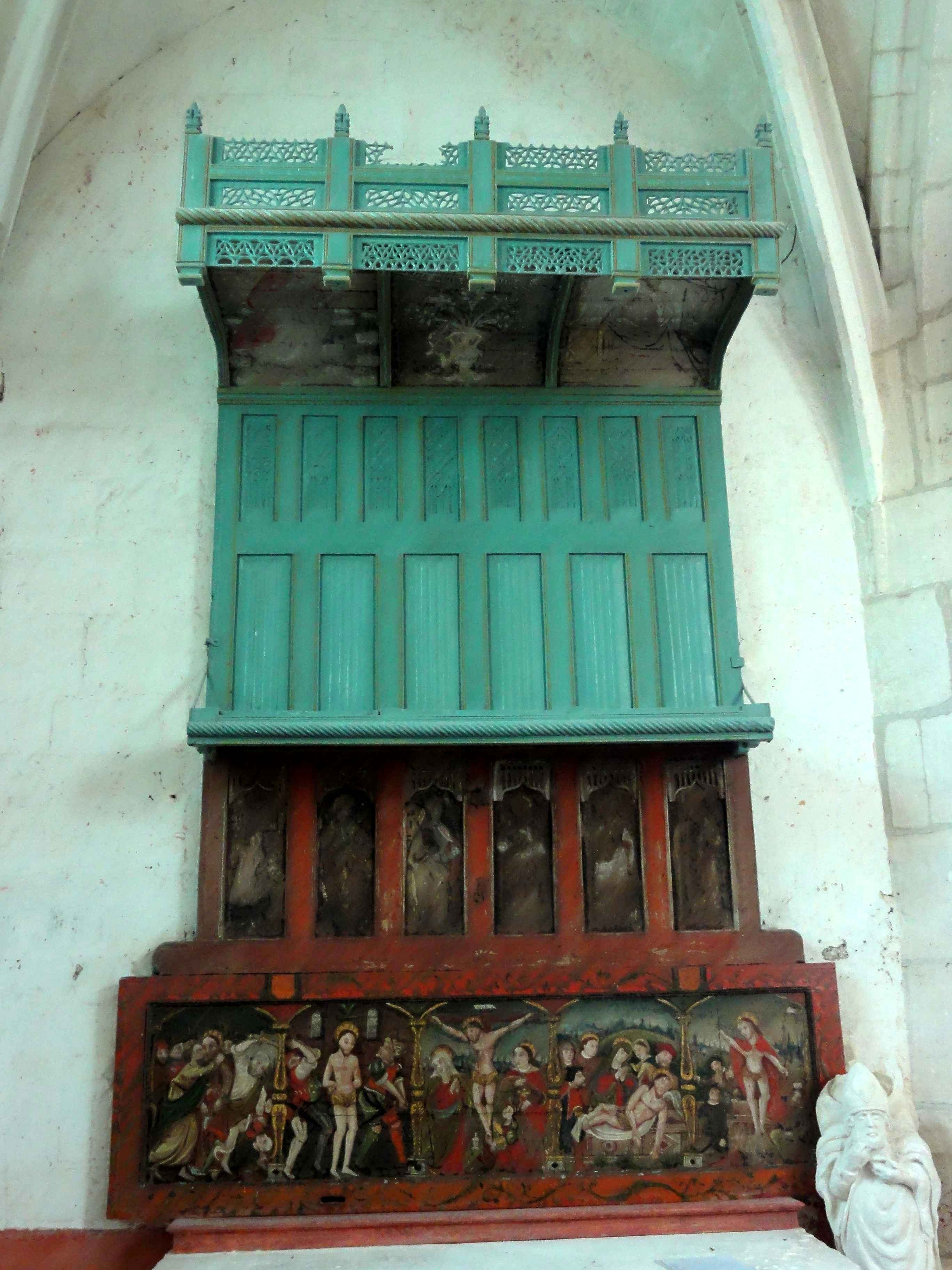
Retable du croisillon nord.

Parmi le mobilier de l'église, sept éléments sont classés monument historique au titre objet. Cinq sont des statues, mais quatre parmi elles ont été volées en 1973 et 1974. — La statue en pierre de la Vierge à l'Enfant mesure 120 cm de hauteur, et date du XVIe siècle. On la trouve devant la baie d'axe du chevet. Elle est de facture populaire, et a été badigeonnée de blanc avant son classement en 1927. — La statue en bois de saint Denis céphalophore, haute de 100 cm et datant du XVIe siècle, décrite comme étant en pierre lors de son classement en 1927, a été volée le 17 novembre 1973. Le même jour, une statue contemporaine de saint Antoine vêtu d'un manteau de pèlerin, tenant un livre et un chapelet, et accompagné d'un cochon, a également été volée. Deux statues en bois du XVIe siècle, l'une haute de 60 cm et représentant un saint évêque bénissant, l'autre haute de 80 cm et représentant saint Jean-Baptiste portant un agneau, ont été volées le 22 février 1974. — Parmi les statues, l'on peut également signaler la statue en pierre de saint Denis céphalophore, qui était longtemps abritée dans la niche au-dessus du portail, pour laquelle elle est trop grande, et une petite statue en bois de la Vierge à l'Enfant.

### Retables du transept
Les deux retables latéraux, placés contre le chevet des deux croisillons du transept, sont en bois taillé et peint. Ils se composent d'un dosseret agrémenté de deux registres de panneaux à fenestrages, ceux du premier registre étant décorés de plis de serviette et ceux du second registre de réseaux flamboyants plaqués ; et d'un dais sous la forme d'un baldaquin, au décor ajouré flamboyant. Ces meubles sont caractéristiques de l'artisanat d'art vexinois du XVIe siècle, et ont été restaurés au XIXe siècles, puis à la fin du XXe siècle. L'on trouve un retable similaire en l'église Saint-Martin de Commeny.
Le retable du croisillon nord est le plus remarquable. Dans sa partie inférieure, il comporte un large tableau représentant cinq épisodes de la Passion du Christ, tel un cycle narratif ; puis, au-dessus, six panneaux représentant des saints en pied. Ces saints sont très effacés, mais l'on reconnaît encore sainte Barbe avec sa tour et la Vierge à l'Enfant. En revanche, le grand tableau a été restauré en 1994, et a pu être daté de 1530 / 1540 lors de la restauration, bien le graphisme s'inscrit toujours dans la tradition médiévale, et évoque le style gothique tardif. Seulement le style des colonnettes séparant les scènes témoigne de l'influence de la Renaissance. De gauche à droite, l'on voit le baiser de Judas ; la flagellation du Christ ; le Christ en croix entre la Vierge de Douleur et sainte Marie-Madeleine, avec une petite figure de donatrice agenouillée au pied du croix ; la Mise au tombeau ; et la Résurrection de Jésus. Le dessous du dais est également peint. Ici, est représenté l'Annonciation faite à Marie. Puisqu'il n'y a que deux personnages qui interviennent directement, à savoir l'archange Gabriel, à gauche, et la Vierge Marie, à droite, mais trois panneaux, l'artiste a peint un vase contenant un bouquet de fleurs au milieu, et Dieu le Père au-dessus.
Le dessous du dais du croisillon sud est peint de la même manière, sans arrière-plan (sauf pour le panneau central), en laissant de l'espace libre autour des personnages. Ici, l'on voit la décollation de saint Jean-Baptiste. À gauche, Salomé attend de récupérer sa tête, que le bourreau, visible sur le panneau de droite, s'apprête à lui passer. Sinon, le retable du croisillon sud ne conserve plus de peintures d'origine. La partie inférieure du dosseret arbore un tableau représentant l'Annonciation, qui a longtemps été accroché devant les peintures du retable du croisillon nord, qu'il dissimulait. Ce tableau a également été restauré,,.

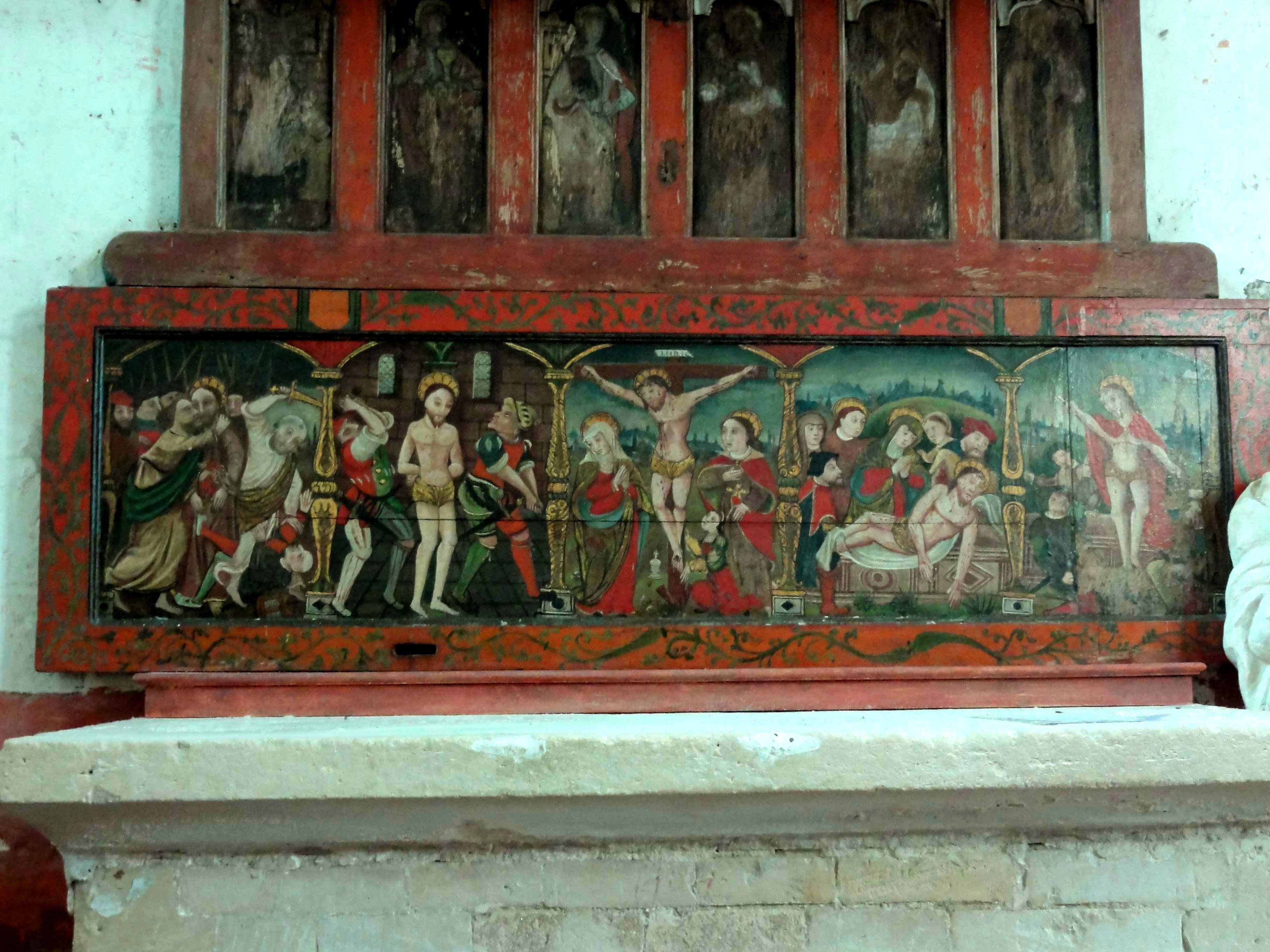
Retable du croisillon nord, panneau peint - Passion du Christ.
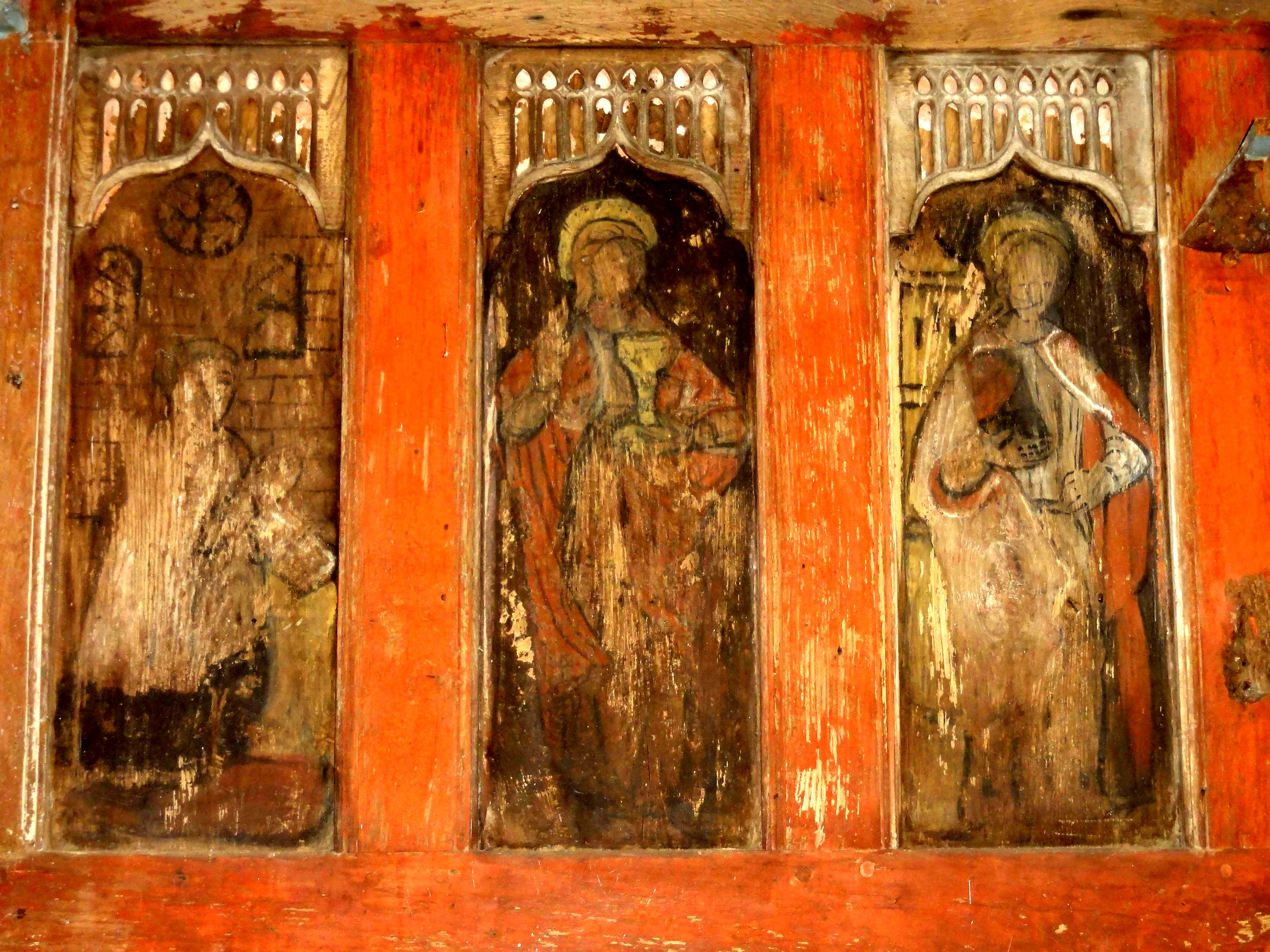
Retable du croisillon nord, panneau peint - effigies de trois saints.
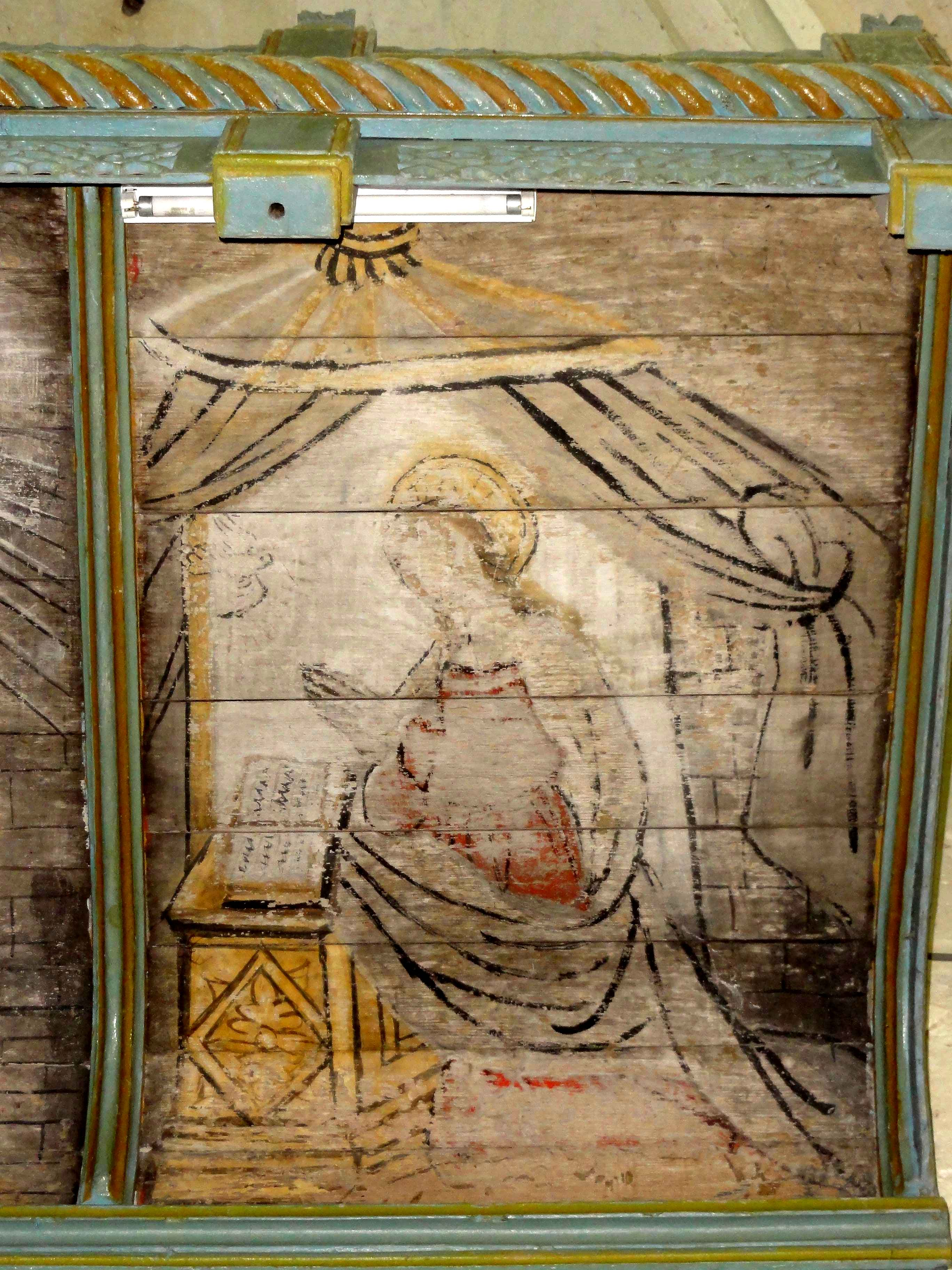
Retable du croisillon nord, dais - Vierge de l'Annonciation.
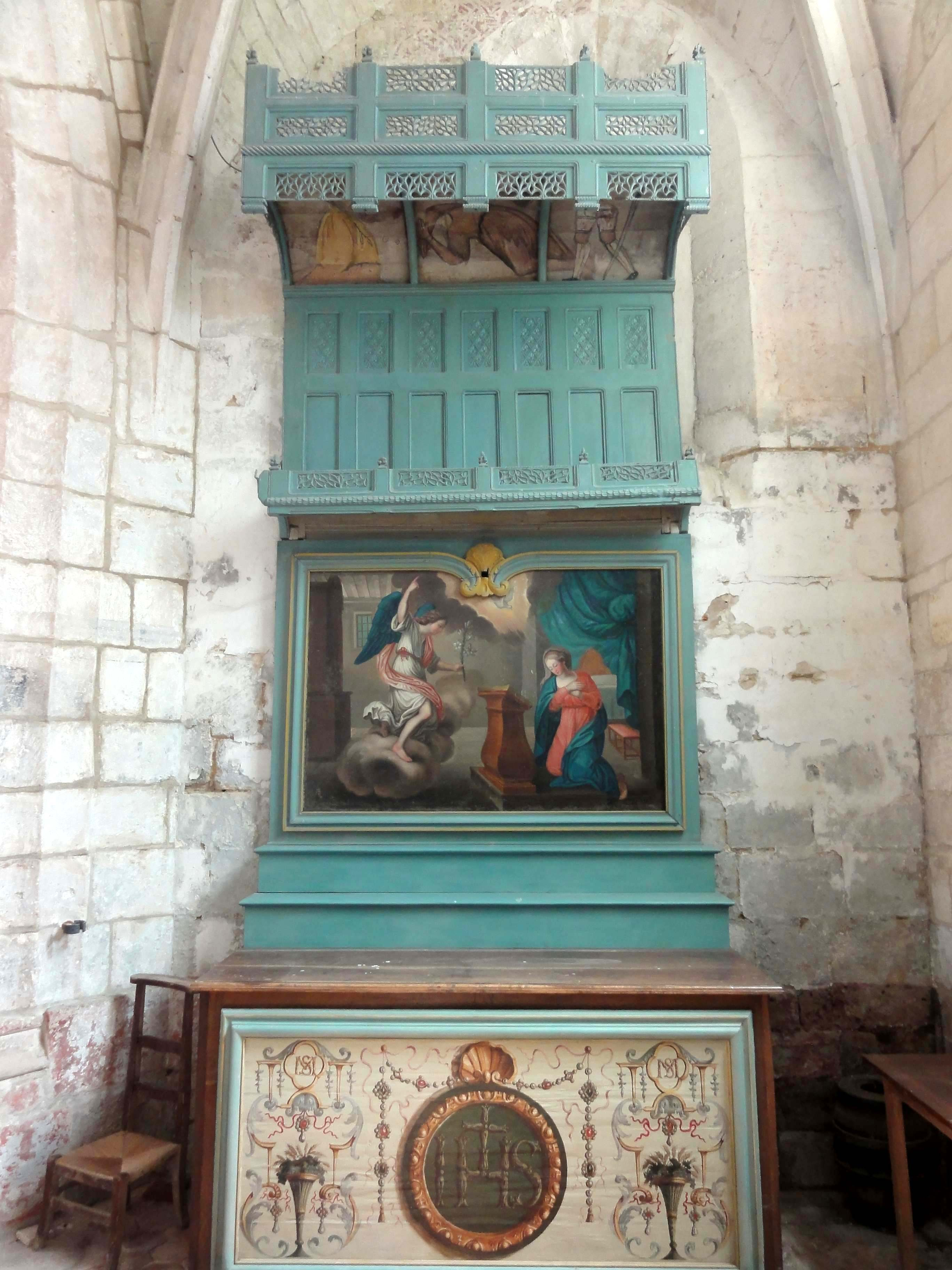
Autel et retable du croisillon sud.
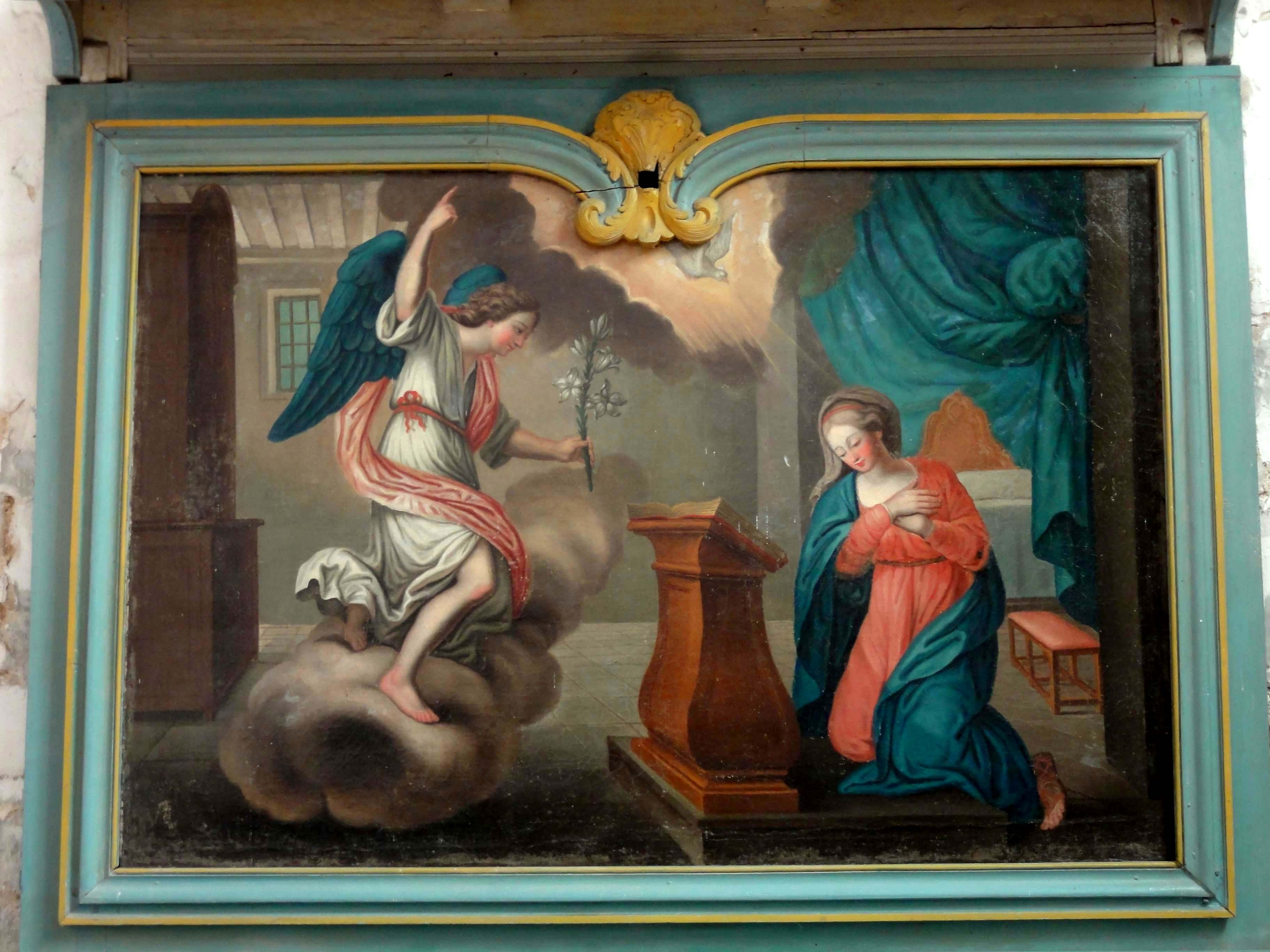
Retable du croisillon sud, tableau - L'Annonciation faite à Marie.
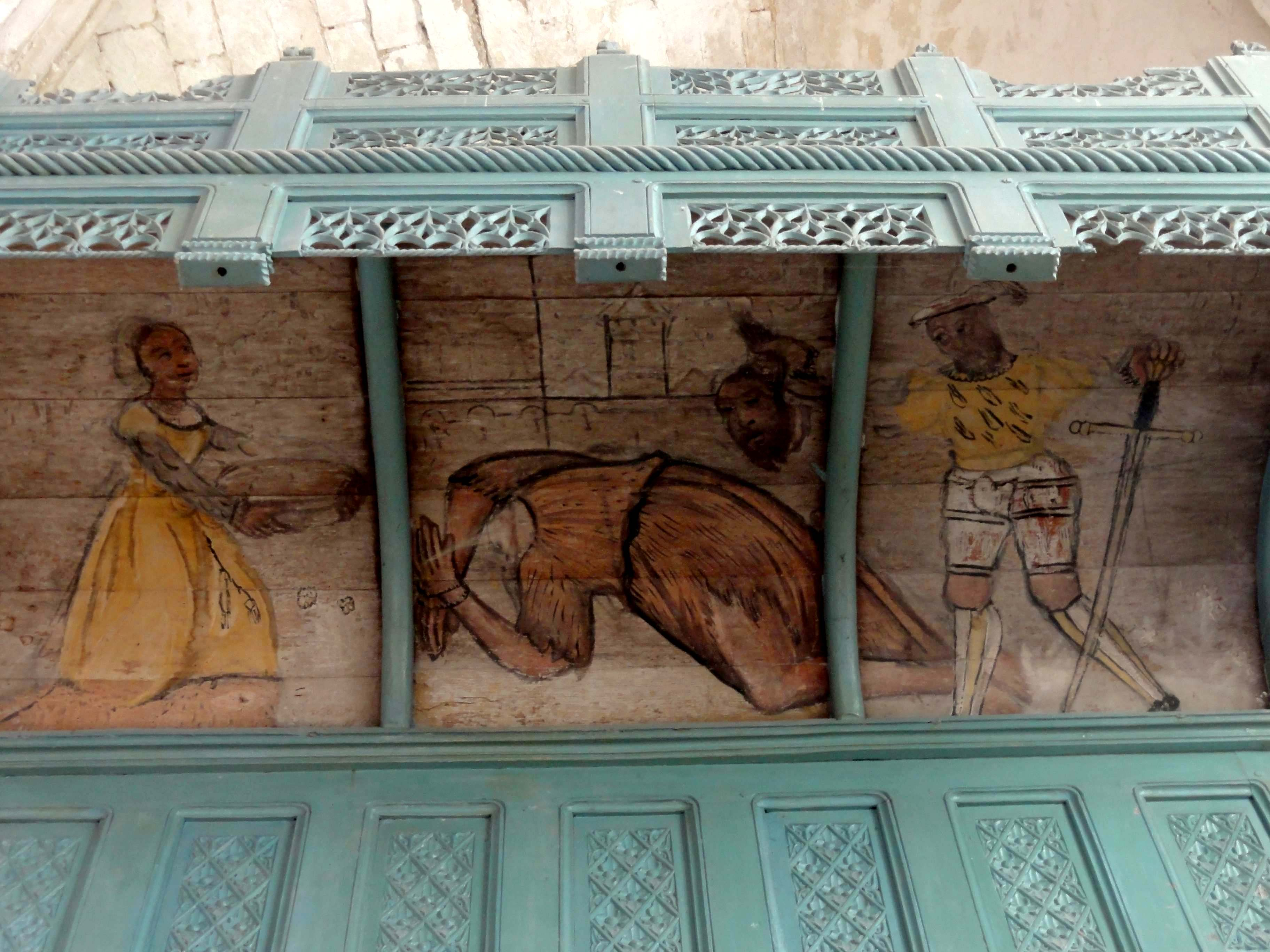
Retable du croisillon sud, dais - décollation de saint Jean-Baptiste.

### Divers

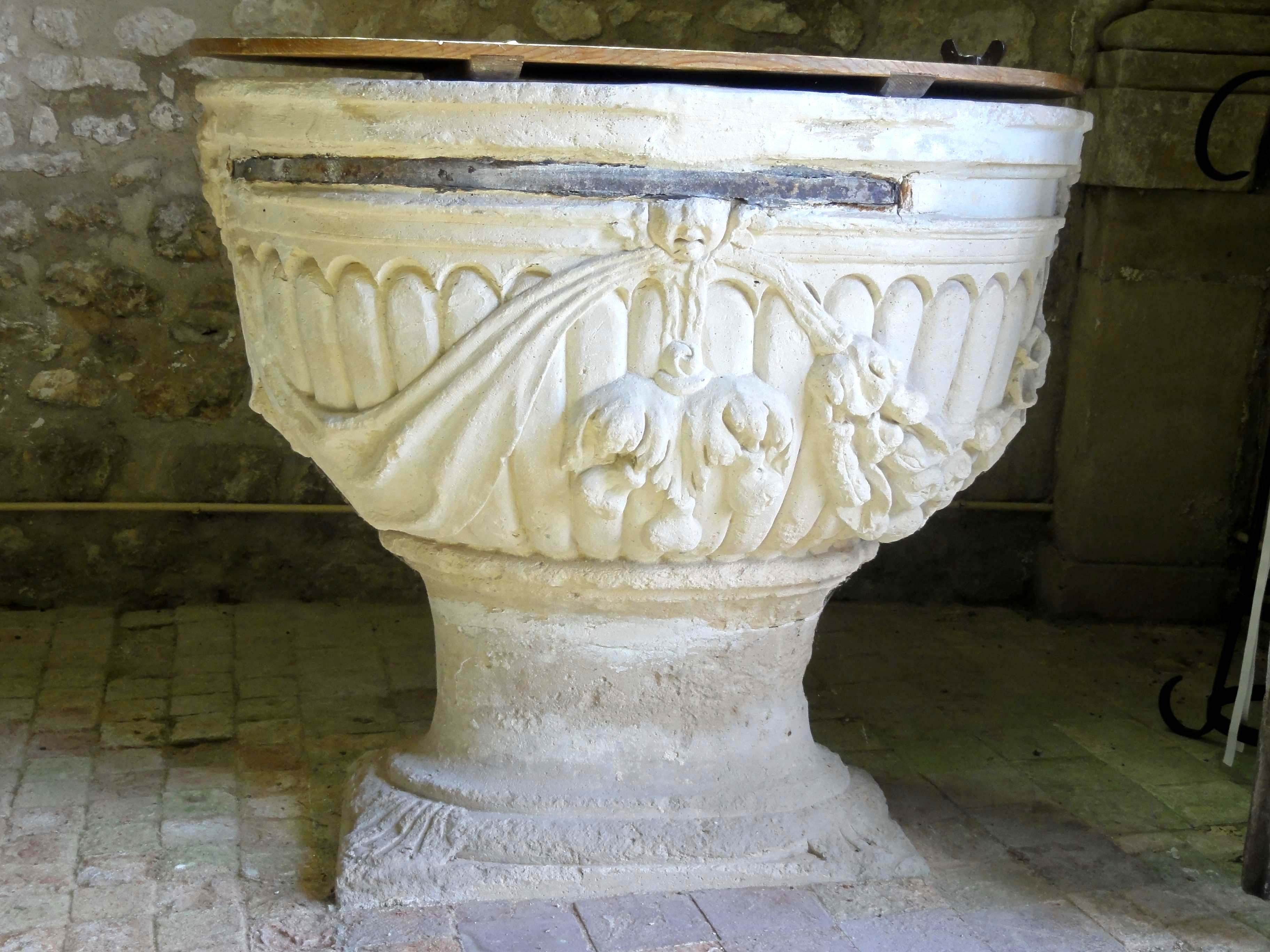
Fonts baptismaux.

Parmi les autres éléments du mobilier, plusieurs méritent l'attention :
- Les fonts baptismaux en pierre calcaire peuvent être datés du milieu du XVIe siècle, et sont donc contemporains du péristyle du portail. La cuve, de plan ovale, repose sur un pied du même plan, auquel on a donné l'apparence d'un court et épais fût de colonne, avec une base flanquée de griffes végétales. Sous la bordure, la cuve est sculptée de hauts godrons, qui servent en partie d'arrière-plan à d'autres motifs. Ce sont deux têtes humaines sous la bordure, une derrière et une devant, malheureusement endommagée par le cintrage de fer qui maintient ensemble la cuve vraisemblablement fendue ; des feuilles d'acanthe en dessous des têtes ; et des voilages tendues. Sur le visage, l'on trouve la même expression triste que sur les têtes du portail, et les voilages pourraient correspondre à des tentures de deuil. Des larmes coulent du visage, et de grosses gouttes sont suspendues sous les feuillages.
- En dehors du mobilier proprement dit, l'on peut signaler des peintures murales. Sur le socle renforcée de la pile nord-ouest du clocher, côté ouest, l'on trouve un Christ en croix entre la Vierge de douleur et saint Jean. Les personnages situés plus à gauche ont été effacées. À droite, un ange semble intercéder auprès d'un soldat. — Sur les pilastres au sud de la nef, subsistent des croix de consécration peints en rouge. En dessous, deux branches de palmes nouées ensemble encadraient un écusson, qui a sans doute été effacé à la Révolution. — Dans le croisillon sud, les murs sont décorés de motifs ornementaux réalisés aux pochoir, en deux tons, rouge foncé et orange.
- Le banc d'œuvre placé entre la nef et le carré du transept date de 1625. Il n'est pas décoré, et son dosseret se compose de simples panneaux à fenestrages, ainsi que d'un entablement ébauché.
- La plaque de fondation de Messire Nicolas Riquette, curé de Berville pendant treize ans, et mort le 24 janvier 1624 à l'âge de quarante-six ans, est encastrée dans le mur du chœur. Elle est en marbre noir, et pourvue d'un encadrement en pierre polychrome, avec un fronton arborant un bas-relief, qui représente le prêtre en prière, agenouillé devant un prieu-Dieu. L'inscription laisse entendre que le défunt laisse la plupart de ses biens, qui approchent la somme de 3 000 francs, pour la décoration de l'église et l'entretien du service divin. Contrairement à l'habitude, il n'est pas fait référence au testament, ni à des contreparties demandées à la paroisse, soit généralement la célébration d'offices pour le salut de l'âme du défunt. En outre, l'épitaphe rappelle que Messire Riquette a institué la confrérie du sacré nom de Jésus.
- Deux stalles individuelles sont placées au nord et au sud du chœur. Elles sont de style baroque, et ont des parecloses décorées de volutes. Les miséricordes actuellement en place sont frustes.

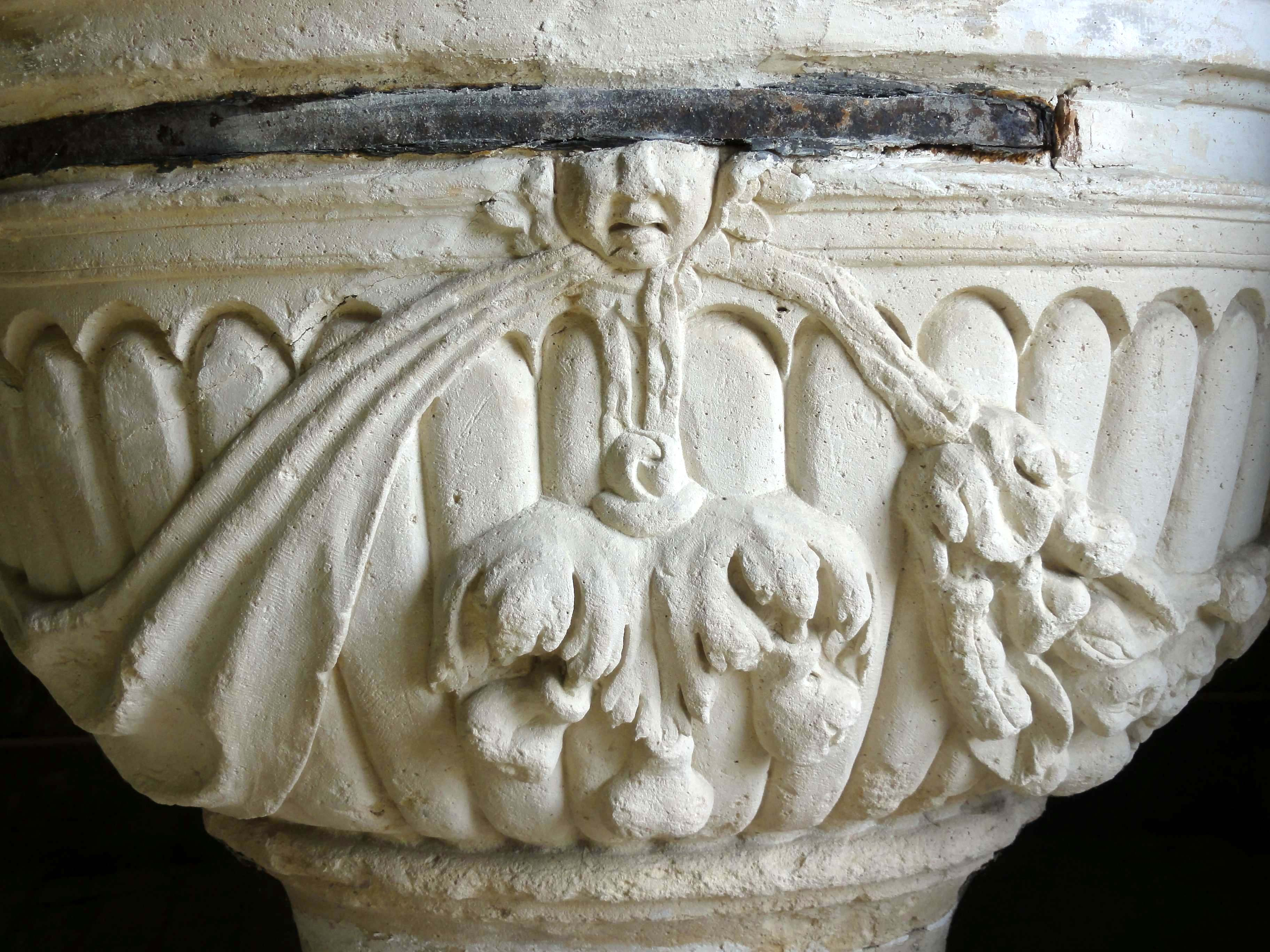
Fonts baptismaux, détail.
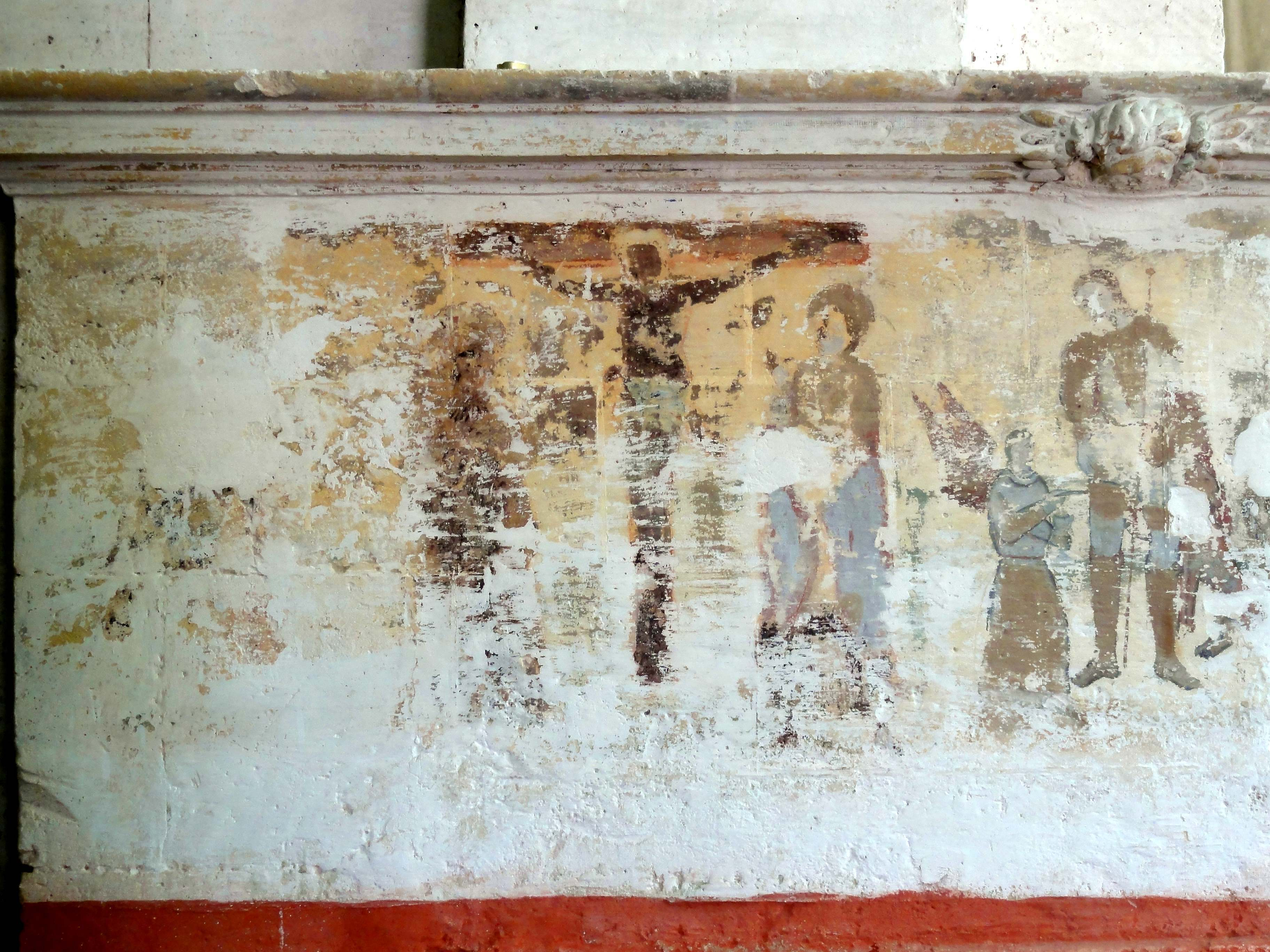
Peinture murale - Christ en croix.
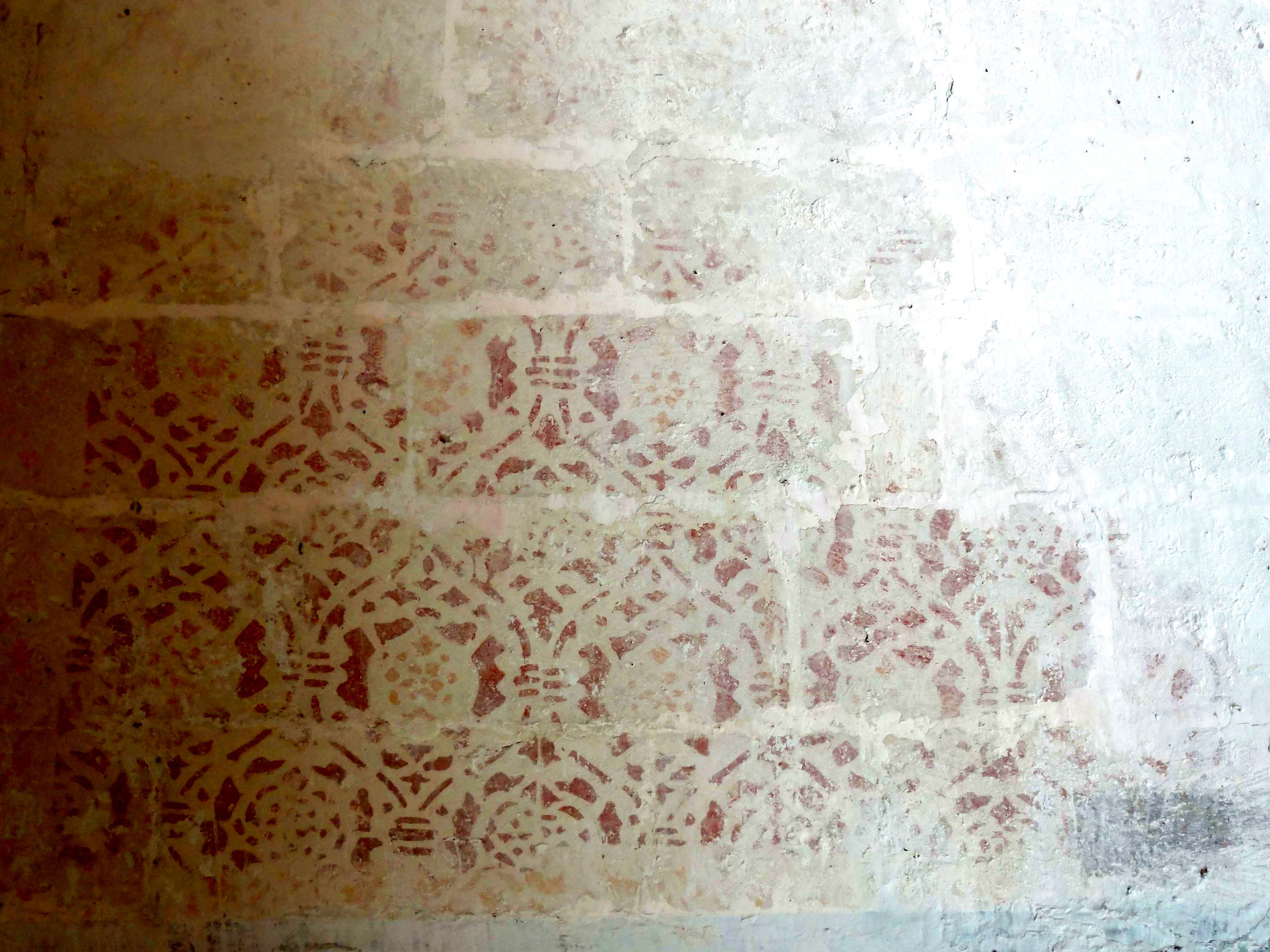
Peinture murale - motifs ornementaux au pochoir.
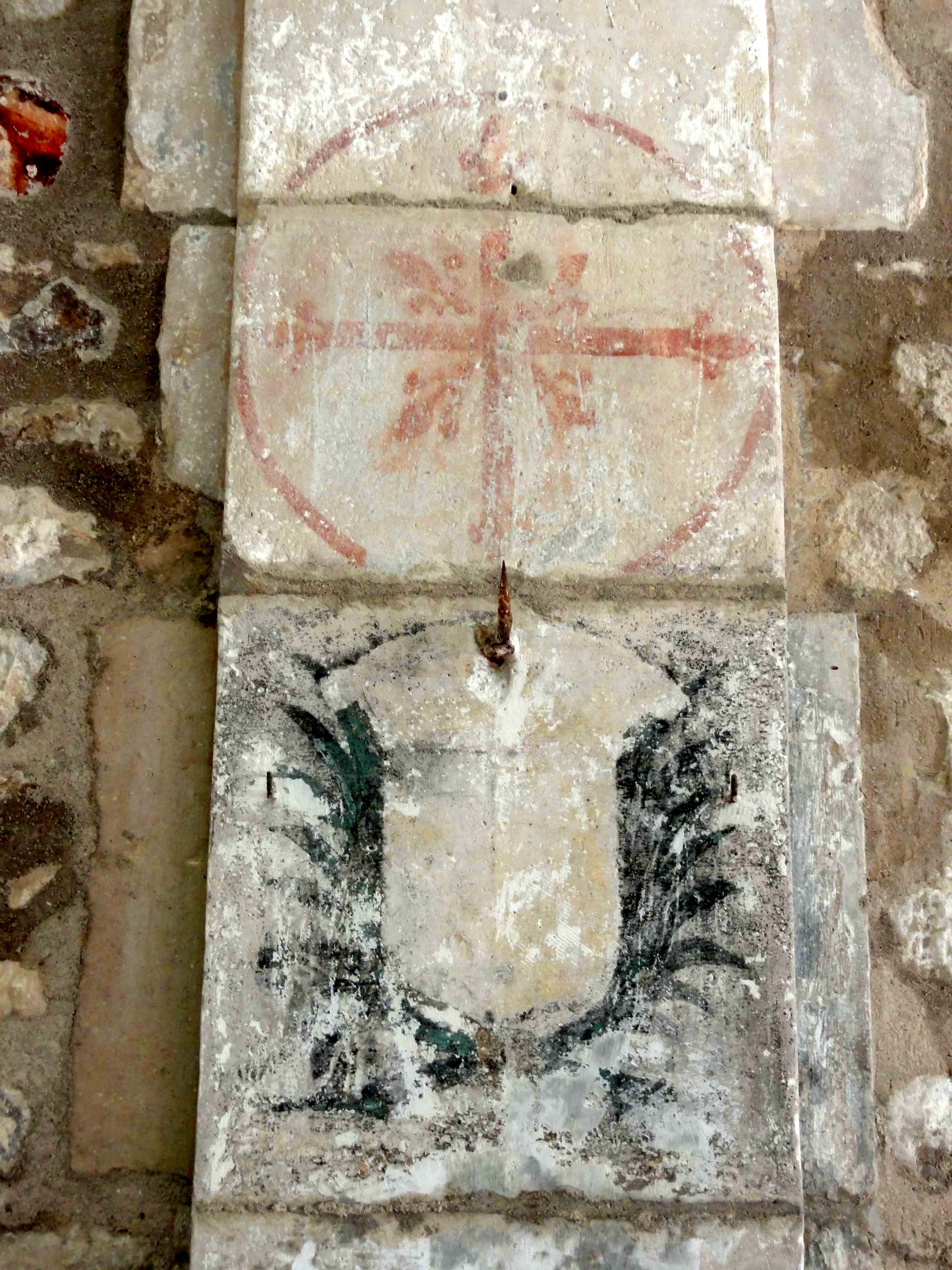
Peinture murale - croix de consécration.
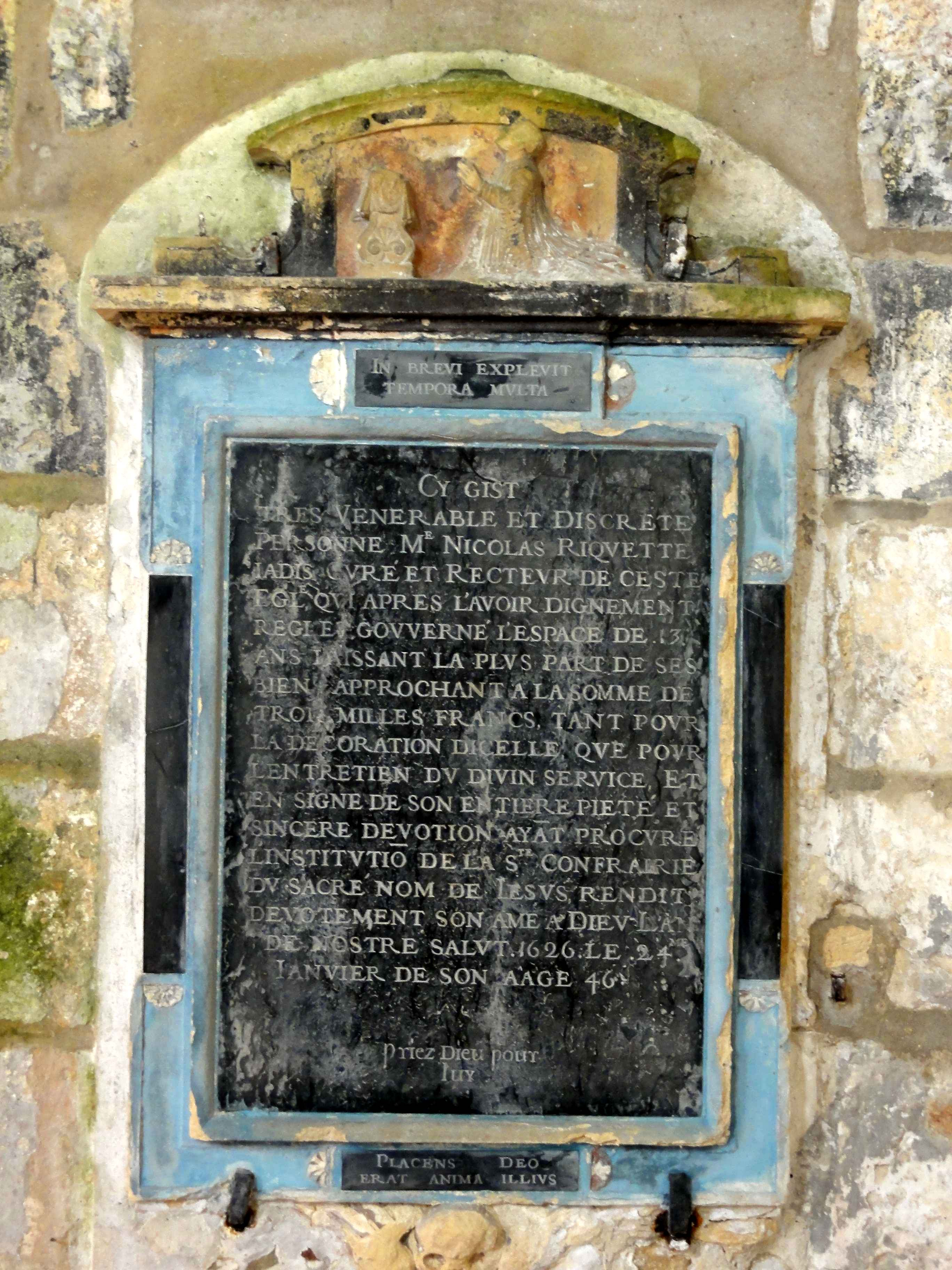
Plaque de fondation de Me Nicolas Riquette.
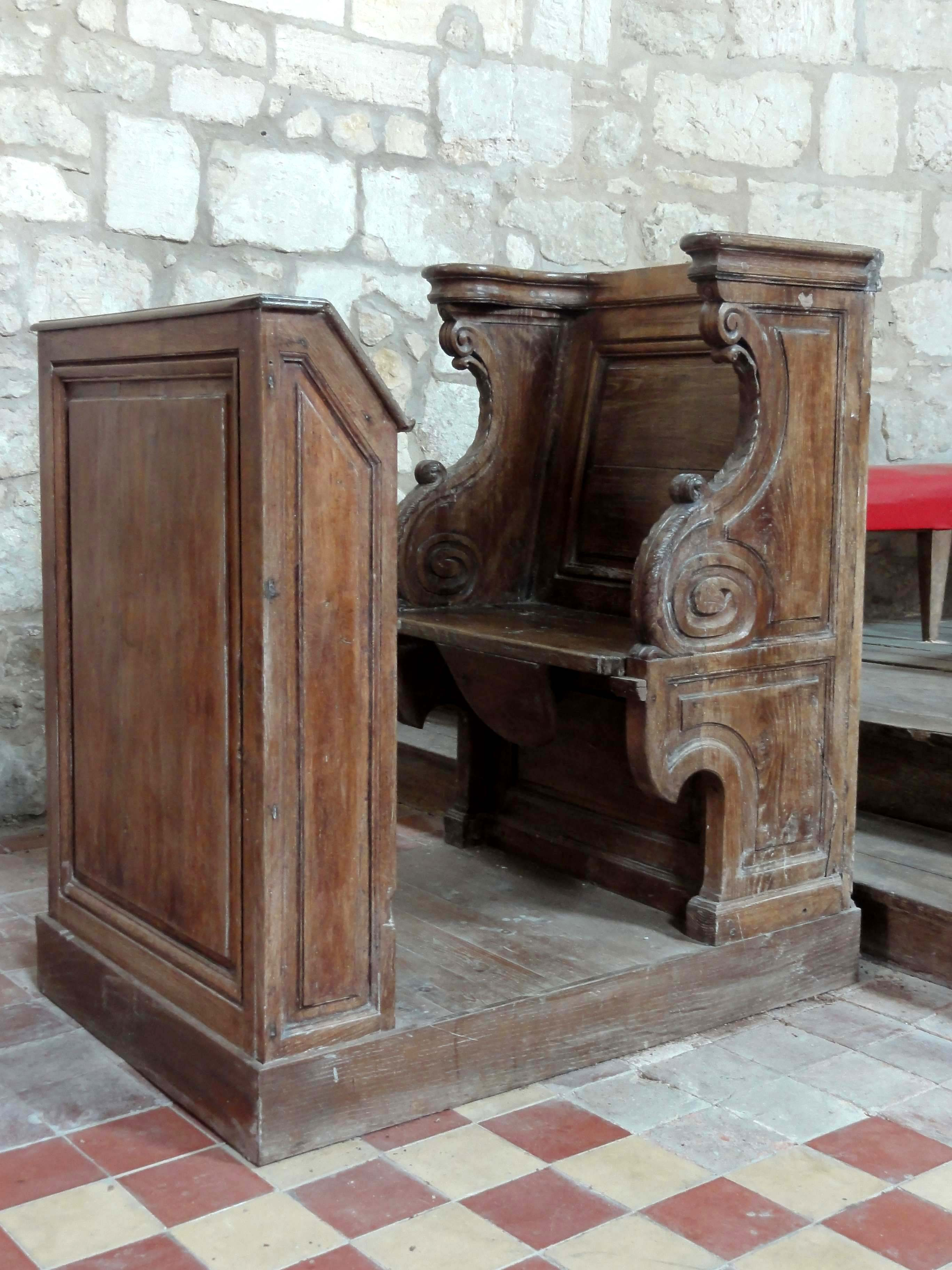
Stalle individuelle.